# 제임스 웹 우주망원경
제임스 웹 우주 망원경(영어: James Webb Space Telescope, JWST)은 적외선 천문 관측을 주목적으로 하는 우주 망원경이다. 현존하는 광학 우주 망원경 중에서 규모가 가장 크며, 뛰어난 적외선 분해능과 감도 덕분에 허블 우주 망원경조차 관측하기 어려울 정도로 멀고 어두운 천체들을 관측할 수 있다. 이를 통해 최초의 별과 최초의 은하가 형성되는 모습을 포착하는 등 천문학과 우주론 마당에서 광범위한 연구가 가능할 것으로 기대되고 있다.
제임스 웹의 설계와 개발은 미국항공우주국(NASA)이 유럽우주국(ESA)과 캐나다우주국(CSA)과 협력하여 이끌었다. 망원경의 개발은 메릴랜드에 소재하는 NASA의 고더드우주비행센터(GSFC)가 맡았으며, 망원경의 운용은 볼티모어 존스홉킨스대학교 홈우드캠퍼스에 소재하는 우주망원경과학연구소가 하고 있다. 사업에 참여한 주요 기업으로는 노스롭 그루먼이 있다. 망원경의 명칭은 1961년부터 1968년까지 NASA 국장을 역임하며 머큐리, 제미니, 아폴로 계획을 추진한 제임스 에드윈 웨브의 이름에서 따온 것이다.
제임스 웹 우주 망원경은 2021년 12월 25일 프랑스령 기아나 쿠루에서 아리안 5 로켓에 실려 발사된 후, 2022년 1월에 태양-지구 L2 라그랑주점에 안착하였다. 2022년 7월 11일에는 조 바이든 미국 대통령이 참석한 기자 회견에서 제임스 웹의 최초 공식 이미지가 공개되었다.
제임스 웹 망원경의 주거울은 열여덟 장의 작은 분할 거울로 구성되어 있으며, 거울 세그먼트는 금으로 코팅된 베릴륨 재질이다. 세그먼트가 하나로 모인 주거울은 직경이 6.5미터에 달하여 2.4미터의 허블 주거울보다도 크다. 이러한 주거울의 집광 면적은 25제곱미터로, 허블의 집광 면적의 여섯 배에 달한다. 그러나 근자외선과 가시광선(0.1~0.8 μm), 근적외선(0.8~2.5 μm) 스펙트럼을 관측하는 허블과는 달리, 제임스 웹은 파장이 긴 가시광선(적색)에서 중적외선(0.6~28.3 μm)까지를 관측한다. 제임스 웹은 망원경 자체가 발산하는 적외선이 외부의 빛을 받아들이는 데 방해가 되지 않도록 50 K (−223.2 °C; −369.7 °F)보다 낮은 극저온 상태를 유지해야 한다. 지구 근처에서 제임스 웹을 가열할 수 있는 열원으로는 태양과 지구와 달이 있는데, 제임스 웹은 차양막이 이 셋을 동시에 가릴 수 있도록 지구에서 150만 킬로미터가량 떨어진 태양-지구 L2 라그랑주점 근처에서 태양을 도는 궤도에 위치한다.
1996년, 최초 구상 단계에서 제임스 웹 우주 망원경은 차세대 우주 망원경(영어: Next Generation Space Telescope, NGST)이라는 명칭이 주어졌었다. 1999년에는 10억 달러의 예산과 2007년 발사를 목표로 두 가지 컨셉의 연구가 진행되었다. 하지만 초창기 사업은 막대한 비용 증가와 개발 지연으로 난항을 겪었고, 2005년에 이르러서 지금 형식의 대대적인 재설계를 거친 후 2016년에야 100억 달러에 이르는 총비용으로 망원경을 완성하였다. 이 때문에 언론과 과학자와 공학자들은 망원경의 복잡성과 발사의 큰 위험 부담에 관해서 주목하고 우려한 바 있었다.

## 특징
제임스 웹 우주 망원경의 중량은 허블 우주 망원경 중량의 절반밖에 되지 않는다. 금으로 코팅된 베릴륨 재질의 주거울은 직경이 6.5 m (21 ft)이며, 작은 육각형 거울 열여덟 장으로 구성되어 있다. 이 거울의 총면적은 26.3 m2 (283 ft2)이지만, 0.9 m2 (9.7 ft2)가 부거울과 부거울 지지대에 가려져 있기 때문에 집광부의 총면적은 25.4 m2 (273 ft2)이다. 이는 직경 2.4미터인 허블 주경의 집광 면적 4.0 m2 (43 ft2)보다 여섯 배 이상 크다. 제임스 웹의 거울이 금으로 코팅된 것은 적외선 반사율을 높이기 위함이며, 금 코팅은 내구성 때문에 얇은 유리막으로 덮여있다.
제임스 웹 망원경은 근적외선 관측을 주목적으로 설계되었으나, 사용하는 관측 장비에 따라 주황색에서 빨간색의 가시광선도 관측할 수 있으며, 마찬가지로 중적외선 영역도 가능하다. 허블이 관측할 수 있는 것보다 100분의 1 정도로 어두운 천체까지 관측할 수 있으며, 적색편이 z≈20까지 거슬러 올라가는 우주 역사에서 이른 시대(빅뱅 이후 1억 8천만 년 무렵의 우주시)의 천체들도 관측할 수 있다. 비교컨대, 최초의 별이 z≈30에서 z≈20(1억 년에서 1억 8천만 년 사이의 우주시) 무렵에 탄생하였고, 최초의 은하가 z≈15(2억 7천만 년 무렵의 우주시) 무렵에 탄생했으리라 여겨지지만, 허블은 z≈11.1 무렵(4억 년의 우주시에 존재하는 은하 GN-z11)의 극초기 재이온화 시대 너머의 과거를 볼 수 없다.
제임스 웹 망원경은 다음과 같은 이유에 의해서 근적외선과 중적외선에서 기능하는 것으로 설계되었다.
- 적색편이가 큰 (즉, 거리가 멀고 시간적으로 극초기 우주의) 천체는 가시광선 방출이 적외선으로 이동하기 때문에 오늘날에 그러한 빛을 관측하려면 근적외선 천문학이 필수다.[11]
- 적외선은 가시광선보다 먼지 구름을 쉽게 통과한다.[11]
- 먼지 원반이나 행성 같은 저온 천체는 적외선을 가장 많이 방출한다.
- 이러한 적외선 대역은 지상 망원경이나 허블과 같이 현존하는 우주 망원경으로는 연구하기 어렵다.

가시광선을 포함해서 전자기 복사의 파장별로 지구 대기가 흡수하는 정도(불투명도)를 보여주는 그림.

지상 망원경은 그 위치 때문에 지표면을 덮는 대기를 꿰뚫어 볼 수밖에 없는데, 지구 대기는 다양한 적외선 대역에서 불투명하다는 문제점이 있다. 심지어 대기가 투명한 장소일지라도 적외선 천문학의 주요 표적에서 관측하기 쉬운 화학 성분이 물이나 이산화탄소, 메탄처럼 지구 대기에도 풍부하게 존재하는 화합물이기 때문에 분석이 매우 까다롭다. 허블과 같이 현존하는 우주 망원경은 거울이 적외선 관측이 요구하는 온도보다 뜨겁기 때문에 이러한 대역에서 관측이 불가능하다. 예컨대 허블의 주거울은 약 15 °C (59 °F)로 유지되는데, 이 온도에서 망원경은 적외선을 강하게 방출한다.
제임스 웹 망원경은 태양에 대해 85˚ 이상의 회피각에서 초당 0.03각초보다 느린 각속도로 움직이는 태양계 천체를 관측할 수 있기도 하다. 이러한 천체로는 화성, 목성, 토성, 천왕성, 해왕성, 명왕성, 앞에서 열거한 천체들의 위성, 화성 궤도 너머의 혜성, 소행성이 있다. 제임스 웹은 알려진 카이퍼대 천체를 모두 관측할 수 있을 정도의 적외선 감도를 가지고 있으며, 초신성이나 감마선 폭발처럼 한시적이고 관측 계획에 없던 표적도 일정 변경을 통해 48시간 이내에 관측할 수 있는 유연한 관측 체계도 갖추고 있다.

망원경을 꼭대기 정측면에서 바라본 모습.
바닥에서 본 모습 (태양을 향하는 면)

### 위치와 궤도
제임스 웹 우주 망원경은 태양에 대한 지구 궤도 너머 약 1,500,000 km 떨어진 태양-지구 L2 라그랑주점을 중심으로 도는 헤일로 궤도에서 운용된다. 망원경이 공전하면서 실제 위치는 L2 점에 대해 약 250,000 km에서 832,000 km 거리까지 변화하지만, 지구와 달의 그림자에 들어가는 일은 없다. 태양과 지구의 L2 점 근처에 있는 물체는 지구와 같은 속도로 태양을 공전할 수 있기 때문에 망원경이 태양과 지구와 달에 대해 거리를 거의 일정하게 유지할 수 있으며, 차양막과 우주선 본체를 일정한 각도로 유지할 수 있다. 제임스 웹 망원경은 지구와 달의 그림자를 피하기 위해서 폭넓은 궤도를 가지기 때문에 태양을 향하는 면에서 꾸준히 태양광을 받으며 전력을 공급하고 지구와 교신하면서도 차양막을 통해 태양과 지구와 달에서 관측 장비로 오는 열과 빛을 차단하고, 지구와 달의 그림자에 들어갔을 때 우주선에 생길 수 있는 미세한 온도 변화를 피할 수 있다. 이러한 배열과 자세를 통해 우주선의 온도를 희미한 적외선 관측에 필요한 50K 아래로 일정하게 유지할 수 있다.

### 차양막 보호

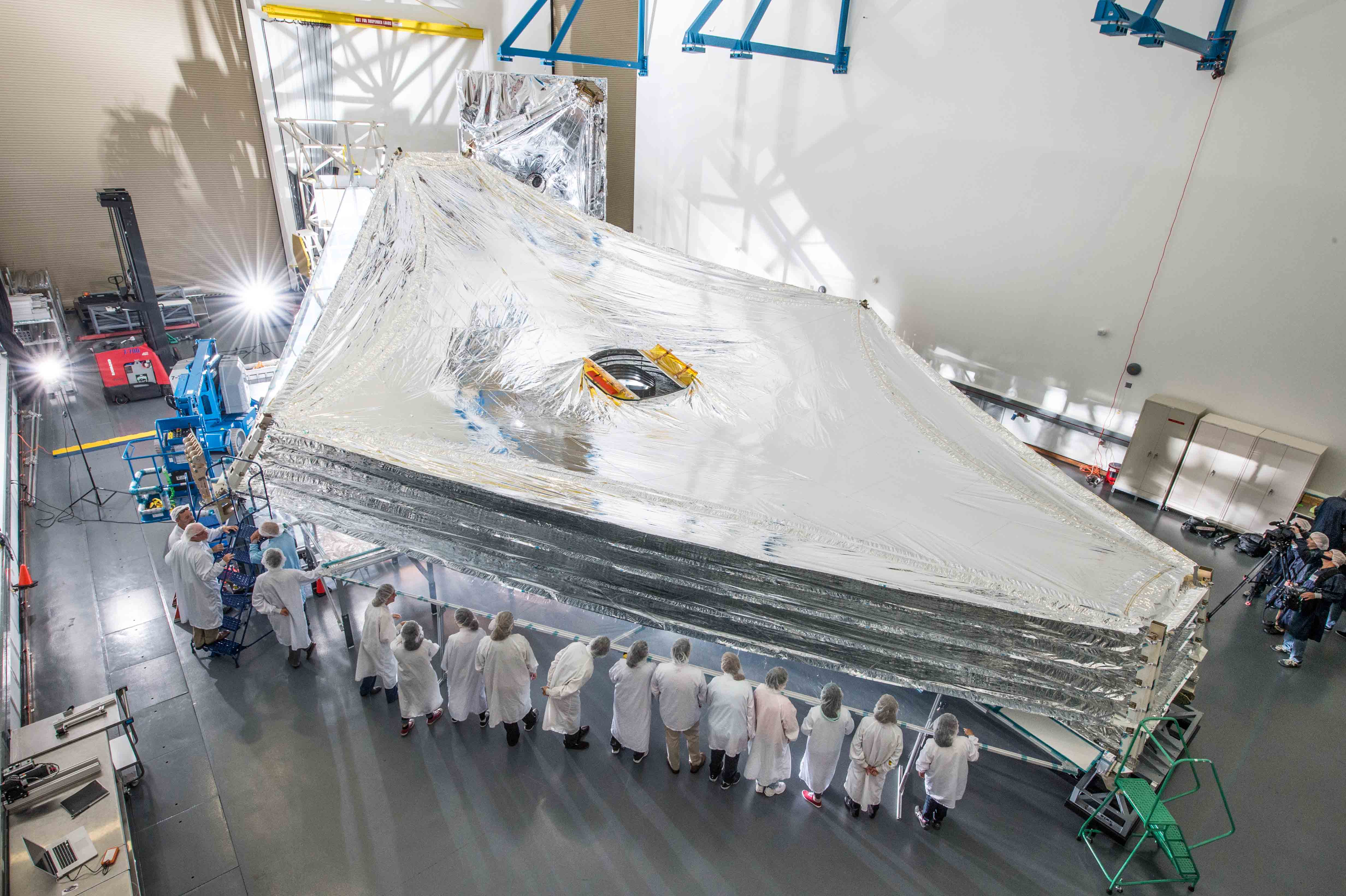
2014년, 캘리포니아 노스롭 그루먼 시설에서 겹치고 펼치는 실험을 한 차양막 테스트 유닛.

제임스 웹 우주 망원경은 적외선 스펙트럼을 관측할 수 있도록 50 K (−223.2 °C; −369.7 °F) 이하로 유지되어야 한다. 그렇지 않을 경우, 망원경이 방출하는 적외선 복사가 관측 장비가 감지할 적외선을 압도할 수 있다. 제임스 웹은 태양과 지구와 달에서 오는 빛과 열을 차단하기 위해서 커다란 차양막(영어: sunshield)을 갖추고 있다. 태양-지구 L2 근처에 있는 제임스 웹의 위치는 우주선이 항상 같은 면만 세 물체를 바라보도록 한다. L2 점을 도는 제임스 웹의 헤일로 궤도는 태양과 달의 그림자를 피하면서 차양막과 태양 전지판이 미세한 변화 없이 일정한 환경에 있도록 유지한다. 그리하여 빛을 받지 않는 면에 있는 장치들의 온도를 안정적으로 유지할 수 있는데, 이는 주거울 세그먼트의 정밀한 정렬 상태를 유지하는 데 매우 중요하다.
다섯 겹으로 이루어진 차양막은 캡톤 E 필름 양면에 알루미늄을 코팅하여 만들어졌으며, 한 겹이 머리카락 한 올만큼 얇다. 태양열을 받아서 가장 뜨거운 두 겹은 태양열을 반사하기 위해서 태양을 향하는 면에 도핑 규소로 된 층이 있다. 재질이 연약해서 2018년에 전개 테스트를 하는 과정에서 필름 구조가 찢어지는 바람에 망원경의 발사 일정이 늦추어지기도 하였다.
차양막은 직경이 4.57 m (15.0 ft)이고 길이가 16.19 m (53.1 ft)인 아리안 5 로켓의 페이로드 페어링에 탑재될 수 있도록 콘체르티나 접기 방식으로 열두 번 접히도록 설계되었다. 차양막을 완전히 전개하였을 때 치수는 14.162 m × 21.197 m (46.46 ft × 69.54 ft)이다.
차양막의 그림자로 인해 주어진 시점에서 제임스 웹 망원경이 관측할 수 있는 시야는 제한된다. 제임스 웹은 주어진 시기에 하늘의 40퍼센트만을 관측할 수 있지만, 6개월이 지나면 망원경이 본래 차양막이 가리던 방향을 바라보게 되기 때문에 아예 관측이 불가능한 하늘 영역은 없다.

### 광학계

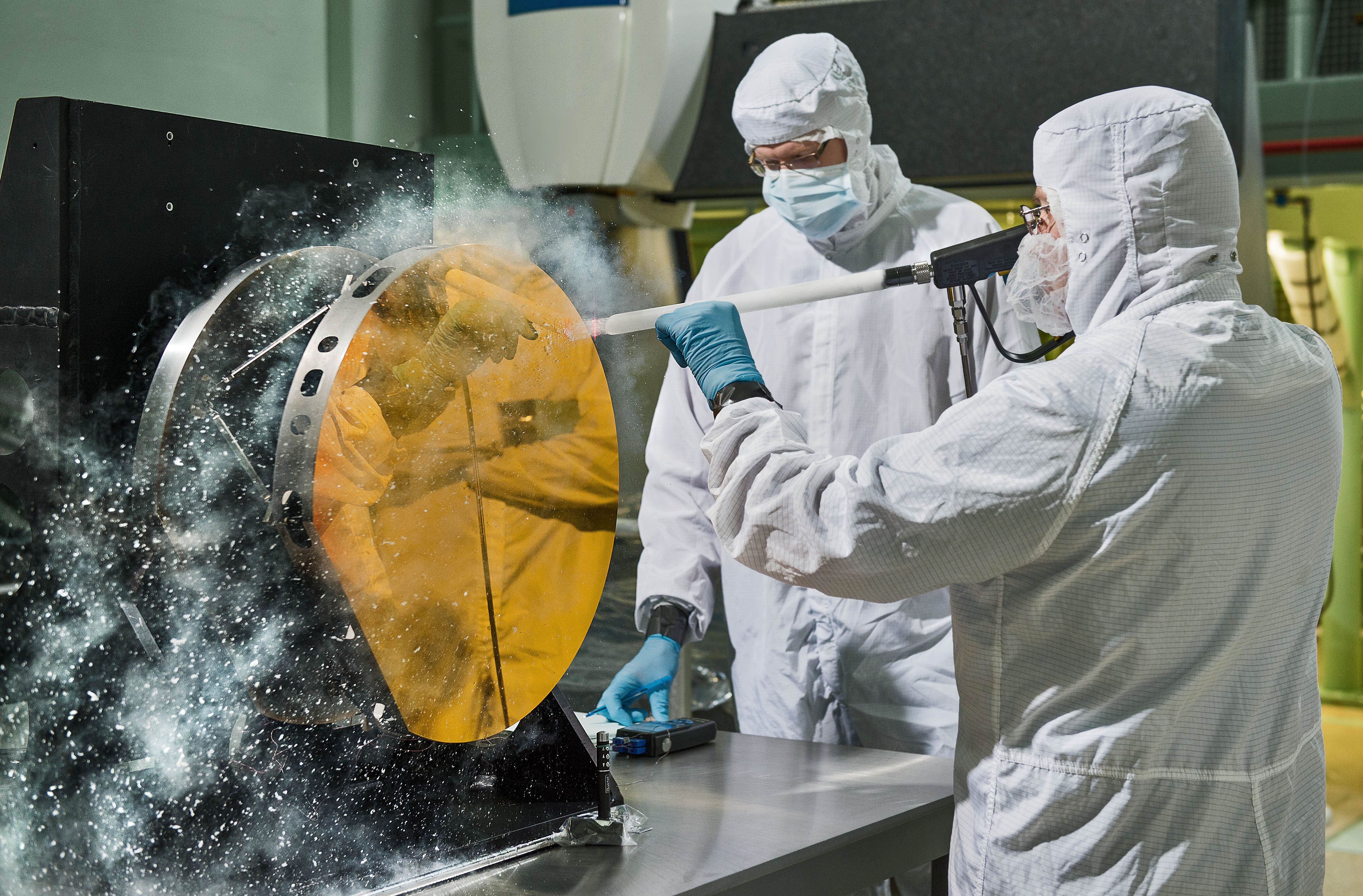
2015년, 엔지니어들이 테스트 미러를 CO_{2} 스노우로 세척하고 있다.

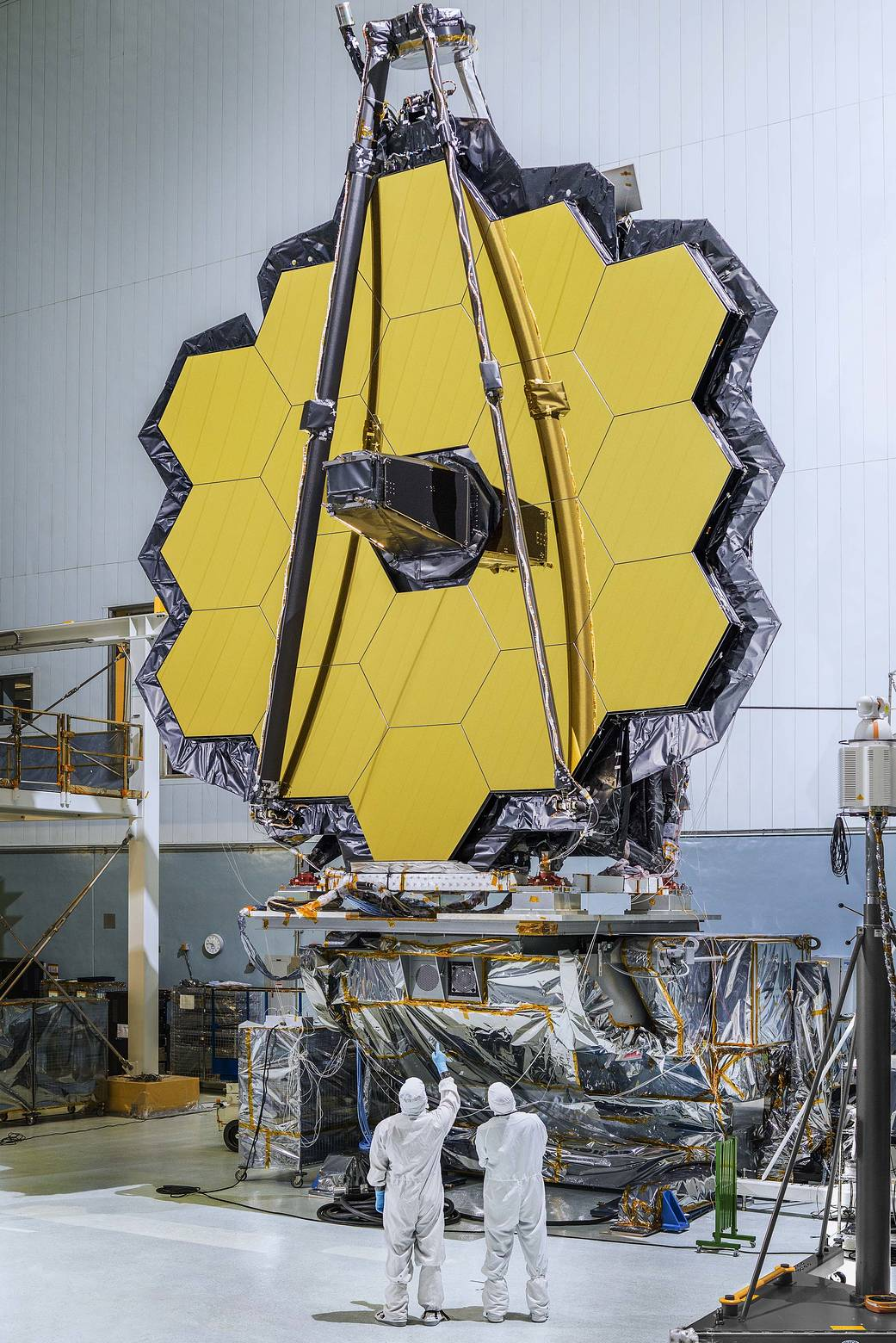
2016년 11월, 기립한 주거울의 전면 쪽에서 촬영한 거울 조립체.

거울 세그먼트와 부경 지지대로 인한 회절 스파이크. 스파이크에 기여하는 요소마다 다른 색이 입혀져 있다.

제임스 웹 우주 망원경의 주경은 금으로 코팅된 베릴륨 반사경으로, 지름이 6.5 m (21 ft)이며 집광 면적은 25.4 m2 (273 ft2)이다. 이를 단일 거울로 제작하면 망원경이 현존하는 발사체에 실을 수 없을 정도로 무거워지기 때문에 작은 육각 거울 조각들을 조립하는 방식(귀도 호른 다르투로가 발명)으로 제작하였다. 주거울은 열여덟 장의 육각형 거울 세그먼트로 구성되어 있으며, 처음에는 접혀있다가 망원경이 발사된 후 펼쳐지는 구조다. 거울 세그먼트가 들어갈 정확한 위치는 위상 복원을 통한 이미지 면의 파면 검출 방법으로 찾으며, 거울 뒷면에 있는 초정밀 마이크로모터를 통해 맞춘다. 일단 배열을 정밀하게 맞추고 나면, 며칠에 한 번씩만 미세하게 재조정하면 최적의 초점을 유지할 수 있다. 이러한 시스템은 켁 망원경처럼 중력과 풍하중에 의한 왜곡 효과를 극복하기 위해 능동 광학으로 거울 세그먼트를 상시 조정하는 지상 망원경과는 다르다. 제임스 웹 망원경은 액추에이터라고 부르는 작은 모터를 132개 사용해서 주기적으로 거울 배열을 조정한다. 이 액추에이터는 10나노미터의 정밀도로 거울의 위치를 조정할 수 있다.
제임스 웹 우주 망원경은 넓은 화각에서 나타나는 상의 광학 수차를 제거하기 위해 곡면 반사면의 부경과 삼차경을 사용하는 3거울 아나스티그맷 형식의 망원경이다. 부경은 직경이 0.74 m (2 ft 5 in)이며, 이러한 세 가지 거울 외에도 상이 흔들리지 않도록 초당 수 회에 걸쳐 위치를 조정하는 파인 스티어링 미러(영어: Fine Steering Mirror)가 갖추어져 있다. 제임스 웹이 촬영한 이미지는 주거울의 육각 모양에 의한 여섯 회절 스파이크에 부경 지지대에 의한 회절 스파이크 두 개가 추가된 모습으로 나타난다.

### 과학 장비
통합과학장비모듈(영어: Integrated Science Instrument Module, ISIM)은 제임스 웹 망원경의 전력과 컴퓨팅 리소스와 냉각 능력과 구조 안정성을 제공하는 틀이다. 접착식 흑연 에폭시 복합체로 제작되어 제임스 웹 망원경의 거울 뒷면에 달려있다. ISIM에는 아래의 네 가지 과학 장비와 지향용 카메라가 들어있다.

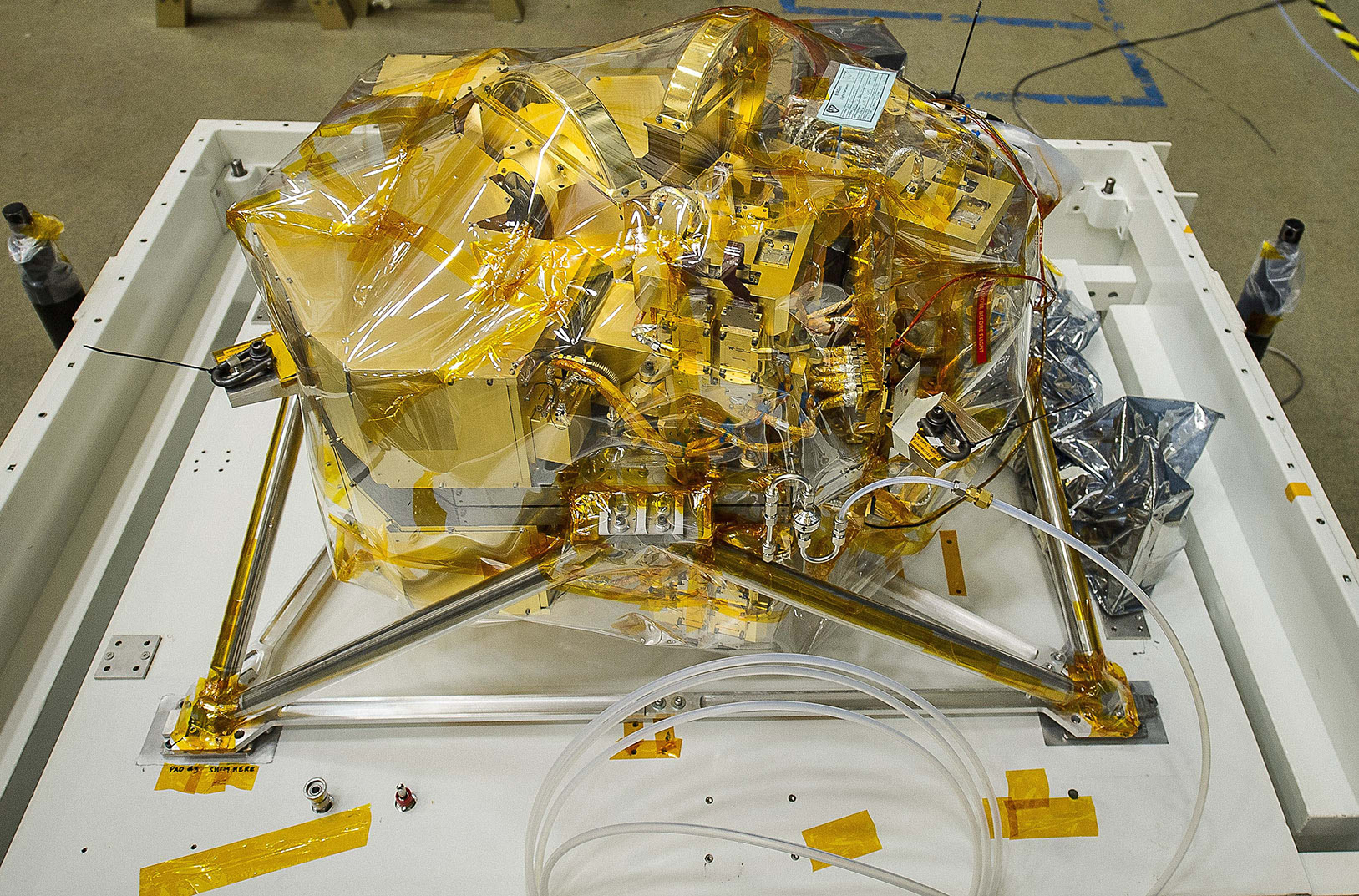
2013년, 포장재로 싸인 NIRCam.

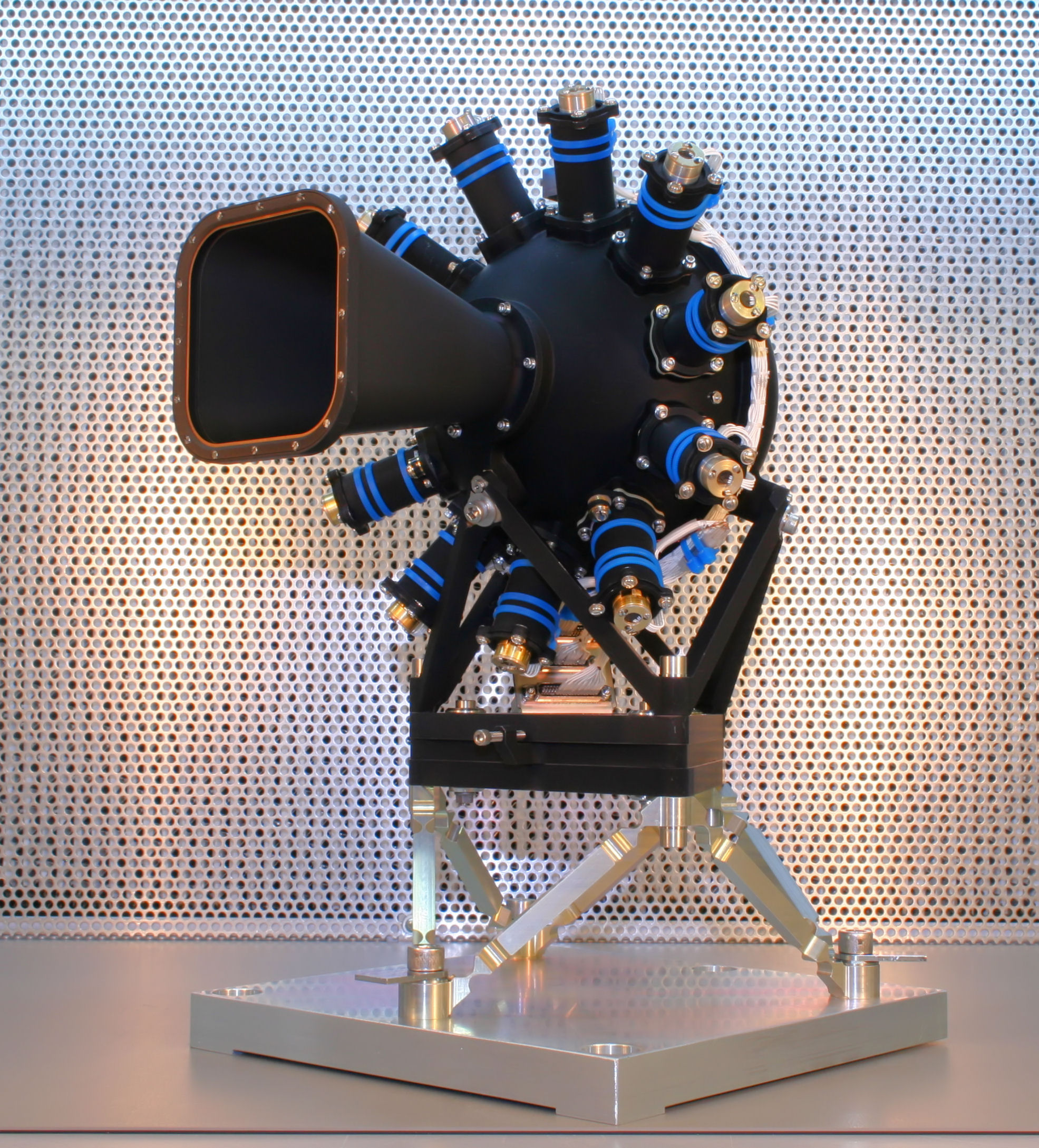
NIRSpec 장비를 구성하는 보정 장치.

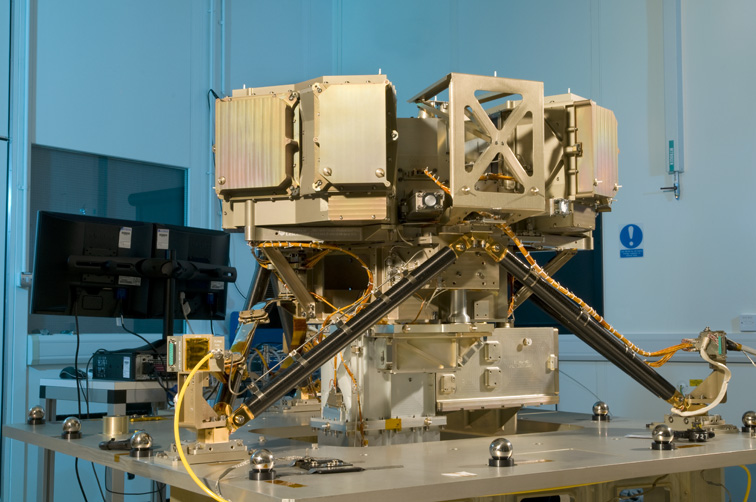
MIRI.

- 근적외선 카메라(영어판)(영어: Near Infrared Camera, NIRCam)는 관측 파장이 가시광선의 끝단부(0.6 μm))에서 근적외선(5 μm)에 이르는 적외선 영상 장치이다.[39][40] 400만 화소의 이미지 센서 열 장이 들어있다. NIRCam은 망원경의 파면을 검출하여 주거울 세그먼트 정렬이나 포커싱 같은 제어 활동에 쓰이는 파면 측정 장치의 역할도 한다. NIRCam은 연구책임자 마샤 진 리키(영어판)가 이끄는 애리조나대학교 개발팀이 단독 제작하였다.[41]

- 근적외선 분광기(영어판)(영어: Near Infrared Spectrograph, NIRSpec)는 NIRCam과 동일한 관측 파장에서 분광을 수행한다. 네덜란드 노르트베이크의 유럽우주국 유럽우주연구개발센터이 제작하였다. 주요 개발팀으로 에어버스디펜스앤스페이스와 고더드우주비행센터의 직원들이 참여하였으며, 에콜 노르말 쉬페리외르 드 리옹의 피에르 페뤼(프랑스어: Pierre Ferruit)가 NIRSpec의 프로젝트 책임 과학자를 맡았다. NIRSpec은 세 가지 기능의 관측이 가능하다. 프리즘을 이용한 저해상도 분광 기능과 분광 해상도 R=λ/Δλ~1000인 다중 표적 중해상도 분광 기능과 R~2700인 고해상도 인테그럴 필드 유닛(영어판) 또는 롱슬릿 분광 기능이 그러하다. 이러한 기능을 전환하는 일은 필터 휠 조립체(영어: Filter Wheel Assembly)라고 하는 내장 기구로 관측 파장을 사전 선택하고, 격자 휠 조립체(영어: Grating Wheel Assembly)라는 기구로 해당 파장의 분산 장치(프리즘이나 회절격자)를 선택함으로써 이루어진다. 두 가지 기구 모두 성공적이었던 적외선 우주 천문대의 ISOPHOT 휠 기구를 토대로 제작되었다. 다중 표적 기능은 복잡한 마이크로셔터 기구를 사용하여 NIRSpec의 화각 내에 있는 개별 천체 수백 개를 동시에 분광할 수 있다. NIRSpec에는 400만 화소짜리 이미지 센서 두 장이 들어있다.[42]

- 중적외선 관측 장비(영어판)(영어: Mid-Infrared Instrument, MIRI)는 5~27 μm의 범위의 적외선 파장을 관측한다.[43][44] 장비에는 중적외선 카메라와 영상 분광기가 들어있다.[45] MIRI는 NASA와 유럽의 다국적 컨소시엄이 협업하여 제작하였으며, 개발은 애리조나대학교의 조지 헨리 리키(영어판)와 스코틀랜드 에든버러 영국천문기술센터(영어판)의 질리언 라이트(영어판)가 주도하였다.[41] MIRI의 온도는 6 K (−267.15 °C; −448.87 °F)를 초과하지 않아야 하는데, 이러한 온도를 유지하기 위해서 기계식 헬륨 가스 냉각기가 장비 주변 열보호막의 온열부에 자리하고 있다.[46]

- 정밀지향센서 겸 근적외선 영상 장치 겸 무슬릿 분광기(영어판)(영어: Fine Guidance Sensor and Near Infrared Imager and Slitless Spectrograph, FGS/NIRISS)의 정밀지향센서(FGS)는 캐나다우주국과 프로젝트 책임 과학자를 맡은 헤르츠베르크천문학천체물리학연구센터(영어판)의 존 허칭스(영어: John Hutchings)가 주도하여 개발하였으며, 우주 망원경이 과학 관측을 하는 동안 표적 지향을 안정화하는 데 사용된다. FGS의 관측은 우주선의 전체적인 방향을 제어하거나 파인 스티어링 미러를 작동하여 이미지 흔들림을 방지하는 용도로 쓰인다. 또한, 캐나다우주국은 연구책임자 몬트리올대학교의 르네 도욘(프랑스어: René Doyon) 주도로 개발한 근적외선 영상 장치 겸 무슬릿 분광기(NIRISS) 모듈을 제공하여 0.8~5μm에서 천문 측광과 분광을 가능하게 하였다.[41] 두 장비가 일체형으로 되어있어서 한꺼번에 지칭하는 경우가 많지만, FGS와 NIRISS는 쓰임새가 완전히 다르다. 전자는 망원경 지원 인프라의 일부이고, 후자는 천문 관측에 쓰이는 과학 장비이다.[47]

NIRCam과 MIRI는 별빛을 차단하는 코로나그래프를 갖추고 있어서 밝은 별 가까이의 외계행성이나 별주위원반과 같은 희미한 표적도 관측할 수 있다.

### 우주선 본체
우주선 본체(영어: Spacecraft bus)는 제임스 웹 우주 망원경의 주요 지원 요소로, 컴퓨터 및 통신 및 전력 및 추진 및 구조 부속처럼 다양한 부속이 들어가 있다. 우주선 본체는 차양막과 함께 우주 망원경의 우주선부(영어: spacecraft element)를 이룬다. 우주선 본체는 태양을 향하는 차양막의 온열부 쪽에 있으며, 약 300 K (27 °C; 80 °F)의 온도에서 기능한다.

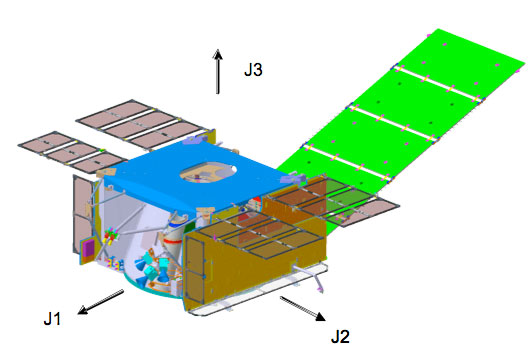
우주선 본체 구조도. 태양광 패널은 초록색으로, 라디에이터는 옅은 보라색으로 칠해져 있다.

우주선 본체는 중량이 350 kg (770 lb)이지만, 6,200 kg (13,700 lb)에 달하는 우주 망원경을 지지하기 위해서 흑연 복합재를 주로 사용하여 만들어졌다. 조립은 캘리포니아에서 이루어졌으며, 2015년에 완성된 후 2021년 발사 이전까지 우주 망원경을 구성하는 나머지 부속과 체결되었다. 우주선 본체는 1각초의 지향 정밀도로 망원경을 회전시킬 수 있으며, 2밀리각초의 미세한 떨림도 식별할 수 있다.
제임스 웹 망원경은 발사 후 L2에 도달하는 경로를 조정하거나 L2에서 위치를 유지하기 위하여 헤일로 궤도를 조정할 용도로 로켓 엔진(스러스터)을 두 쌍 가지고 있다. 한 쌍은 다른 한 쌍이 고장 날 경우를 대비한 예비품이다. 이 외에도 들어있는 작은 스러스터 여덟 개는 우주선의 지향 방향을 조정하는 자세 제어에 쓰인다. 엔진은 하이드라진 연료(발사 당시 159리터)와 사산화이질소 산화제(발사 당시 79.5리터)를 사용한다.

### 정비성
제임스 웹 우주 망원경은 우주에서 정비할 수 없다. 지금으로서는 허블처럼 유인 임무를 통해 망원경을 보수하고 개선하는 일이 불가능하다. NASA 부국장 토마스 쥐르뷔헨에 의하면, 해결 방법을 최대한 모색하였음에도, 원격 무인 임무 역시 요구되는 기술이 제임스 웹이 제작된 시기의 기술을 초월하는 것으로 밝혀졌다. 제임스 웹을 발사하기 전의 오랜 시험 기간 동안 NASA 관계자들이 정비 임무에 관해서 언급한 바 있었지만, 아무런 계획도 발표된 적이 없었다. 그러나, 발사에 성공한 후 NASA는 제임스 웹이 향후 정비 임무가 가능하게끔 어느 정도 정비성을 갖추었으며, 원격 정비 임무를 위해서 제임스 웹 표면에 십자 형태의 정밀한 유도 마커가 새겨져 있고, 재충전 가능한 연료 탱크와 탈부착 가능한 열차폐기가 사용되었으며, 부착 지점은 접근이 용이하게끔 만들어놓았다고 밝혔다.

## 다른 망원경과 비교

허블 우주 망원경과 주거울 비교.

대형 적외선 우주 망원경에 대한 열망은 수십 년 전으로 거슬러 올라간다. 미국이 우주왕복선을 개발하던 때에 우주적외선망원경시설(후일 스피처 우주 망원경)을 계획하기도 하는 등, 당시 적외선 천문학은 잠재력이 큰 마당으로 인정받고 있었다. 우주 천문대는 지상 망원경과 달리 대기의 적외선 흡수로부터 자유로웠기 때문에 천문학자들에게 천문학의 새로운 지평을 열어주었다.
The tenuous atmosphere above the 400 km nominal flight altitude has no measurable absorption so that detectors operating at all wavelengths from 5 μm to 1000 μm can achieve high radiometric sensitivity.
(한국어: 명목 비행 고도가 400km 이상인 곳의 희박한 대기에서는 측정 가능한 흡수가 나타나지 않으므로 5 μm에서 1000 μm의 파장에서 운용되는 디텍터가 큰 복사 감도를 달성할 수 있다)— S. G. McCarthy and G. W. Autio, 1978.

그러나 적외선 망원경은 한 가지 단점을 지닌다. 망원경이 극도로 차가운 온도를 유지해야 하는 것이다. 적외선에서도 긴 파장을 관측할수록 더 차가운 상태를 유지할 필요가 있다. 그렇지 않으면 기기 자체가 발산하는 배경 열이 표적에서 들어오는 적외선 세기를 압도하여 디텍터를 사실상 아무것도 볼 수 없는 상태로 만든다. 이는 망원경을 액체 헬륨 같은 극저온 물질을 사용하는 듀어 속에 두는 방식처럼 우주선을 신중히 설계함으로써 극복할 수 있다. 냉매는 서서히 기화하기 때문에 장비의 수명을 짧으면 수 개월에서 길면 수 년으로 제한한다. 이러한 방식으로 제작된 허블의 근적외선 카메라 겸 다중 표적 분광기(NICMOS)는 처음에 사용하던 질소 얼음 블럭 냉매가 2년 만에 고갈된 후 극저온 냉각기로 교체한 바 있었다.
냉매가 소진된 후 제한된 능력으로 실시되었던 스피처 우주 망원경과 광역적외선탐사위성의 연장 임무처럼 냉매 공급 없이 충분히 낮은 온도를 유지할 수 있도록 우주선을 설계하여 근적외선을 관측하는 것도 가능하다. 제임스 웹 우주 망원경은 듀어 없이 차양막과 라디에이터만으로 냉각이 가능하게끔 설계되었지만, 중적외선 관측 장비는 별도의 극저온 냉각기를 사용한다.
| 이름                                              | 출시 연도 | 파장 (μm)  | 구경 (m) | 냉각 방식                   |
| ------------------------------------------------- | --------- | ---------- | -------- | --------------------------- |
| 스페이스랩 적외선 망원경 (IRT)                    | 1985      | 1.7~118    | 0.15     | 헬륨                        |
| 적외선 우주 천문대 (ISO)                          | 1995      | 2.5~240    | 0.60     | 헬륨                        |
| 허블 우주 망원경 영상 분광기 (STIS)               | 1997      | 0.115~1.03 | 2.4      | 패시브                      |
| 허블 근적외선 카메라 겸 다중 표적 분광기 (NICMOS) | 1997      | 0.8~2.4    | 2.4      | 질소, 후일 극저온 냉각기    |
| 스피처 우주 망원경                                | 2003      | 3~180      | 0.85     | 헬륨                        |
| 허블 광각 카메라 3 (WFC3)                         | 2009      | 0.2~1.7    | 2.4      | 패시브, 열전냉각            |
| 허셜 우주 망원경                                  | 2009      | 55~672     | 3.5      | 헬륨                        |
| 제임스 웹 우주 망원경                             | 2021      | 0.6~28.5   | 6.5      | 패시브, 극저온 냉각기(MIRI) |

제임스 웹 우주 망원경은 개발 지연과 비용에 관해서 전임 플래그십 임무였던 허블 우주 망원경과 비교되는 일이 잦았다. 허블의 개발 비용은 사업이 공식적으로 시작되던 1972년에 3억 달러(2006년 기준으로 10억 달러 상당)였지만, 1990년 발사 당시에는 그 네 배를 초과하였으며, 후속으로 신형 장비 개발과 정비 임무가 이루어지면서 총비용은 2006년 기준으로 최소 90억 달러에 이르렀다.

## 개발사

### 배경 (2003년까지의 개발)
| 연도 | 사건                                                                       |
| ---- | -------------------------------------------------------------------------- |
| 1996 | 차세대 우주 망원경 프로젝트 최초 제안 (주거울 크기: 8 m)                   |
| 2001 | 차세대 우주 망원경 시범기로 추진되던 넥서스 우주 망원경 사업 취소          |
| 2002 | 사업 명칭을 제임스 웹 우주 망원경으로 변경 제안 (주거울 크기를 6 m로 축소) |
| 2003 | 노스롭 그루먼이 망원경 제작 하도급 계약 체결                               |
| 2007 | NASA와 ESA 간 양해각서 체결                                                |
| 2010 | 임무중요설계검토(MCDR) 통과                                                |
| 2011 | 계획 취소 제안                                                             |
| 2016 | 최종 조립 완료                                                             |
| 2021 | 발사                                                                       |

허블 우주 망원경의 후계기에 관한 논의는 1980년대부터 시작되었지만, 본격적인 계획은 1990년대 초반부터 이루어졌다. 1989년부터 1994년 사이에는 Hi-Z 망원경이 구상되었는데, 3천문단위 궤도에서 운용할 배플 구조의 4 m (13 ft) 구경 적외선 망원경 개념이었다. 이처럼 태양에서 먼 궤도는 황도 먼지에 의한 노이즈가 적다는 장점이 있었다. 다른 초창기 계획으로는 넥서스(영어: NEXUS) 기술 실증 망원경 임무가 있었다.
허블 우주 망원경 임무 첫해에 일어난 광학 결함을 교정하는 일은 제임스 웹 우주 망원경의 탄생에 지대한 영향을 끼쳤다. 1993년, NASA는 STS-61 우주 망원경 임무를 실시하여 허블의 관측 장비를 교체하고 영상 분광기에 대해 주거울의 구면수차를 보정할 수 있는 기구를 설치하였다.
1994년에는 "21세기의 첫 10년 동안 우주에서 광학 천문학과 자외선 천문학을 수행할 임무와 사업을 연구하고자" 〈허블과 그 이후〉 위원회가 소집되었다. 허블의 성공으로 대담해진 관계자들은 1996년에 최초의 은하가 탄생하는 순간까지 우주시를 거슬러 올라갈 수 있도록 규모가 크고 차가운 적외선 망원경을 구상한 보고서를 내놓았다. 망원경의 주요 과학적 목표는 허블의 능력을 웃도는 것이었다. 허블은 온도가 높아서 자체 광학계가 방출하는 적외선 때문에 그러한 파장을 관측할 수 없기 때문이었다. NASA는 허블의 임무를 2005년까지 연장하고 외계 항성 주변의 행성을 탐색하는 기술을 개발하라는 권고에 이어서 크고 차가운 (0 ˚C보다 훨씬 낮은 온도로 복사 냉각이 가능한) 우주 망원경을 제작하라는 〈허블과 그 이후〉 위원회의 권고를 적극적으로 수용하였으며, 후일 제임스 웹 우주 망원경으로 이어지는 사업을 착수하였다.
향후 10년간의 연구 우선순위를 살피고 권고하는 검토문으로 전미연구평의회가 발간하는 천문학과 천체물리학 10년 개관 보고서의 2000년 호 준비 과정에서, 차세대 우주 망원경으로 이름 붙여진 이 사업에 관해 추가적인 연구조사와 NASA 제반 기술의 발전이 다루어지기도 하였다. 때가 무르익으면서 〈허블과 그 이후〉 위원회가 "기원"으로 일원화한 바 있었던 주요 목표들인 초기 우주에서 은하의 탄생을 연구하는 일과 외계 항성 주변 행성을 탐색하는 일이 부각되기 시작하였다. 예상대로 NGST 사업은 2000년 10년 개관 보고서에서 가장 높은 우선순위로 매겨졌다.
당시 NASA 국장 댄 골딘은 "더 빠르게, 더 좋게, 더 저렴하게"(영어: faster, better, cheaper)라는 표어를 제시하며, 천문학에 큰 변혁을 불러일으키고자 단일 거울이 아닌 분할 거울 제작 방식을 채택했다. 고장나기 쉬운 동적 부위를 최소화하기보다 감수하기로 한 선택이었다. 거울의 중량을 10분의 1로 줄이는 것을 목표로 처음에는 미세한 유리층이 덧씌워진 실리콘 카바이드 소재가 연구되었지만, 결국에는 베릴륨이 채택되었다.
1990년대 중반의 "더 빠르게, 더 좋게, 더 저렴하게" 시대에 차세대 우주 망원경 사업은 5억 달러의 비용으로 8 m (26 ft) 구경의 망원경을 L2에 띄워올린다는 구상이었다. 1997년, NASA는 고더드우주비행센터와 볼 에어로스페이스 앤 테크놀로지스와 TRW와 함께 차세대 우주 망원경에 관하여 제안된 세 가지 구상의 기술 요구사항과 비용을 연구하였으며, 1999년에는 록히드 마틴과 TRW를 선정하여 기본 구상을 연구하였다. 당초 발사는 2007년으로 계획되었지만, 여러 차례 연기되었다(아래 표 참고).
2002년, 차세대 우주 망원경 사업은 1961년부터 1968년까지 제2대 NASA 국장을 맡았던 제임스 에드윈 웨브의 이름으로 개칭되었다. 웨브는 아폴로 계획 기간에 NASA를 이끌었으며, 과학 연구를 NASA의 핵심 활동으로 확립한 사람이었다.
2003년, NASA는 제임스 웹 우주 망원경 사업에 관해 TRW와 8억 2,480만 달러 규모의 원청 계약을 체결하였다. 설계 사항에서 주거울은 6.1 m (20 ft)로 축소되었고 발사일은 2010년까지로 요구되었다. 당해 말엽에 TRW는 노스롭 그루먼에 적대적 인수합병되어 노스롭 그루먼 스페이스 테크놀로지로 사명이 변경되었다.

### 초창기 개발과 재계획 (2003~2007)

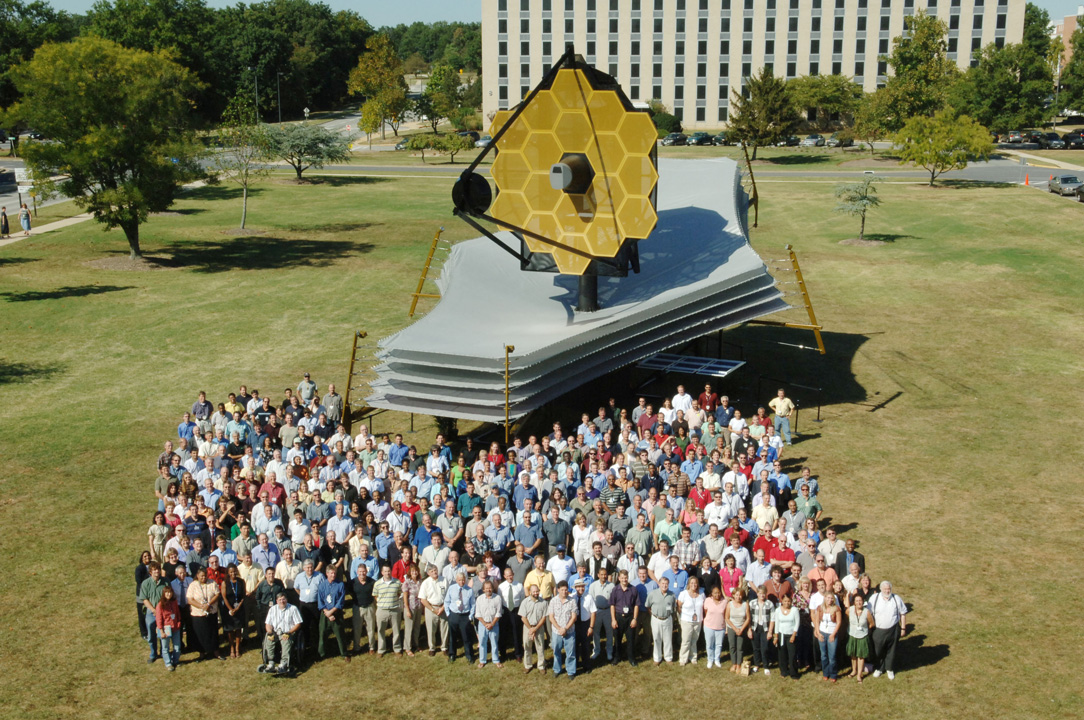
NASA 고더드우주비행센터에 전시된 실물 크기의 초기 모형. 2005년 촬영.

망원경의 개발은 NASA의 고더드우주비행센터가 맡았으며, 프로젝트 책임 과학자는 존 크롬웰 매더가 맡았다. 하도급은 두 부분으로 나뉘었다. 노스롭 그루먼 에어로스페이스 시스템즈는 우주선 본체와 차양막, 광학부와 우주선 본체를 잇는 전개식 타워 조립체(영어: Deployable Tower Assembly, DTA)와 궤도에서 차양막이 펼쳐지는 것을 돕는 미드 붐 조립체(영어: Mid Boom Assembly, MBA) 등 우주선부의 개발과 제작을 맡았다. 한편, 볼 에어로스페이스 앤 테크놀로지스는 광학부와 통합과학장비모듈(ISIM)의 개발과 제작을 하청 받았다.
2005년 봄에 사업 예상 비용이 증가한 것으로 밝혀지면서 2005년 8월에 대대적인 재계획이 단행되었다. 재계획이 기술적으로 끼친 주요한 영향은 장비 통합과 시험 일정에 큰 변화가 생겼다는 점이다. 발사 일정이 2011년에서 2013년으로 22개월 지연되었으며, 1.7 μm보다 짧은 파장의 관측 기능에 대한 장치 레벨의 테스트가 생략되었다. 망원경의 다른 주요한 특징은 바뀌지 않았다. 사업은 재계획이 있은 후 2006년 4월에 외부 검토를 받기도 하였다.
2005년 재계획 당시 사업의 수명 기간 내 비용은 45억 달러로 추산되었다. 이는 설계와 개발과 발사와 운용 준비(커미셔닝)에 약 35억 달러, 발사 후 10년간 운용에 대략 10억 달러로 추산한 비용을 합한 것이다. ESA는 발사를 포함해서 약 3억 유로의 비용을 지불하기로 합의하였으며, 캐나다우주국은 2007년에 3,900만 캐나다 달러를 계약한 후 2012년에 망원경을 지향시키고 외계행성 대기 상태를 탐지하는 장비를 제공하였다.

### 상세 설계와 제작 (2007~2021)

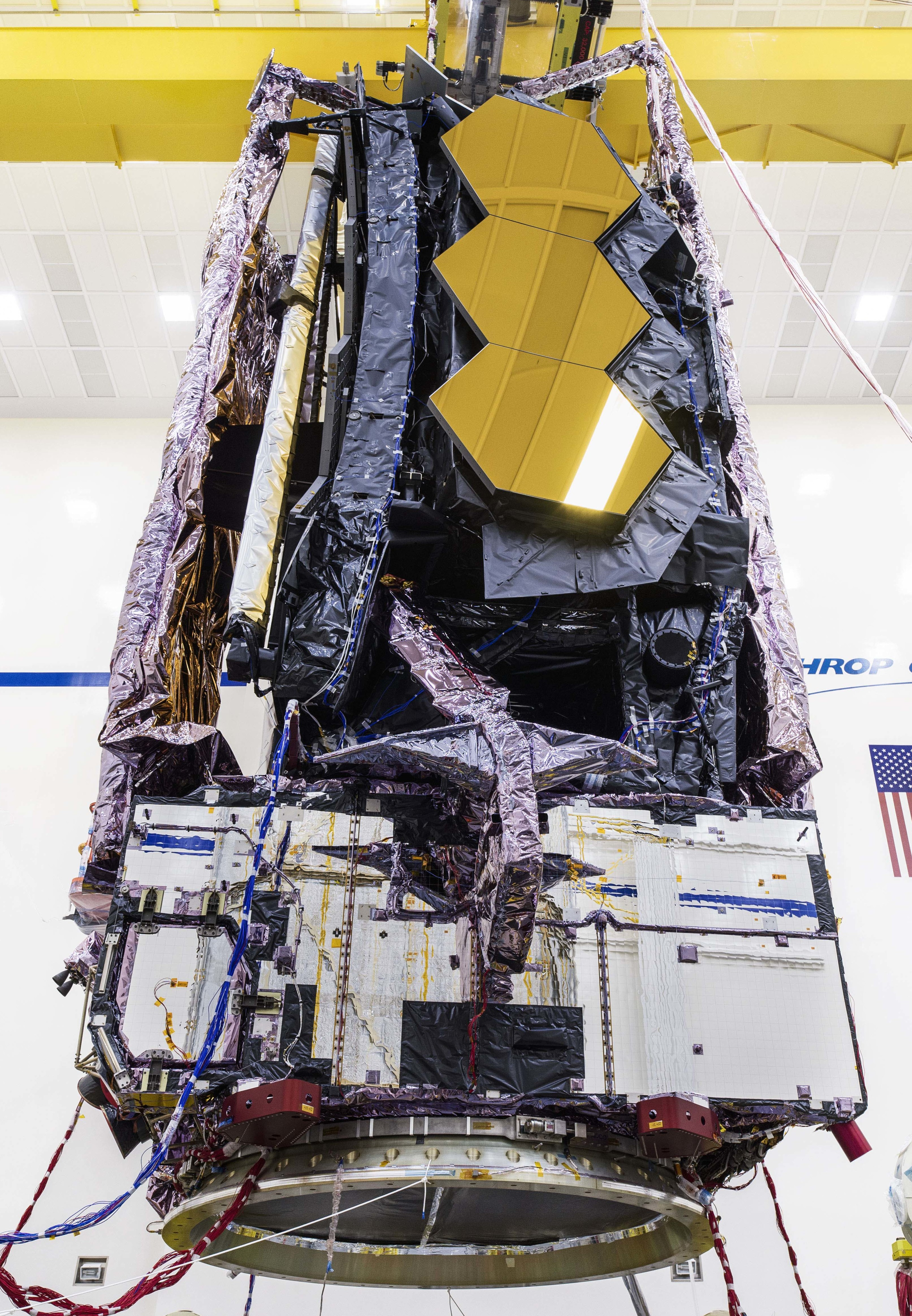
환경시험을 마치고 조립된 망원경.

2007년 1월, 열 가지 기술개발 항목 중에서 아홉 개의 항목이 비우호검토(영어: Non-Advocate Review)를 성공적으로 통과했다. 이러한 기술은 사업의 잠재적 위험을 없앨 수 있을 만큼 충분히 성숙한 것으로 여겨졌다. 나머지 기술개발 항목이었던 MIRI 극저온 냉각기는 2007년 4월에 기술 성숙의 여정을 마쳤다. 이러한 기술 검토는 궁극적으로 프로젝트가 상세한 설계 단계(C 단계)로 가는 과정의 첫 절차를 밟았음을 뜻하였다. 2007년 5월까지 사업 비용은 아직 목표 내에 있었다. 2008년 3월, 사업은 기본설계검토(영어: Preliminary Design Review)를 성공적으로 완료하였다. 2008년 4월에는 비우호검토를 통과하였으며, 2009년 3월의 통합과학장비모듈 검토와 2009년 10월의 광학부 검토, 2010년 1월의 차양막 검토 역시 통과하였다.
2010년 4월, 제임스 웹 망원경은 임무중요설계검토(영어: Mission Critical Design Review, MCDR)의 기술 부문을 통과하였다. MCDR이 이전의 모든 설계 검토를 망라하였기 때문에 MCDR을 통과하였다는 것은 장치 통합을 마친 우주 망원경이 임무에 필요한 과학적 요건과 공학적 요건을 모두 충족할 수 있다는 의미였다. 사업 일정은 MCDR 이후 독립종합검토패널(영어: Independent Comprehensive Review Panel)이라는 과정에서 수 개월을 검토 받았고, 재계획을 통해 2015년 발사를 목표로 하게 되었지만, 2018년으로 연기되었다. 2010년까지 제임스 웹 우주 망원경 자체는 예정대로 사업이 진행되었지만, 비용 초과를 겪으면서 다른 프로젝트의 일정에 영향을 미쳤다.
2011년까지 제임스 웹 우주 망원경 사업은 최종 설계와 제작 단계(C 단계)에 있었다.
기계팔을 이용한 주거울의 육각 세그먼트 조립은 2015년 11월부터 시작되어 2016년 2월 3일에 완료되었다. 부거울은 2016년 3월 3일에 설치되었다. 제임스 웹 망원경은 2016년 11월에 최종적으로 완성되었으며, 이후부터 대대적인 시험 절차에 들어갔다.
2018년 3월, NASA는 제임스 웹 우주 망원경의 전개 실험에서 차양막이 찢어지고 차양막 케이블의 장력이 팽팽하지 않게 펼쳐지는 바람에 망원경의 발사 일정을 2년 후인 2020년 5월로 미루었다. 2018년 6월, NASA는 2018년 3월의 테스트 전개에 실패한 후 소집된 외부 검토 위원회의 평가에 따라 발사 기한을 2021년 3월로 10개월 더 연기했다. 검토 결과에 의하면, 제임스 웹 우주 망원경의 발사와 전개는 344군데의 잠재적 단일 장애점을 가지고 있는 것으로 밝혀졌다. 이는 실패 시 복구 수단이나 대안이 없으므로 망원경이 작동하려면 반드시 성공해야 할 과제였다. 2019년 8월, 망원경의 기계적인 통합이 완료되었다. 이는 원래대로면 당시로부터 12년 전인 2007년에 예정되어 있었던 일이었다.
완성된 제임스 웹 우주 망원경은 캘리포니아 리돈도비치의 노스롭 그루먼 공장에서 마지막 테스트를 받았다. 망원경은 2021년 9월 26일에 선박에 실린 채 캘리포니아를 떠나 파나마 운하를 경유한 후 2021년 10월 12일에 프랑스령 기아나에 도착했다.

### 비용과 일정 문제
NASA의 사업 비용은 2021년 기준으로 97억 달러로 예상된다. 그 중에서 88억 달러가 우주선 설계와 개발에 사용되었고, 8억 6,100만 달러가 발사 후 5년 임무 수행에 지원될 계획이다. ESA와 CSA의 사업 참여 금액은 관계자들에 의하면 각각 7억 유로와 2억 캐나다 달러에 이른다고 한다.
1984년, 우주과학위원회(영어: Space Science Board)의 연구에 의하면 차세대 적외선 천문대를 만들어서 궤도에 올리는 데는 40억 달러(2006년 기준 70억 달러 상당, 2020년 기준 100억 달러 상당)의 비용이 소요될 것으로 추정되었다. 이 수치는 제임스 웹 우주 망원경 사업의 최종 비용에 근접하지만, 1990년대 후반에 고려된 NASA의 사업 초안은 제작 기간 10년 동안 10억 달러를 목표로 하여 비교적 저렴했다. 시간이 지나면서 사업은 설계 요구사항이 늘어나고 예기치 않은 상황에 대한 비용이 추가되며 일정에 관해서 여러 차례 지연을 겪었다.
| 연도               | 발사 일정   | 예산 (억 달러) |
| ------------------ | ----------- | -------------- |
| 1998               | 2007        | 10             |
| 2000               | 2009        | 18             |
| 2002               | 2010        | 25             |
| 2003               | 2011        | 25             |
| 2005               | 2013        | 30             |
| 2006               | 2014        | 45             |
| 2008: 기본설계검토 |             |                |
| 2008               | 2014        | 51             |
| 2010: 중요설계검토 |             |                |
| 2010               | 2015~2016   | 65             |
| 2011               | 2018        | 87             |
| 2017               | 2019        | 88             |
| 2018               | 2020        | ≥88            |
| 2019               | 2021년 3월  | 96.6           |
| 2021               | 2021년 12월 | 97.0           |

제임스 웹 사업이 기본설계검토에 들어가고 공식적으로 제작이 확정된 2008년에는 이미 10억 달러 이상이 망원경을 개발하는 데 쓰였고, 당시 총비용은 약 50억 달러(2021년 기준 69억 4천만 달러 상당)로 추산되었다. 2010년 여름, 사업은 모든 기술 문제에 대해서 우수한 성적으로 중요설계검토를 통과하였지만, 당시 일정과 비용이 계획에서 엇나가는 일로 인해 바바라 미컬스키 메릴랜드 상원의원은 사업을 외부에서 검토하도록 요청하기도 하였다. 제트추진연구소의 존 카사니(영어: John Casani)가 위원장으로 소집된 독립종합검토패널(ICRP)은 일러도 2015년 말에야 발사가 가능할 것이고, 15억 달러의 비용이 추가로 들 것이라고 밝혔다. 또한, 이들은 2011년 예산과 2012년 예산에 추가 예산을 편성할 필요가 있을 것이며, 발사일이 늦어질 경우 총비용이 더 증가할 것이라고 지적하였다.
2011년 7월 6일, 미국 하원의 상업법무과학세출위원회는 NASA 총예산의 4분의 1가량을 차지하고 있던 제임스 웹 사업을 취소하기 위해 2012년 예산안에서 NASA 예산을 19억 달러 삭감하기로 하였다. 이미 사업에 30억 달러가 지출되었으며, 망원경 하드웨어의 75%가 제작 중이던 상황이었다. 이 예산안은 이튿날 소위원회 의결을 통해 승인되었다. 위원회는 제임스 웹 사업이 "예산보다 수십억 달러를 초과하고 부실한 관리로 어려움을 겪고 있다"라고 비판했다. 이에 대해 미국천문학회는 제임스 웹 우주 망원경 사업을 지지하는 성명을 내었으며, 미컬스키 상원의원 역시 마찬가지였다. 그해에 제임스 웹 사업을 지지하는 사설 다수가 국제 언론에 기고되기도 하였다. 2011년 11월, 미국 의회는 제임스 웹 사업 취소를 철회하는 대신 사업 완료를 위한 추가 비용을 80억 달러로 제한하기로 하였다.
허블 망원경 등 NASA의 다른 주요 사업 역시 유사한 문제가 있었지만, 일부 과학자들은 제임스 웹 망원경의 비용 증가와 일정 지연에 관한 걱정과 함께 망원경의 예산이 다른 우주 과학 프로그램의 예산과 책정에 관해서 경쟁할 수 있다는 우려를 표했다. 2010년 네이처 기사에서는 제임스 웹 우주 망원경을 "천문학을 잡아먹은 망원경"으로 묘사하기도 하였다. NASA는 의회로부터 사업 예산과 일정을 꾸준히 변호하고자 했다.
2018년, 제임스 웹 사업의 새로운 감독으로 그레고리 로빈슨이 부임하였다. 로빈슨이 사업 스케줄의 효율(얼마나 많은 조치가 제시간에 완료되었는지)을 50%에서 95%로 끌어올리자, 로빈슨의 상사인 토마스 쥐르뷔헨은 제임스 웹 사업의 진척도를 높이는 데 공헌을 한 그를 두고 "NASA 역사상 내가 본 임무 리더 중에서 가장 효율적인 리더"라고 평했다. 2022년 7월, 제임스 웹이 준비 과정을 끝마치고 최초 관측 자료를 전송해오기 시작할 무렵에 로빈슨은 NASA에서 보낸 33년의 커리어를 끝마치며 은퇴했다.
2018년 3월 27일, NASA는 발사 예정일을 2020년 5월 이후로 미루면서 유럽우주국과 함께 발사 이후에 지출될 최종 예상 비용을 추산하였다. 2019년, 제임스 웹의 임무 비용 상한이 8억 달러 증가하였다. 제임스 웹 우주 망원경은 2020년에 코로나19 유행으로 발사가 무기한 연기되었다가 2021년 연말이 되어서야 마침내 100억 달러에 조금 못 미치는 총비용으로 발사되었다.

### 협력
NASA와 ESA와 CSA는 망원경 사업을 1996년부터 협업하였다. ESA의 제작과 발사 부문 참여는 2003년에 승인되었고, NASA와의 협약은 2007년에 체결되었다. ESA는 완전 파트너십과 대표권과 기관 소속 천문학자들이 우주 망원경에 접근하는 권한을 대가로 NIRSpec 장비와 MIRI 광학 벤치 조립체(영어: Optical Bench Assembly)와 아리안 5 ECA 로켓과 운영 지원 인력을 제공하였다. CSA는 정밀지향센서와 근적외선 영상 장치 겸 무슬릿 분광기와 운영 지원 인력을 제공하였다.
제임스 웹 우주 망원경의 제작과 시험과 장비 통합에는 15개국의 과학자와 엔지니어와 기술자 수천 명이 참여했다. 발사 전 사업에 참여한 기업과 정부 기관과 학술단체는 총 258개에 이른다. 그중에서 미국은 142개, 유럽 12개국은 104개(영국 21개, 프랑스 16개, 독일 12개, 그 외 7개), 캐나다는 12개 단체가 참여했다. 그 외에 호주처럼 NASA의 파트너로서 발사 후 운영에 관여한 국가도 있었다.
사업에 참여한 국가는 다음과 같다.
- 오스트리아
- 벨기에
- 캐나다
- 체코
- 덴마크
- 핀란드
- 프랑스
- 독일
- 그리스
- 아일랜드
- 이탈리아
- 룩셈부르크
- 네덜란드
- 노르웨이
- 포르투갈
- 스페인
- 스웨덴
- 스위스
- 영국
- 미국

### 명칭에 관한 논란
2002년, NASA 국장(2001~2004) 션 오키프가 1961년부터 1968년까지 NASA 국장으로 지내며 머큐리와 제미니와 아폴로 계획의 상당 부분을 추진하였던 제임스 에드윈 웨브의 이름을 따서 망원경을 개칭하였다.
2015년, 20세기 중반 미국 연방정부가 라벤더 공포로 인해 동성애자를 대상으로 고용 차별했던 시기에 제임스 웨브의 행적에 관한 우려가 제기되었다.

## 임무 목표
제임스 웹 우주 망원경은 다음의 네 가지 사항을 핵심 목표로 두고 있다.
- 빅뱅 이후 우주에 나타난 최초의 별과 은하에서 오는 빛 탐색
- 은하의 형성과 진화 연구
- 별 탄생과 행성 형성 이해
- 행성계와 생물 기원 연구[147]

이러한 목표는 가시광선 스펙트럼보다 근적외선 스펙트럼을 관측함으로써 더 효율적으로 달성할 수 있다. 이러한 이유로 제임스 웹의 관측 장비는 허블 망원경처럼 가시광선이나 자외선을 측정하지 않으며, 적외선 천문학을 수행하기 위한 능력만 극대화되었다. 제임스 웹은 0.6~28 μm 파장(주황색 가시광선에서 100 K (−173 °C; −280 °F) 물체가 내는 장파 적외선 복사에 대응)에서 기능한다.
제임스 웹 망원경은 2015년 발견된 KIC 8462852처럼 특이한 광도 곡선 맵시를 보여주는 천체에 관하여 물리학적인 정보를 얻을 수 있는 능력을 갖추고 있을 것이다. 또한, 제임스 웹이 외계행성 대기에서 메탄의 유무를 파악할 수 있기 때문에 천문학자들은 이를 통해 메탄을 생명체가 존재하는 징후로 여길 수 있는지 여부를 판단할 수 있을 것이다.

### 궤도 형태

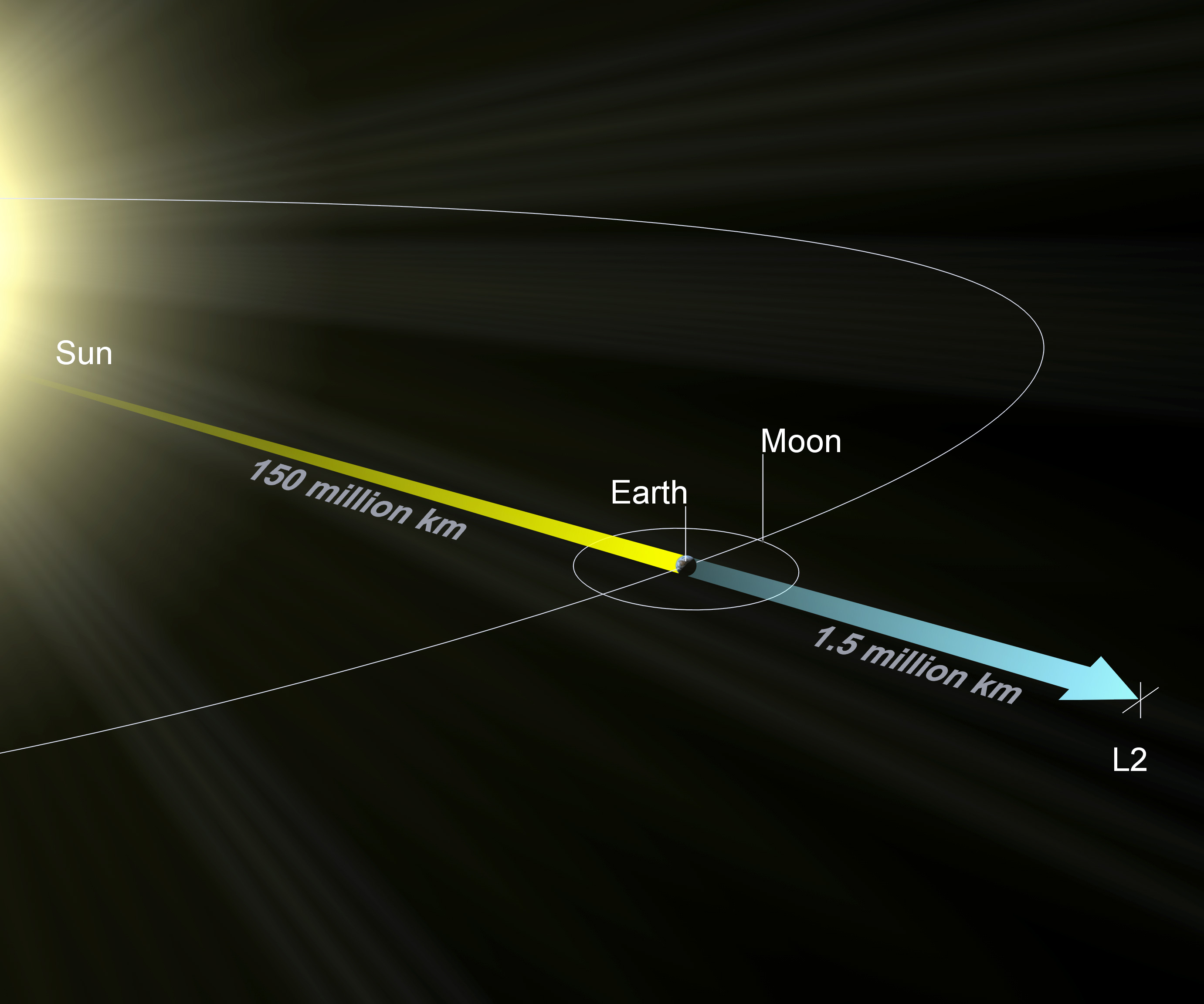
제임스 웹은 정확히 L_{2} 점에 있지 않으며, 그 주변을 헤일로 궤도로 공전한다.

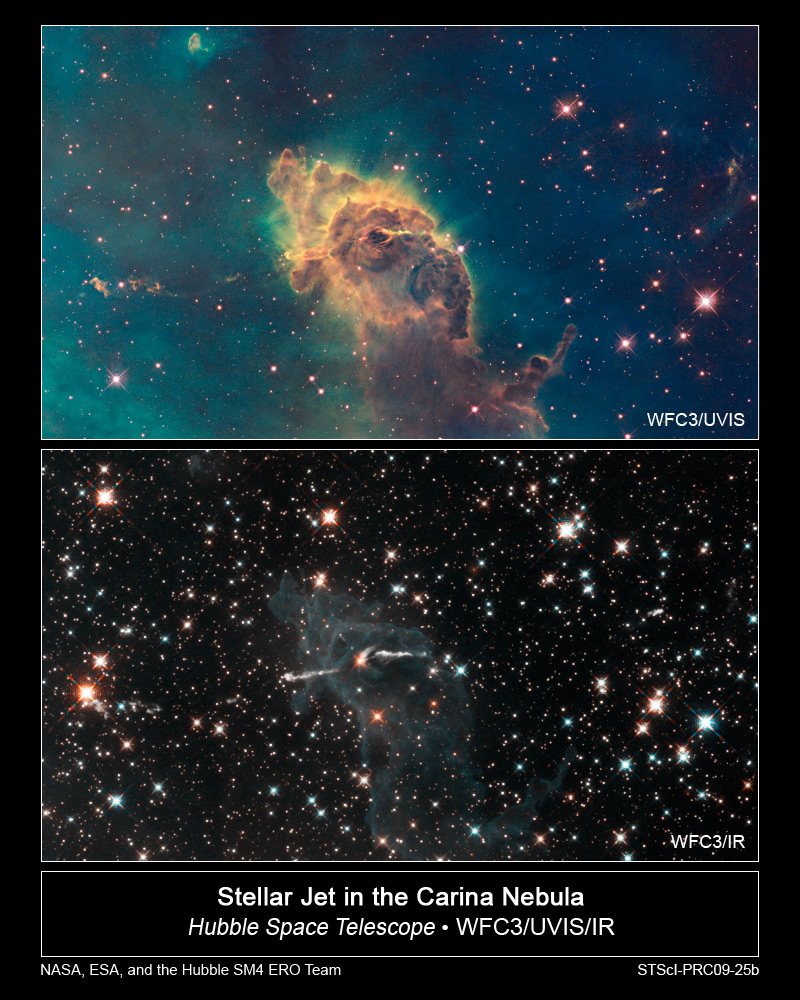
용골자리 성운을 바라본 허블 우주 망원경의 두 가지 시각을 비교한 이미지. 위는 가시광선 이미지이고 아래는 적외선 이미지이다. 적외선에서 훨씬 많은 별들이 보인다.

제임스 웹 우주 망원경은 태양에서 지구 궤도보다 1,500,000 km (930,000 mi) 더 멀리 있는 태양-지구계 제2 라그랑주점(L2) 주변을 공전한다. 이는 지구에서 달 궤도보다 네 배 정도 더 먼 거리다. 일반적으로 지구보다 멀리서 태양을 도는 물체는 한 번 공전하는 데 1년보다 더 오랜 시간이 걸리지만, L2 점 주변에서는 지구 중력과 태양 중력의 합력 덕분에 우주선이 지구와 같은 주기로 태양을 공전할 수 있다. 우주선이 지구 주변에 머물기 때문에 먼 궤도보다 데이터 전송률이 크다는 장점도 있다.
제임스 웹 망원경은 태양-지구 L2 점 주변을 황도에 대해 기울어진 헤일로 궤도로 맴돌며, L2 점에 대해 250,000 km (160,000 mi)에서 832,000 km (517,000 mi) 거리를 유지하면서 반년 주기로 회전한다. L2가 중력이 작용하지 않는 평형점이기 때문에 헤일로 궤도는 일반적인 의미의 궤도가 아니다. 우주선은 실제로 태양을 공전하고 있으며, 헤일로 궤도는 우주선이 L2 점 부근에 표류하도록 하는 우주 비행으로 여길 수 있다. 이에 따라 93 m/s의 총 Δv 비용에서 연간 2.5m/s 정도의 궤도 수정이 필요하다. 망원경의 추진 장치는 두 쌍의 스러스터로 구성되어 있다. 스러스터가 제임스 웹의 태양 지향면에만 있기 때문에 모든 궤도 수정 작업은 망원경을 준안정적인 L2 점 너머로 밀어내어 원위치로 되돌릴 수 없게 되는 불상사를 피하도록 요구 추력이 조금 언더슛 되도록 설계되었다. 제임스 웹 우주 망원경의 장치 통합 및 시험 프로젝트 책임 과학자 랜디 킴블(영어: Randy Kimble)은 제임스 웹의 정밀한 스테이션 키핑을 "산마루 부근의 완만한 비탈길 위에서 바위를 (…) 굴리는 시시포스"에 비유하며 "우리는 바위가 산꼭대기 아래로 굴러내려 가 시시포스에게서 멀어지는 것을 절대 원하지 않는다"라고 말했다.

### 적외선 천문학

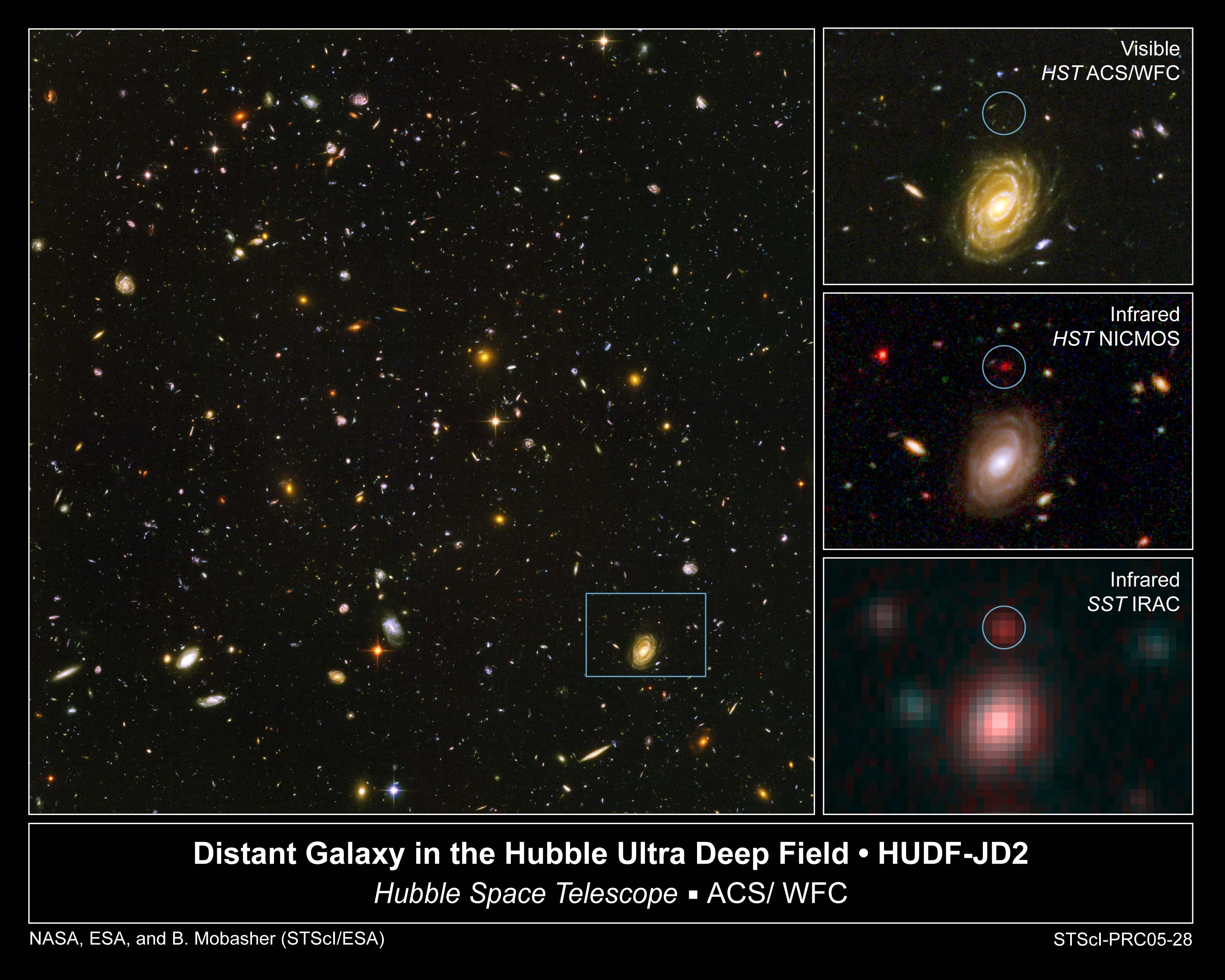
적외선으로 관측하면 이미지의 HUDF-JD2처럼 가시광선에서 보이지 않는 천체도 볼 수 있다.

적외선에서 대기의 창. 이 대역의 빛 상당 부분은 지표면에 닿지 못한다. 무지개에 비유하면 다채로운 색은 보이지 않고 한 가지 색만 보이는 셈이다.

제임스 웹 망원경은 허블 우주 망원경의 공식적인 후계기이지만, 적외선 천문학에 중점을 두고 있기 때문에 스피처 우주 망원경의 후계기이기도 하다. 제임스 웹은 오래된 별과 은하를 관측하는 데서 두 망원경의 능력을 훨씬 웃돈다. 적외선 스펙트럼을 관측하는 것은 그러한 일을 해내는 데 꼭 필요한 기술이다. 우주론적 적색편이 때문에 물체를 관측하기 쉬운 파장이 옮겨간 대역이 적외선이고, 불투명한 먼지와 가스를 잘 꿰뚫어 볼 수 있는 것이 적외선이기 때문이다. 이를 통해 어둡고 차가운 천체를 관측하는 것도 가능하다. 지상 적외선 천문학은 지구 대기에 있는 수증기와 이산화탄소가 적외선을 강하게 흡수하기 때문에 대기가 덜 흡수하는 좁은 파장에만 국한되었다. 또한, 대기는 적외선을 방출하기도 하므로 표적에서 오는 적외선을 압도하는 일도 흔하다. 이러한 이유로 적외선 관측에는 우주 망원경이 선호된다.
거리가 멀수록 천체는 더 어려 보인다. 빛이 관찰자에게 오는 데 걸리는 시간이 그만큼 더 오래 걸리기 때문이다. 우주가 팽창하기 때문에 빛은 여기로 오면서 파장이 길어진다. 거리가 멀어서 빛이 여기로 오는 데 걸리는 시간이 더 많이 걸릴수록 그동안 우주가 더 많이 팽창했기 때문에 빛의 파장도 그만큼 더 길어진다. 따라서 극히 멀리서 가시광선을 방출하는 물체들은 방출한 빛이 우주의 팽창에 의해서 적외선 대역으로 옮겨가기 때문에 적외선에서 관측해야 한다. 이러한 면에서 제임스 웹이 적외선을 관측하는 능력은 빅뱅 이후 수억 년이 지나서 최초의 은하가 형성되는 시기까지 거슬러 올라갈 수 있다.
적외선 복사는 가시광선을 잘 산란하는 우주 먼지가 있는 곳도 자유롭게 통과할 수 있다. 이러한 적외선 관측을 통해 별이 탄생하는 분자운이나 행성이 만들어지는 별주위원반, 활동은하핵처럼 가시광선에서 가스와 먼지에 차폐되어 보이지 않는 공간의 천체도 연구할 수 있다.
수천 도 미만의 비교적 차가운 물체는 플랑크 법칙에 따라 복사의 대부분을 적외선 대역에서 방출한다. 그 결과, 별보다 온도가 낮은 천체 대부분은 적외선에서 연구하기가 쉽다. 그러한 천체로는 성간물질과 갈색왜성과 태양계 행성 및 외계행성과 혜성과 카이퍼대 천체가 있는데, 이들은 모두 중적외선 관측 장비(MIRI)의 관측 범주에 있다.
적외선 천문학에서 제임스 웹의 개발에 영향을 미쳤던 우주 임무로는 스피처와 윌킨슨 마이크로파 비등방성 탐사기(WMAP)가 있었다. 스피처는 별 주변의 먼지 원반을 관측하는 등의 일에서 중적외선이 중요하다는 것을 보여주었으며, WMAP 탐사기는 우주가 적색편이 z≈17 무렵에 밝아졌다는 사실을 보여주어, 중적외선의 중요성을 한층 더 강조하였다. 두 임무 모두 제임스 웹이 개발 중이던 2000년대 초에 실행되었다.

## 지상 지원과 운용
2003년, 메릴랜드 볼티모어 존스홉킨스대학교 홈우드캠퍼스에 소재하는 우주망원경과학연구소(STScI)가 제임스 웹의 과학운용센터(영어: Science and Operations Center, S&OC)로 선정되며, 발사 후 1년 동안 운용을 지원하기 위한 초기 예산으로 1억 6,220만 달러를 책정받았다. 그러한 지위를 위임받은 STScI는 망원경의 과학적 운용을 담당하고 천문학계에 데이터 프로덕트를 전달하는 일을 맡게 되었다. 제임스 웹의 데이터는 NASA 심우주 통신망을 통해 지상으로 전송된 후 STScI에서 처리하고 보정하여 세계 각지의 천문학자들에게 온라인으로 배포된다. 허블의 운용 방식과 유사하게 천문학자라면 국적을 불문하고 누구든지 관측 제안서를 제출할 수 있다. 매년 천문학자로 구성된 위원회가 제출된 제안서를 동료평가하여 다가오는 해에 관측할 프로젝트를 선정할 것이다. 계획에 선정된 관측 제안서의 저자는 새 관측에 대해 1년간 독점할 권한을 얻게 된다. 독점 기간이 만료된 데이터는 STScI에서 운영하는 온라인 데이터 아카이브에 공개되어 누구나 접근할 수 있게 된다.
대역폭과 디지털 처리량은 망원경을 임무 기간 동안 하루에 458기가비트의 데이터(실질 전송률 5.42 Mbps 상당)로 운용할 수 있게끔 설계되었다. 망원경의 데이터는 대부분 재래식 싱글보드 컴퓨터를 통해 처리된다. 장비의 아날로그 데이터를 디지털로 변환하는 일은 주문 제작식 SIDECAR ASIC(영어: System for Image Digitization, Enhancement, Control And Retrieval Application Specific Integrated Circuit)이 수행한다. NASA는 SIDECAR ASIC이 3 cm (1.2 in)짜리 칩만으로 9.1 kg (20 lb)짜리 전자 장비의 기능을 모두 해낼 수 있으면서도 11밀리와트의 전력만을 소비할 것이라고 밝혔다. 디지털 변환은 망원경에서 온도가 낮은 부분인 검출기 근처에서 수행되어야 하므로, 제임스 웹이 최적의 조건에서 작동하도록 낮은 온도를 유지하기 위해서는 전력 소모를 작게 하는 것이 매우 중요하다.

## 발사와 운용 준비 과정

### 발사
제임스 웹 망원경을 실은 아리안 5 로켓의 발사(아리안 플라이트 VA256으로 명명)는 2021년 12월 25일 협정세계시 12시 20분(한국 시각 21시 20분)에 프랑스령 기아나의 기아나우주센터에서 이루어졌다. 전원이 켜진 것으로 확인된 제임스 웹 망원경은 2주 동안 이어질 장치 전개와 함께 목적지로 향하는 여정을 시작하였다. 망원경은 발사 27분 7초 후 로켓 상단 스테이지에서 분리되어 L2 라그랑주점을 도는 헤일로 궤도에 진입할 수 있도록 30일간의 궤도 조정 단계에 들어갔다.
제임스 웹 망원경은 최종 궤도에 이르는 데 필요한 속력보다 약간 느린 속력으로 발사된 후 지구와 멀어지면서 서서히 속력을 줄여 알맞은 속도로 L2에 도달하였다. 망원경이 L2에 도달하였을 때는 2022년 1월 24일이었다. 망원경의 비행에는 속력과 방향을 조정하고자 경로 수정이 세 차례 계획되었다. 이는 제임스 웹이 언더스러스트(너무 천천히 감)에서 원래대로 되돌아오는 것은 가능하였지만, 오버스러스트(너무 빨리 감)에서 원래대로 되돌아오는 것은 불가능하였기 때문이다. 온도에 민감한 장비들을 보호하도록 차양막이 항상 태양을 향하고 있어야 했기 때문에 우주선이 회전하거나 스러스터로 감속하는 게 불가능했다.

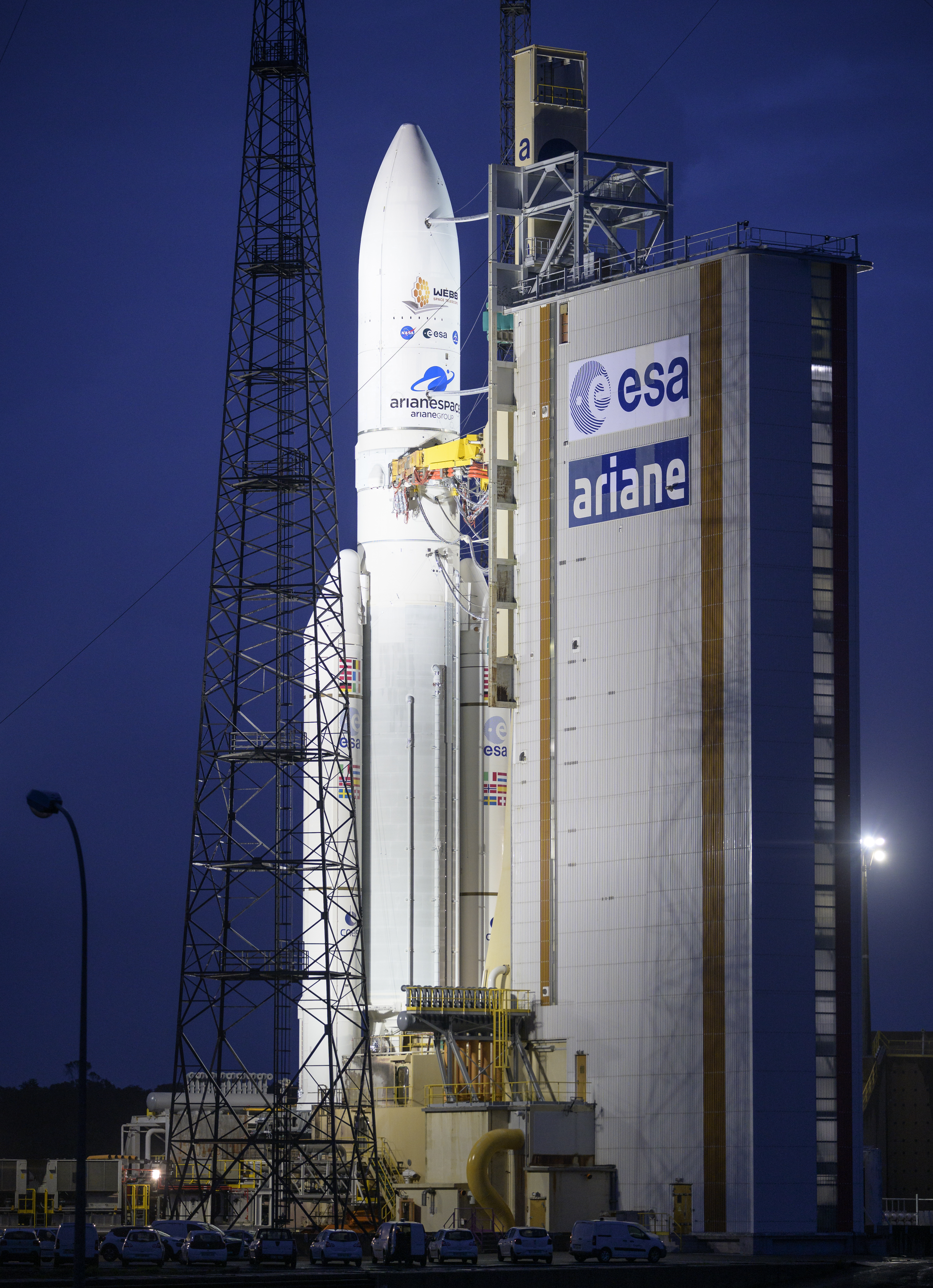
ELA-3(영어판) 발사대에 있는 아리안 5와 제임스 웹.
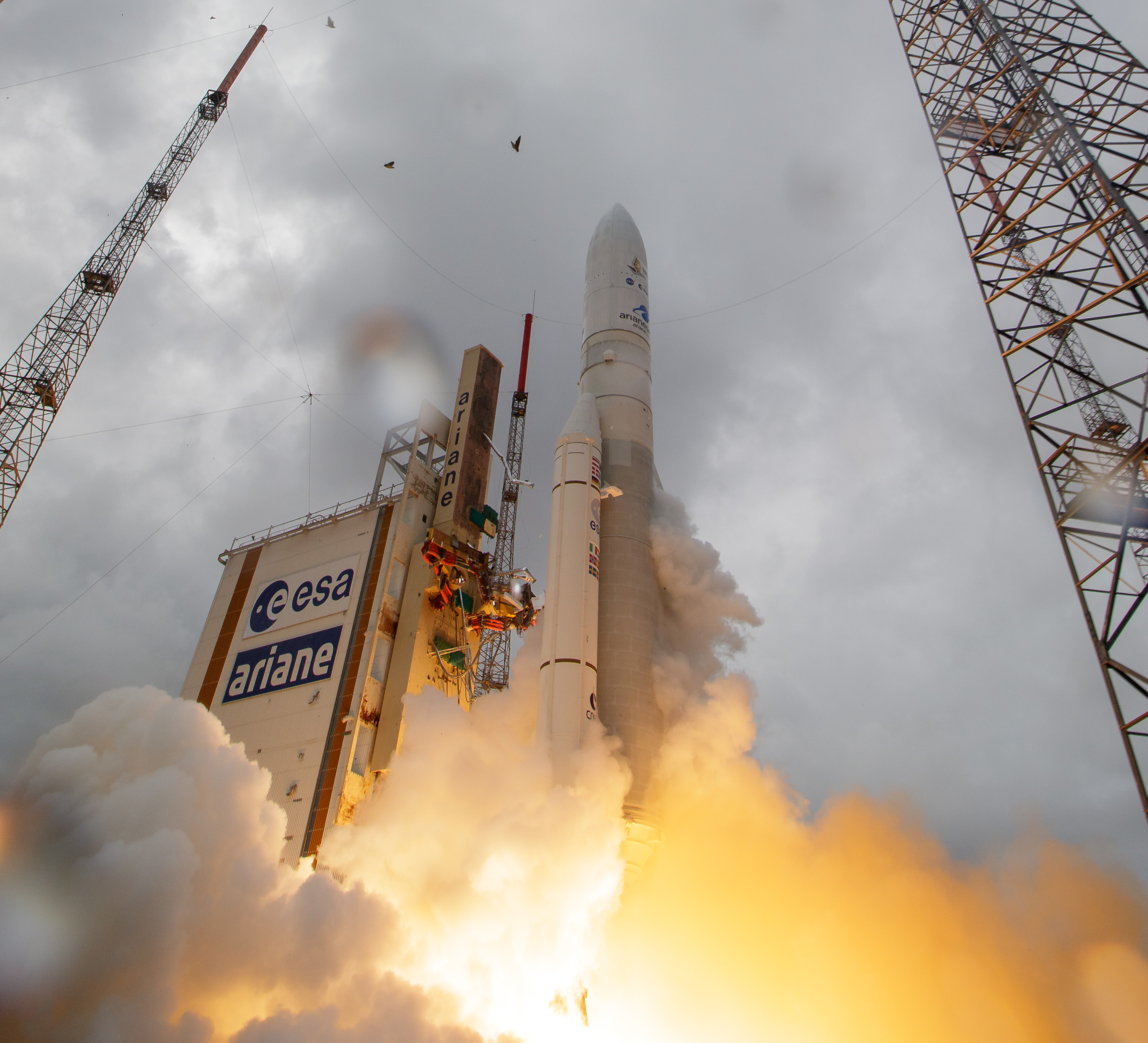
제임스 웹이 들어있는 아리안 5가 발사대에서 이륙하는 모습.
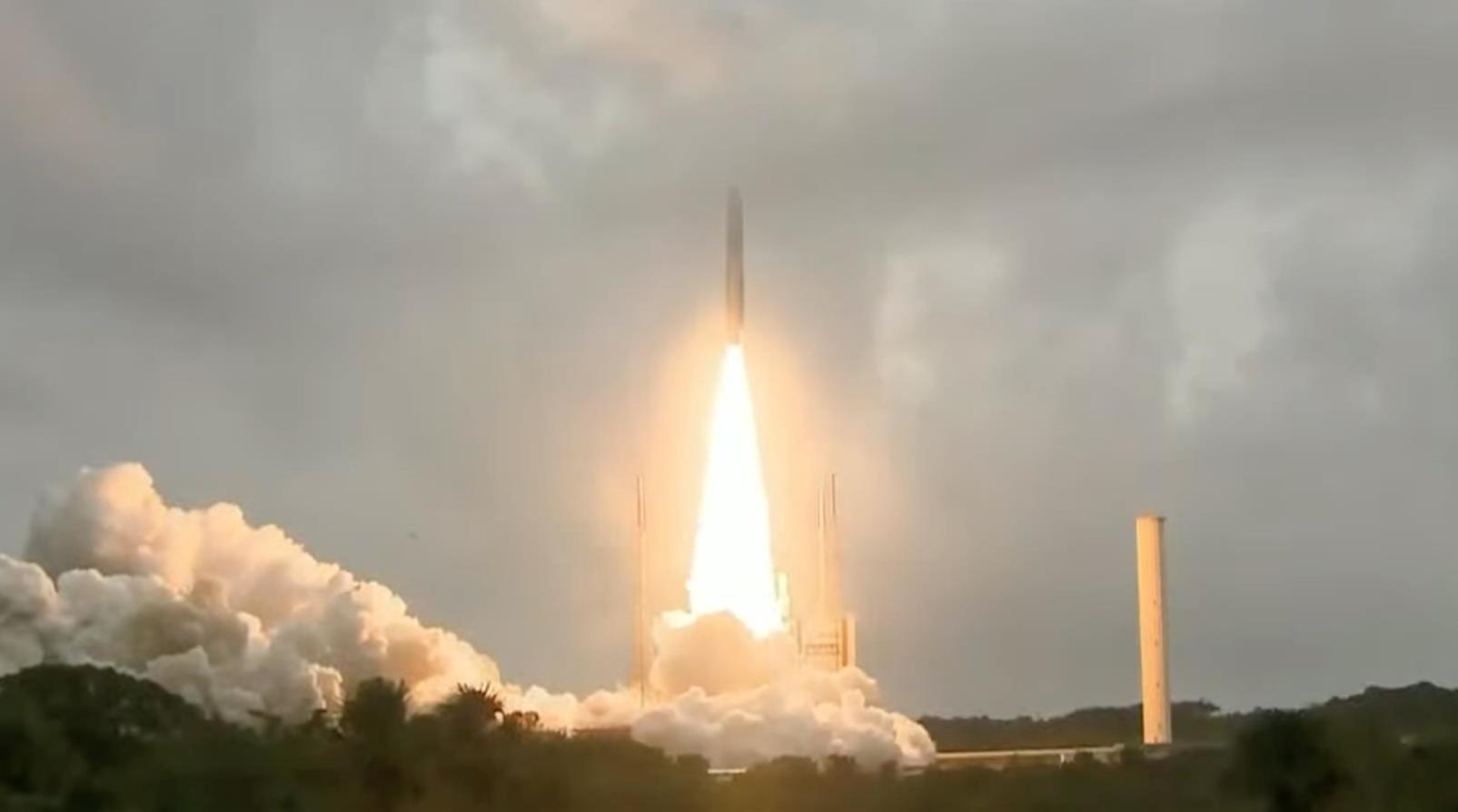
제임스 웹을 실은 아리안 5가 이륙하는 순간.
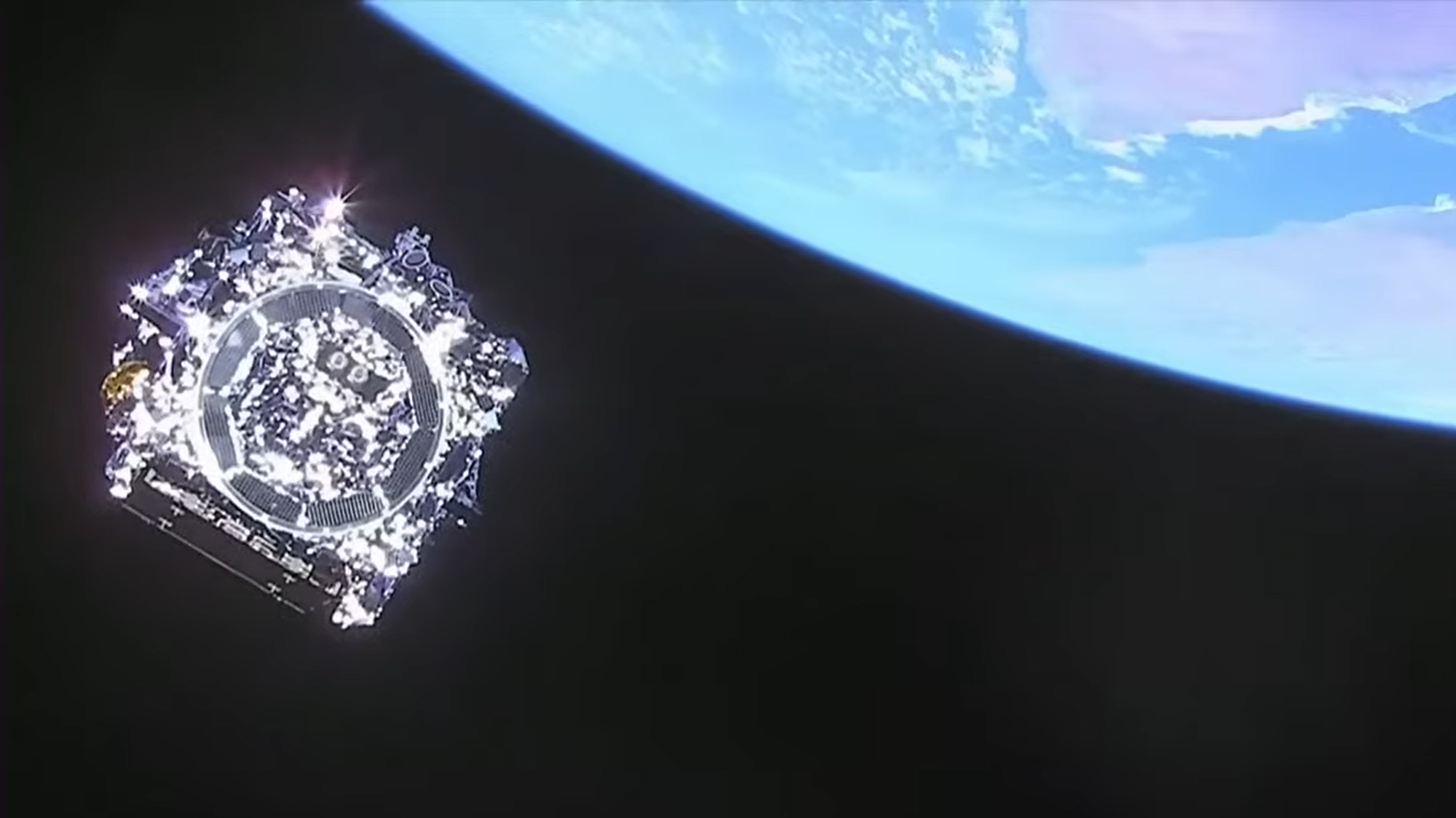
발사 29분 후 무렵 로켓과 분리 직후 아리안 5에서 본 제임스 웹. 배경의 지구 위로 아덴만이 보인다.

### 이송 및 구조물 전개

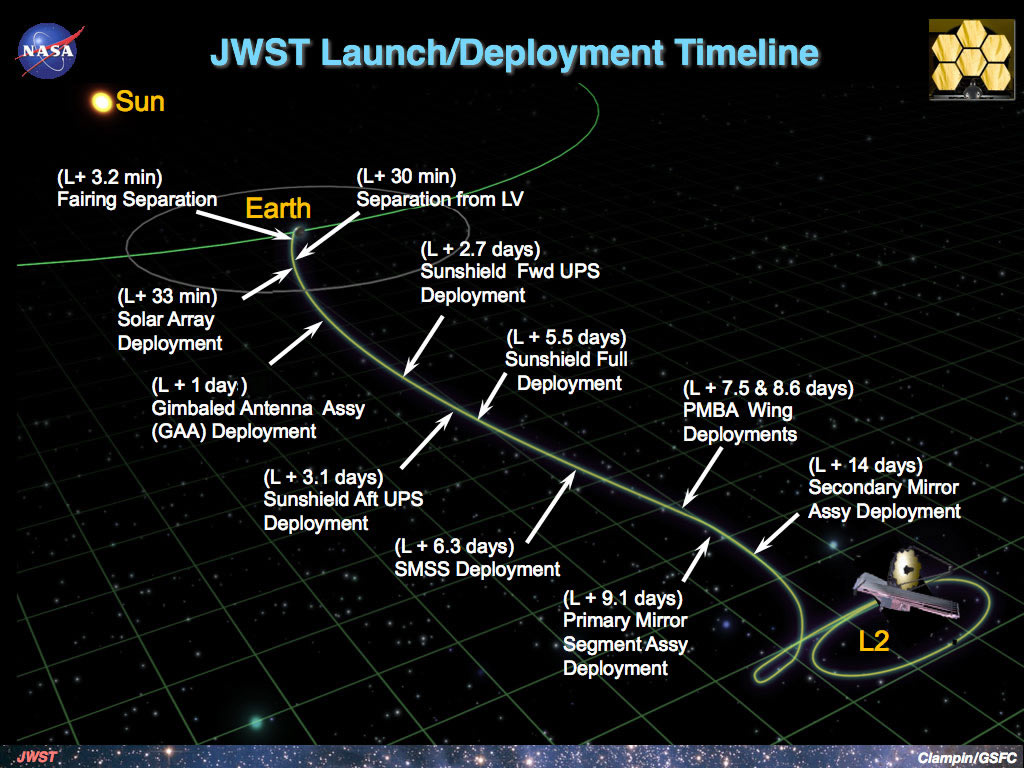
구조 전개 타임라인.

제임스 웹 우주 망원경은 순조롭게 발사된 지 27분 만에 로켓 상부 스테이지에서 분리되었다. 발사 31분 후부터 13일 동안 태양 전지판과 안테나와 차광막과 거울을 전개하는 과정이 시작되었다. 처음의 태양 전지판과 통신 안테나 전개를 제외하면 거의 모든 전개 작업이 볼티모어의 우주망원경과학연구소 통제 하에 실시되었다. 임무는 지상 관제사가 문제 시 전개 순서를 수정할 수 있게끔 유연성을 갖추는 방식으로 기획되었다.
발사로부터 12시간이 흐른 2021년 12월 26일 UTC 0시 50분, 제임스 웹 망원경의 로켓 엔진이 65분 동안 점화되어 첫 번째 중간 경로 수정에 들어갔다. 이튿날에는 고이득 통신 안테나가 자동으로 전개되었다.
발사에서 60시간이 경과된 2021년 12월 27일, 제임스 웹의 로켓 엔진이 9분 27초 동안 점화되면서 L2로 향하는 두 번째 중간 경로 수정이 이루어졌다. 발사 3일 차인 2021년 12월 28일, 제임스 웹의 가장 중요한 차양막이 수일에 걸쳐 전개되기 시작했다. 2021년 12월 30일, 제임스 웹 망원경을 전개하는 데 필요한 절차 두 가지가 성공적으로 완수되었다. 후미에서 차양막이 받는 태양 복사압에 대해 밸런스를 제공하는 모멘텀 플랩(영어: momentum flap)이 전개되면서 제임스 웹의 경로를 유지하는 데 필요한 스러스터 사용을 줄임으로써 연료가 절약되었다.
2021년 12월 31일, 지상팀은 망원경 좌현과 우현에 있는 연장식 미드 붐 두 대를 확장했다. 좌측 미드 붐은 3시간 19분에 걸쳐 전개되었고, 우측 미드 붐은 3시간 42분이 소요되었다. 1월 3일과 4일 사이에는 차양막 분리와 장력을 주는 명령이 성공적으로 수행되었다. 2022년 1월 5일에는 망원경의 부경이 약 1.5mm의 허용 범위 내에서 성공적으로 전개되었다.
마지막 구조 전개 절차는 주거울 날개를 펼치는 것이었다. 주거울 세그먼트는 제임스 웹 망원경이 발사 전에 아리안 로켓 페어링에 들어갈 수 있도록 세 패널로 나뉘어서 접혀있어야 했다. NASA는 2022년 1월 7일에 주거울 좌측의 날개를 펼치고 고정하였으며, 1월 8일에는 우측의 거울 날개를 전개하고 고정하였다. 이로써 우주 망원경의 구조 전개는 성공적으로 완료되었다.
2022년 1월 24일 UTC 17시 00분, 발사 약 한 달 만에 최종 경로 수정이 이루어지면서 제임스 웹은 예정대로 태양-지구 L2 점을 도는 헤일로 궤도에 진입하게 되었다.

### 운용 준비 과정과 시험
2022년 1월 12일, 제임스 웹이 아직 목적지로 이송 중인 동안에 거울 정렬이 시작되었다. 주거울 세그먼트와 부거울은 발사 당시 보호를 위한 위치로부터 멀어졌다. 액추에이터 모터 132개가 거울 위치를 극히 정밀하게 조정하도록 설계되어, 초기 배열 상태에서 각각 120만 단(12.5 mm)을 움직여야 했기 때문에 이 작업은 10일 정도가 소요되었다.
거울을 정렬하려면 18개 거울 세그먼트와 부거울을 각각 50나노미터의 허용 오차 이내에 들도록 위치시켜야 했다. NASA는 이러한 정밀도에 관해서 "제임스 웹의 주거울이 미국만한 크기였더라면 각 거울 세그먼트는 텍사스만한 크기였을 것이고, 작업자들은 이 텍사스만한 세그먼트들을 1.5인치 높이의 정밀도로 조정해야 했을 것"이라고 비유하였다.

제임스 웹 우주 망원경의 거울 정렬 애니메이션
세그먼트 이미지 식별 절차. 18개의 거울 세그먼트를 움직여서 각 세그먼트가 어떤 세그먼트 이미지를 생성하는지 확인한다. 거울 세그먼트를 해당 이미지와 매칭한 후, 향후 분석을 위해 거울을 기울여서 모든 이미지를 화면의 한 부분 근처로 가져간다.
부거울을 서서히 움직여서 세그먼트 이미지를 디포커싱함으로써 거울 정렬을 실시한다. 위상 복원(영어판)이라는 수학적 분석을 통해 초점이 나간 이미지에서 세그먼트의 위치 오차를 정밀하게 측정한다. 이렇게 조정된 거울 세그먼트들은 잘 교정된 열여덟 개의 망원경이 된다. 아직 거울 세그먼트는 단일 거울로 합쳐져서 기능하지 않는다.
이미지 스택(image stacking). 거울에 들어오는 모든 빛을 한데 모은다. 각각의 거울 세그먼트가 생성하는 이미지는 차곡차곡 스택되어야 한다. 이미지 스택 절차에서 각 세그먼트 이미지는 정확히 화면 중앙으로 이동하여 하나로 통일된 이미지를 만들어낸다. 이 과정이 끝나면 망원경은 거울 세그먼트의 수직 변위를 측정하고 교정하는 거친 위상 조정(coarse phasing) 단계에 들어간다.
관측 장비의 화각에 대한 망원경 정렬. 정밀 위상 조정(fine phasing)이 끝난 망원경은 NIRCam의 화면 한 곳에 정렬하게 된다. 이제 나머지 관측 장비에 대해서도 정렬 작업을 수행해야 한다.

거울 정렬은 일곱 단계로 구성되었으며, 1:6 축척 모형으로 반복해서 예행 연습할 정도로 복잡한 작업이었다. 거울의 온도가 120 K (−153 °C; −244 °F)에 이른 후, 큰곰자리에 있는 6등성 HD 84406을 표적으로 삼아서 NIRCam을 이용한 거울 정렬이 결정되었다. 이를 해내기 위해서 NIRCam이 하늘을 1,560회 촬영하였으며, 이렇게 광범위하게 촬영된 이미지들을 통해 주거울 세그먼트의 거울면이 어디를 향하고 있는지 확인되었다. 처음에 주거울 세그먼트들은 크게 어긋난 채로 있었기 때문에 표적 별의 상은 열여덟 개로 분열된 채로 흐릿했다. HD 84406의 분열된 상이 각각 어떤 거울 세그먼트에 의한 것인지 확인된 후, 열여덟 주거울 세그먼트는 대략 그 별을 중심으로 해서 정렬되었다(세그먼트 이미지 식별). 그런 다음 위상 복원이라는 기술로 거울 세그먼트마다 개별적으로 있는 주요한 포커스 에러가 교정되면서 세그먼트가 만들어내는 이미지들의 품질이 향상되었고(세그먼트 정렬), 각각의 거울 세그먼트 이미지가 한 곳에 정밀하게 겹치면서 하나의 이미지를 만들어 내었다(이미지 스택).
이제 상이 거의 정확히 맺히게 배치된 거울은 장치가 감지할 빛의 파장보다도 짧은 50나노미터의 정밀도로 미세하게 조정되어야 했다. 분산 간섭무늬 검출(영어: dispersed fringe sensing)이라는 기술을 통해 20개의 독립된 거울 세그먼트 페어링이 만들어내는 이미지를 비교해가면 거울을 정렬할 때 생긴 오차의 대부분을 교정할 수 있으며(거친 위상 조정), 그런 다음 각 세그먼트 이미지에 디포커스를 주면 앞에서 교정되고 남은 오차의 대부분을 찾아내어 수정할 수 있다(미세 위상 조정). 이러한 두 과정은 세 차례 반복되었다. 미세 위상 조정의 경우는 망원경이 운용되는 동안에도 일상적인 점검이 이루어진다. 거친 조정과 미세 조정을 세 차례 거듭한 망원경은 NIRCam의 화면 한 곳에 정렬되었다. 모든 관측 장비에 대해서 그 장비가 촬영한 이미지 곳곳에서 빛의 세기를 측정하는 작업이 이루어졌고, 그렇게 검출된 빛의 세기에서 나타나는 변화로 산출된 보정량은 모든 관측 장비에 대해 잘 정렬된 결과를 내놓았다(관측 장비 화각에 대한 망원경 정렬). 마지막으로 앞선 절차에서 허용할 수 없는 작은 오차조차 남지 않게 하도록 모든 관측 장비에 대해서 최종 미세 조정 작업과 이미지 품질 검사가 이루어졌다(최종 교정을 위한 반복 정렬). 그리하여 망원경의 거울 세그먼트는 정렬 작업이 완료되어 초점이 정밀하게 맺힌 이미지를 촬영할 수 있게 되었다.
거울 정렬을 준비하던 2022년 2월 3일 UTC 19시 28분, NASA는 아직 이미지를 공개하지 않았지만 NIRCam이 망원경에서 온 빛을 최초로 검출하였다고 밝혔다. 2022년 2월 11일, NASA는 망원경의 정렬 1단계 작업이 거의 막바지에 이르렀다고 밝혔다. 주거울을 구성하는 세그먼트마다 표적 별 HD 84406의 위치를 찾아내어 이미징하였고, 모든 거울 세그먼트가 대략이나마 정렬되었다. 1단계 정렬은 2022년 2월 18일에 완료되었으며, 일주일 후에는 2단계와 3단계 정렬 작업도 완료되었다. 이는 열여덟 거울이 조화롭게 작용하고 있음을 의미하였지만, 정렬 7단계가 끝날 때까지 거울 세그먼트는 여전히 하나의 큰 망원경이 아닌 열여덟 개의 작은 망원경처럼 작동했다. 주거울이 준비 과정에 들어간 동시에 다른 장비 수백 개도 준비 과정에 들어갔고, 캘리브레이션 작업도 진행되었다.

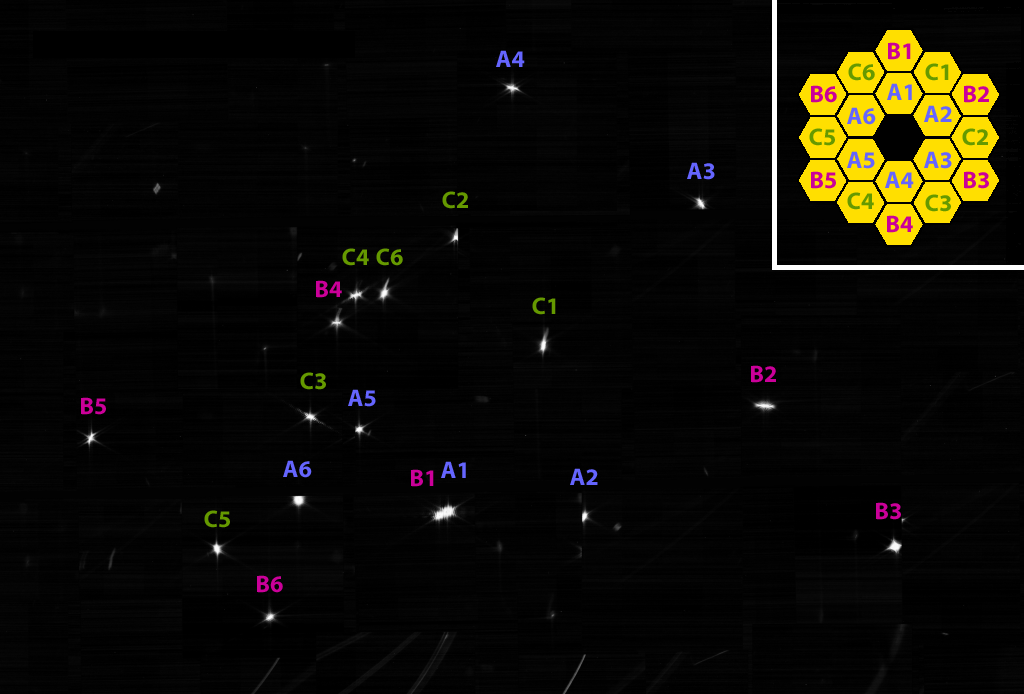
정렬 1단계 과정 이미지. 이미지마다 그 이미지를 만들어낸 거울 세그먼트의 이름이 표시되어 있다.
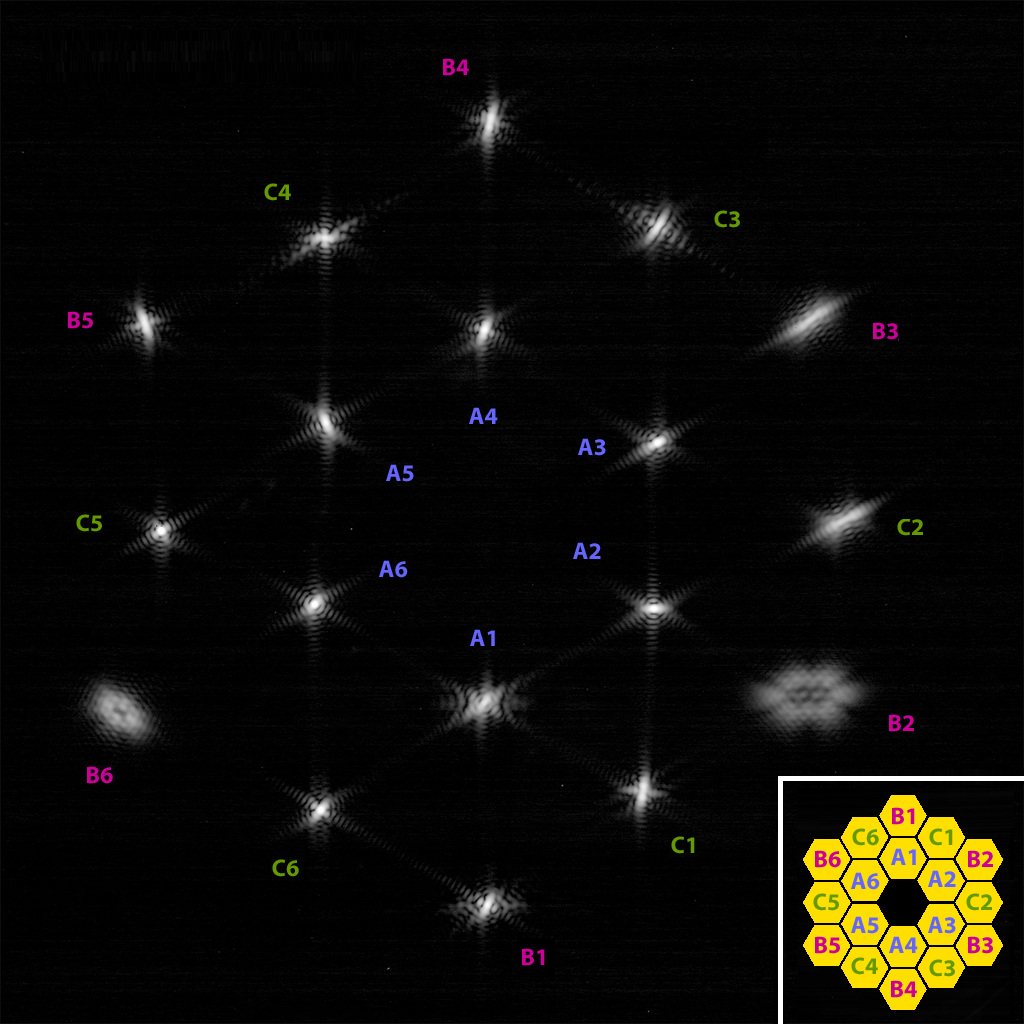
정렬 1단계가 완료된 HD 84406 이미지. 이미지마다 상응하는 거울 세그먼트의 이름이 표시되어 있다.
정렬 2단계가 완료. 거울 세그먼트의 정렬 전후에 촬영한 이미지를 비교하고 있다.
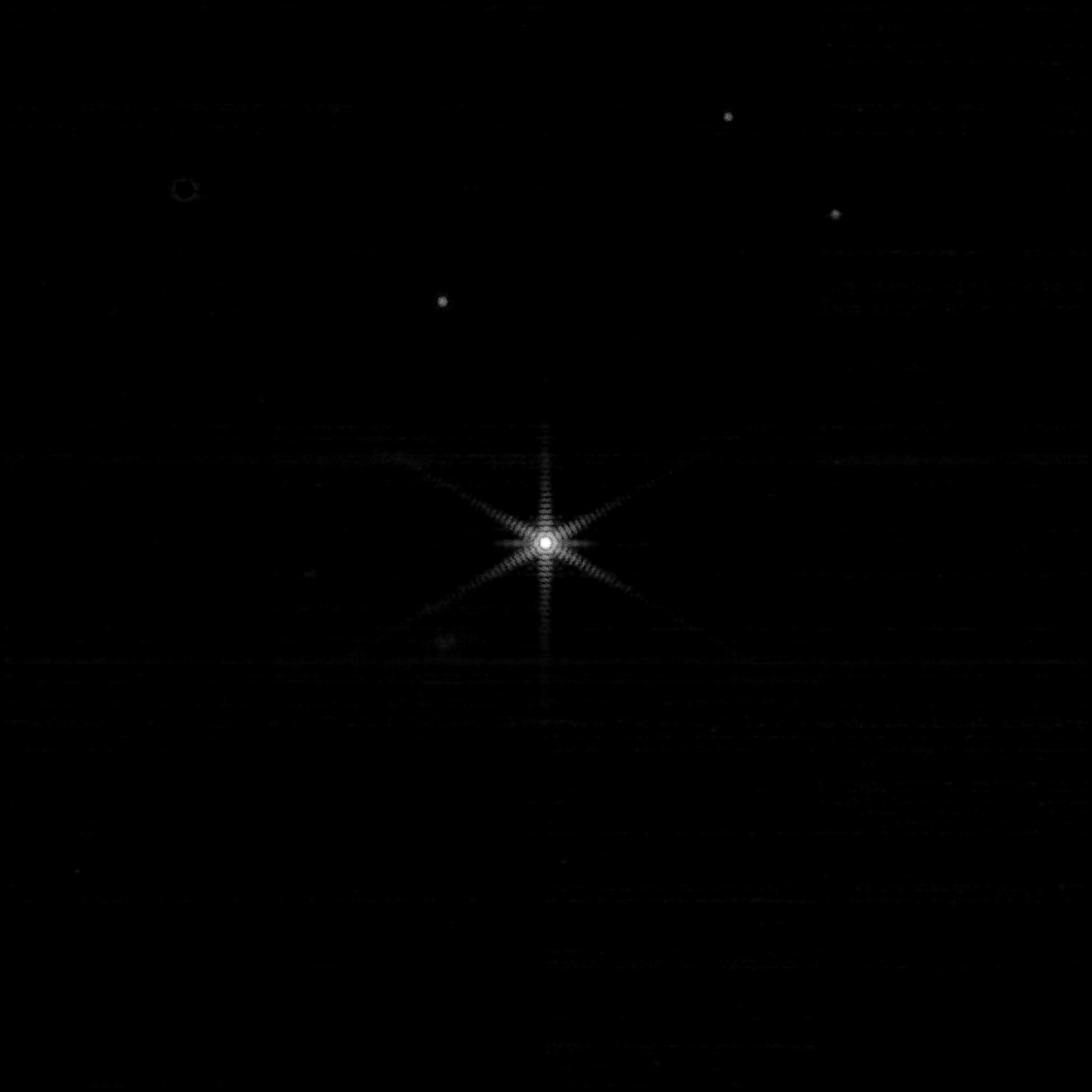
정렬 3단계 완료. HD 84406의 열여덟 이미지 세그먼트를 겹쳐서 하나로 만들었다.
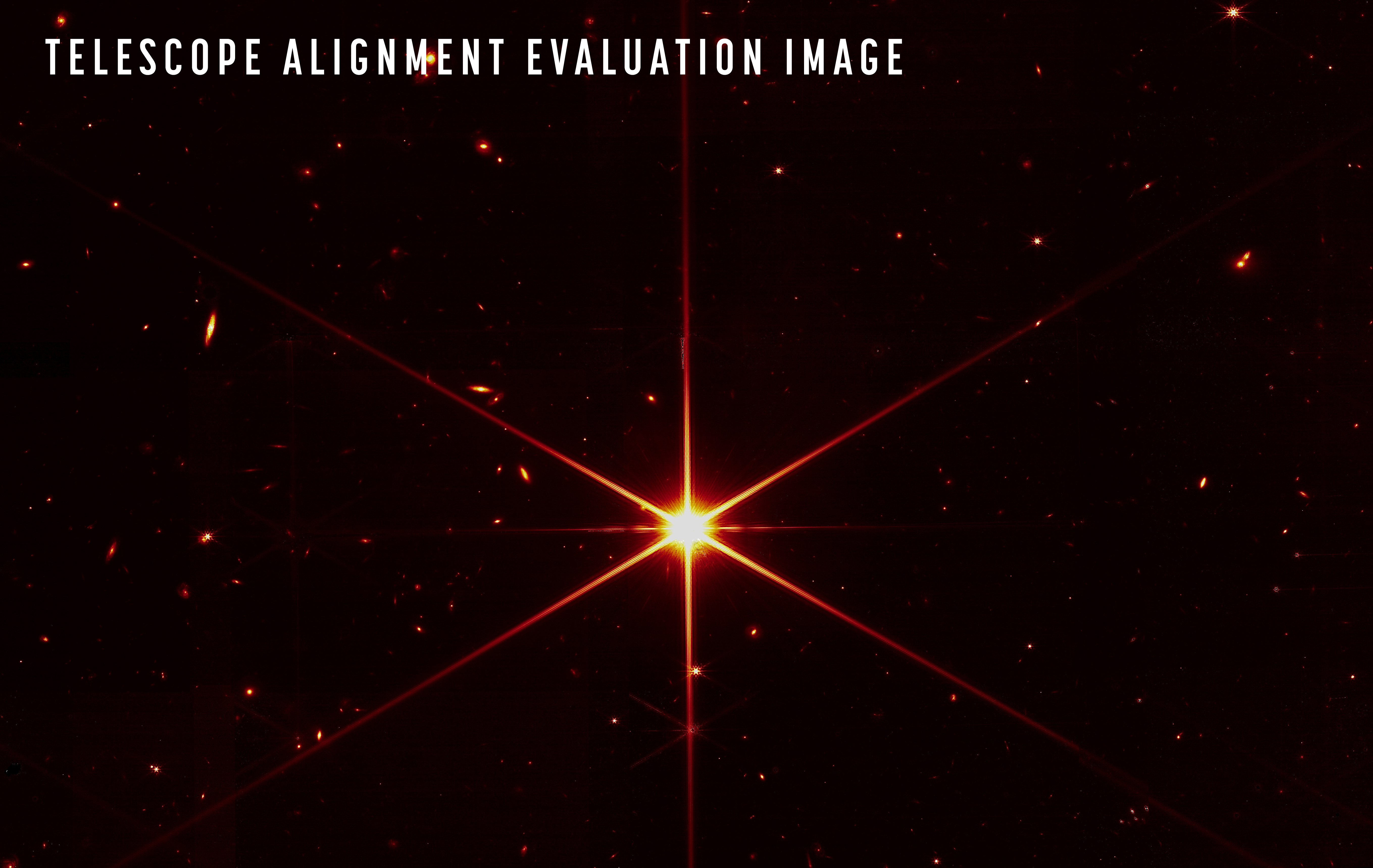
NIRCam 관측 장비가 촬영한 별 2MASS J17554042+6551277[d].
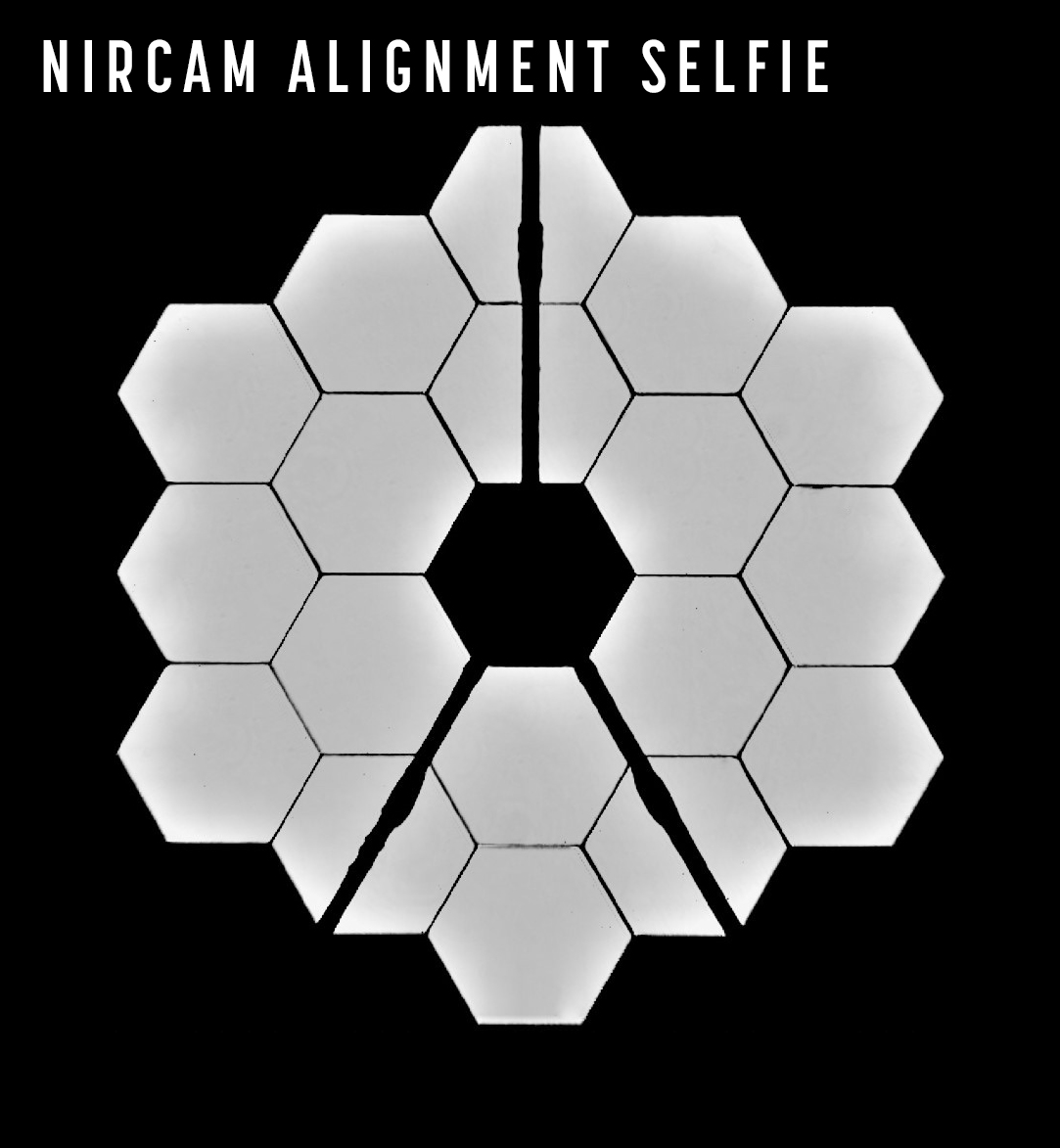
정렬 과정 중에 NIRCam이 촬영한 제임스 웹의 셀프카메라.
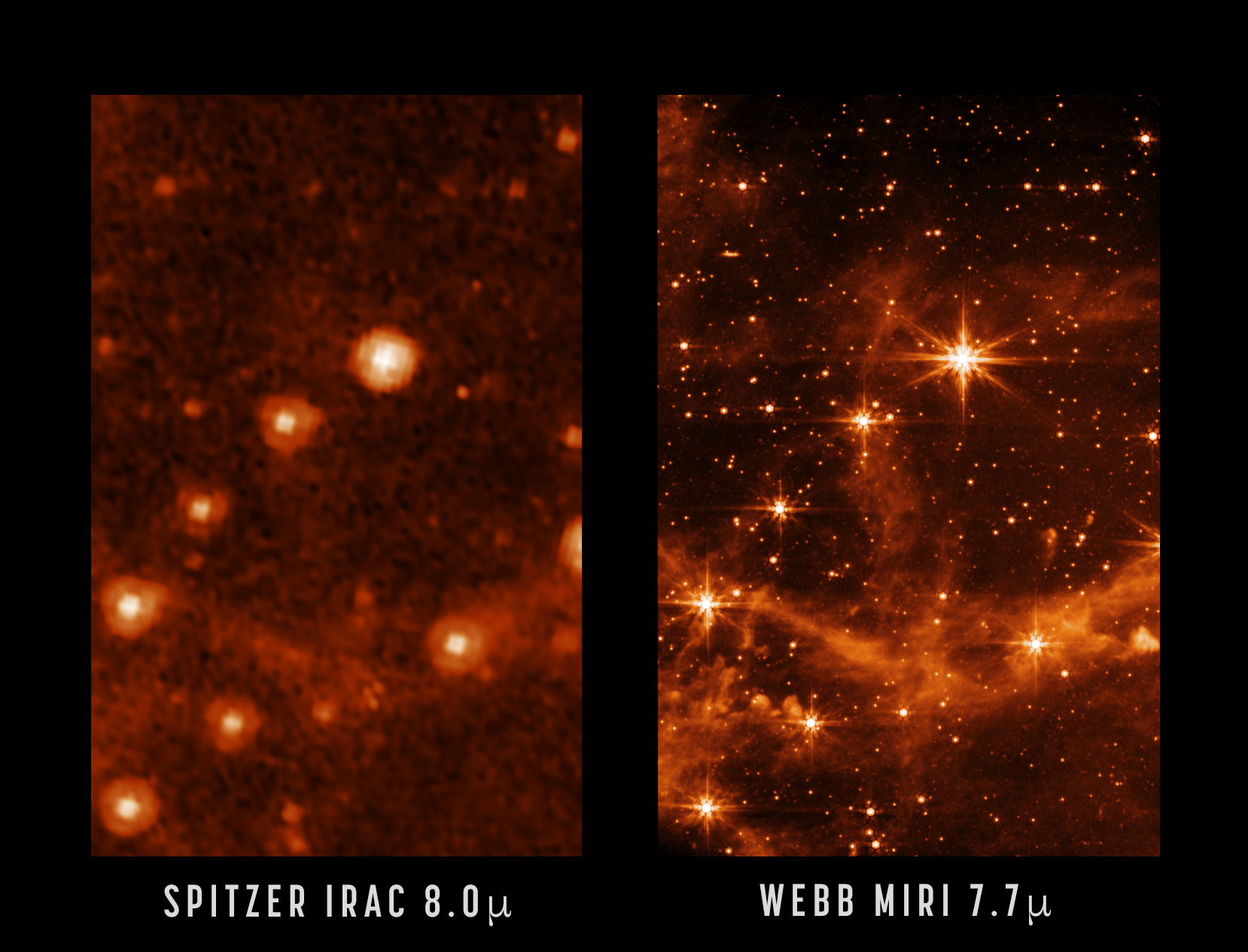
스피처 우주 망원경과 제임스 웹 우주 망원경이 촬영한 이미지 비교.
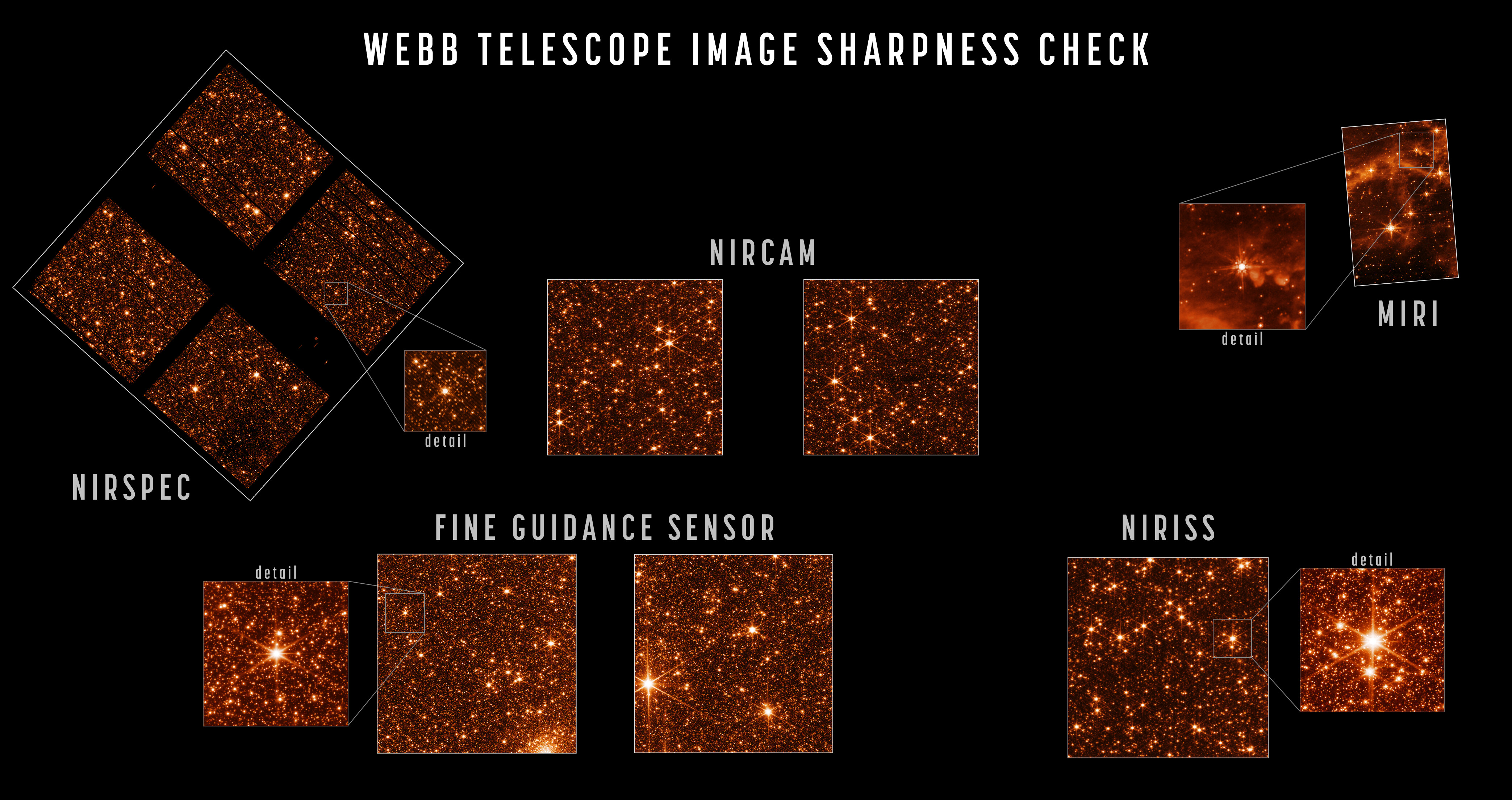
제임스 웹 우주 망원경의 이미지 센서 화각 정렬.
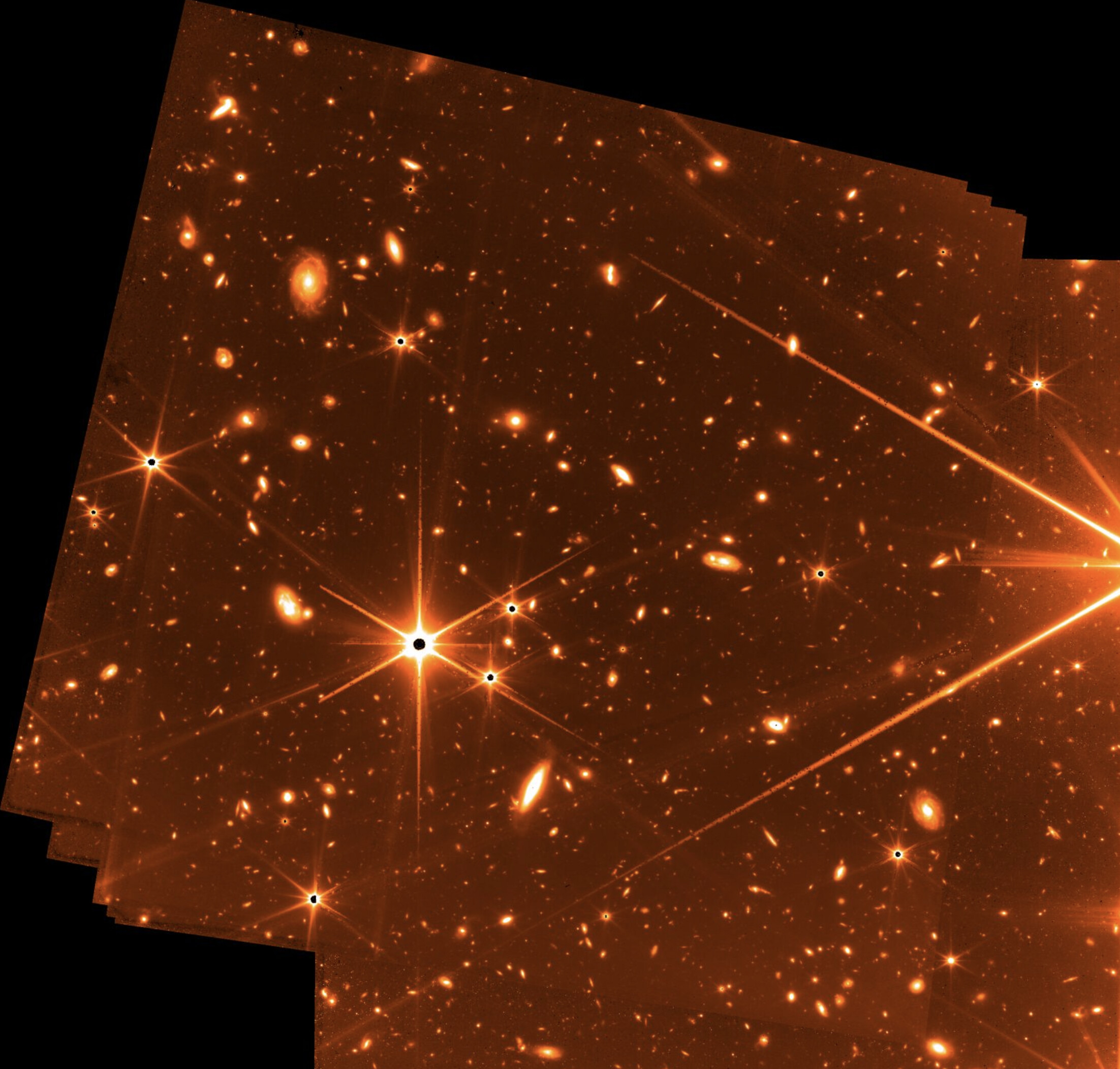
제임스 웹의 정밀지향센서 이미지.

### 미세유성체 충돌
2022년 6월 8일, 지난 5월 23일에서 25일 사이에 C3 거울 세그먼트가 티끌만 한 미세유성체와 충돌하였다는 사실이 밝혀졌다. 엔지니어들은 충돌로 인한 여파를 보정하기 위해서 액추에이터로 거울을 재조정해야 했다. 이러한 사건이 있었지만, NASA의 운용 준비 과정 보고서에 의하면 2022년 7월 10일까지 제임스 웹의 모든 관측 기능은 검토 결과 과학적 운용 준비가 완료된 것으로 확인되었다.

## 관측 시간 할당
제임스 웹 우주 망원경의 관측 시간은 일반 관측자(영어: General Observers, GO) 프로그램과 보장 시간 관측(영어: Guaranteed Time Observations, GTO) 프로그램과 연구소장 재량 조기 발표 과학(영어: Director's Discretionary Early Release Science, DD-ERS) 프로그램을 통해 할당된다. GTO 프로그램은 우주 망원경에 들어가는 하드웨어나 소프트웨어 요소를 개발하는 데 기여한 과학자에게 관측 시간을 보장하기 위한 프로그램인 반면, GO 프로그램은 모든 천문학자에게 관측 시간을 신청할 기회를 제공하며, 제임스 웹 관측 시간의 대부분을 차지하는 프로그램이다. GO 프로그램은 허블 우주 망원경의 관측 제안서 검토 과정처럼 시간 할당 위원회(영어: Time Allocation Committee, TAC)의 동료평가 과정을 거쳐 선정된다.

### 조기 발표 과학 프로그램
2017년 11월, 우주망원경과학연구소가 모집된 관측 제안서를 검토하여 선정한 연구소장 재량 조기 발표 과학 프로그램 열세 개를 발표했다. 이러한 프로그램에 대한 관측은 제임스 웹이 준비 과정을 완료하고 과학 임무에 들어간 처음의 다섯 달 동안 이루어지기로 하였다. 총 460시간의 관측 시간이 이러한 열세 프로그램에 할당되었으며, 관측이 다루는 과학적 주제는 태양계와 외계행성과 별 및 별 탄생과 근거리 은하 및 원거리 은하와 중력렌즈와 퀘이사 등 다양하다. 이러한 ERS 프로그램에서 오버헤드 타임과 우주선 선회 시간을 제외하고 망원경이 실제로 관측하는 시간은 총 242.8시간이다.
| 제목 | 연구책임자                                   | 분야                 | 관측 시간 (시간) |
| --- | -------------------------------------------- | -------------------- | ---------------- |
| Radiative Feedback from Massive Stars as Traced by Multiband Imaging and Spectroscopic Mosaics (한국어: 다파장 영상과 분광으로 추적한 대질량성의 복사 피드백)                                                                        | 올리비에 베르네 (프랑스어: Olivier Berné)    | 항성물리학           | 8.3              |
| IceAge: Chemical Evolution of Ices during Star Formation (한국어: 별 탄생 과정에서 얼음의 화학적 진화) | 멜리사 매클루어 (영어: Melissa McClure)      | 항성물리학           | 13.4             |
| Through the Looking GLASS: A JWST Exploration of Galaxy Formation and Evolution from Cosmic Dawn to Present Day (한국어: GLASS-JWST 은하의 형성과 진화 탐사)                                                                         | 토마소 트루 (영어: Tommaso Treu)             | 은하와 IGM           | 24.3             |
| A JWST Study of the Starburst-AGN Connection in Merging LIRGs (한국어: 병합하는 LIRG 속 폭발적 별 탄생과 AGN의 상호관계 연구) | 리 아머스 (영어: Lee Armus)                  | 은하와 IGM           | 8.7              |
| The Resolved Stellar Populations Early Release Science Program (한국어: 항성 종족 분해 조사 조기 발표 과학 프로그램) | 대니얼 와이즈 (영어: Daniel Weisz)           | 항성 종족            | 20.3             |
| Q-3D: Imaging Spectroscopy of Quasar Hosts with JWST Analyzed with a Powerful New PSF Decomposition and Spectral Analysis Package (한국어: 고성능 신형 PSF 디컴포지션 및 스펙트럼 분석 패키지를 응용한 퀘이사 모은하 영상 분광 분석) | 도미니카 와일잘렉 (영어: Dominika Wylezalek) | 거대 블랙홀과 모은하 | 17.4             |
| The Cosmic Evolution Early Release Science (CEERS) Survey (한국어: 우주 진화 조기 발표 과학 탐사) | 스티븐 핀클스타인 (영어: Steven Finkelstein) | 은하와 IGM           | 36.6             |
| Establishing Extreme Dynamic Range with JWST: Decoding Smoke Signals in the Glare of a Wolf-Rayet Binary (한국어: JWST의 극단적인 다이내믹 레인지를 확립하기 위한 볼프레이에 쌍성 휘광 속의 신호 해석)                               | 라이언 라우 (영어: Ryan Lau)                 | 항성물리학           | 6.5              |
| TEMPLATES: Targeting Extremely Magnified Panchromatic Lensed Arcs and Their Extended Star Formation (한국어: 극도로 확대된 전색상 굴절 호의 광범위한 별 탄생 연구)                                                                   | 제인 릭비                                    | 은하와 IGM           | 26.0             |
| Nuclear Dynamics of a Nearby Seyfert with NIRSpec Integral Field Spectroscopy (한국어: NIRSpec 인테그럴 필드 분광을 이용한 근방 세이퍼트의 핵 역학 연구)                                                                             | 미스티 벤츠                                  | 거대 블랙홀과 모은하 | 1.5              |
| The Transiting Exoplanet Community Early Release Science Program (한국어: 식현상 외계행성 커뮤니티 조기 발표 과학 프로그램) | 나탈리 바타야                                | 행성과 행성 형성     | 52.1             |
| ERS observations of the Jovian System as a Demonstration of JWST's Capabilities for Solar System Science (한국어: JWST의 태양계 연구 능력을 입증하기 위한 목성계의 ERS 관측)                                                         | 임커 더파터                                  | 태양계               | 9.3              |
| High Contrast Imaging of Exoplanets and Exoplanetary Systems with JWST (한국어: 외계행성과 외계행성계의 고대비 이미징) | 사샤 힝클리 (영어: Sasha Hinkley)            | 행성과 행성 형성     | 18.4             |

### 일반 관측자 프로그램
사이클 1 GO의 경우 할당 가능한 관측 시간이 6,000시간이었다. 1,173부의 관측 제안서가 제출되었으며, 이러한 제안서가 모두 승인될 경우 총 24,500시간의 관측 시간이 필요했다. 사이클 1 GO 프로그램 선정은 2021년 3월 30일에 발표되었으며, 266개의 프로그램이 승인되었다. 이러한 관측 프로그램에는 데이터 독점 기간이 없는 13개의 대규모 프로그램과 고가치 프로그램(영어: Treasury Program)이 포함되어 있다.

## 과학적 성과
최초의 컬러 이미지와 분광 데이터는 2022년 7월 12일에 공개되었다. 이날은 제임스 웹의 일반 과학 임무가 공식적으로 시작된 날이기도 하였다. 앞선 2022년 7월 11일, 조 바이든 미국 대통령이 최초의 공식 이미지인 제임스 웹 최초의 딥 필드를 미리 공개하였다. NASA는 당일에 공개될 관측 표적으로 다음과 같은 명단을 발표했다.
- 용골자리 성운 - "우주 절벽"(영어: Cosmic Cliffs)[238]을 보여주는 8,500광년 거리의 별 탄생 영역 NGC 3324(영어판).
- WASP-96b(영어판) - 1,120광년 거리의 별을 공전하는 목성형 행성으로, 물이 존재한다는 대기 분석 결과가 발표되었다.
- 남쪽 고리 성운 - 2,500광년 거리에서 죽어가는 별이 방출한 기체 먼지 구름.
- 슈테팡의 오중주 - 가스 먼지 구름이 충돌하고 있는 다섯 은하의 모습.
- SMACS J0723.3-7327(영어판) - 제임스 웹 최초의 딥 필드(영어: Webb's First Deep Field)라고 불리는 46억 광년 거리의 중력렌즈. 131억 년 전의 모습을 한 원거리 은하도 보여준다. 이따금 SMACS 0723으로 짧게 나타내기도 한다.[236][239]

2022년 7월 14일, NASA는 제임스 웹 우주 망원경이 목성과 그 주변 영역을 촬영한 적외선 이미지를 최초 공개하였다.
같은 시기에 게시된 보고서 프리프린트에서 NASA와 ESA와 CSA의 과학자들은 "전반적으로 제임스 웹의 과학적 성능이 예상보다 뛰어나다"라고 밝혔다. 이 문서는 준비 과정에서 이루어진 여러 관측을 기술하고 있다. 문서에 의하면, 관측 장비가 데이터 포인트당 1000 ppm 이상의 정밀도로 식현상을 일으키는 외계행성의 스펙트럼을 관측하였고, 스펙보다 두 배 이상 빠른 초당 67밀리각초로 움직이는 천체를 추적하기도 하였으며, 은하 중심 방향의 조밀한 영역에서 별 수백 개의 스펙트럼을 동시에 얻기도 하였다. 문서에서 기술하는 기타의 표적은 다음과 같다.
- 움직이는 표적: 목성(고리와 위성 유로파와 테베와 메티스), 소행성 2516 로먼(영어판), 118 페이토(영어판), 6481 텐징(영어판), 1773 룸펠슈틸츠(영어판), 216 클레오파트라(영어판), 2035 스턴스(영어판), 4015 윌슨-해링턴(영어판), 2004 JX20.
- NIRCam 그리즘 시계열, NIRISS SOSS, NIRSpec BOTS 기능: 목성형 행성 HAT-P-14b.
- NIRISS 개구부 마스킹 간섭법(AMI): 황새치자리 AB와 0.3각초 간격의 초저질량 동반성 C를 명확하게 탐지. 이 관측은 우주에서 실시된 최초의 AMI 관측이기도 하였다.
- MIRI 저해상도 분광(LRS): 밝은 M형 왜성 주변의 뜨거운 슈퍼지구 행성 L 168-9 b(영어판).[241]

제임스 웹 최초의 이미지가 공개된 지 2주가 지나지 않아서 그전에 확인된 것보다도 훨씬 이른 시기인 빅뱅 이후 2억 3,500만 년(z=16.7)에서 2억 8천만 년까지의 초기 은하들을 광범위하게 기술하는 논문 프리프린트 몇 편이 동료평가를 받기 위해 제출되었다. 2022년 8월 17일, NASA는 근적외선 카메라로 690회 촬영하여 합친 대형 모자이크 이미지를 공개하였다. 이 이미지가 담고 있는 수많은 초기 은하 중에서는 적색편이 z=16.7(빅뱅 이후 2억 3580만 년)로 추정되는 CEERS-93316 같은 고적색편이 은하 후보도 있다.
2022년 8월 24일, 천문학자들은 조기 발표 과학(ERS) 프로그램의 일환으로 제임스 웹이 흡수 분광법 관측한 목성형 외계행성 WASP-39b의 대기에서 이산화탄소를 검출한 연구 결과를 발표하였다. 이는 태양계 바깥 행성에서 이산화탄소를 확인한 첫 번째 사례이다.

### 갤러리

제임스 웹 우주 망원경 최초의 이미지. 2022년 7월 12일 공개.
용골자리 성운의 우주 절벽[238] (NIRCam)
용골자리 성운 (MIRI)
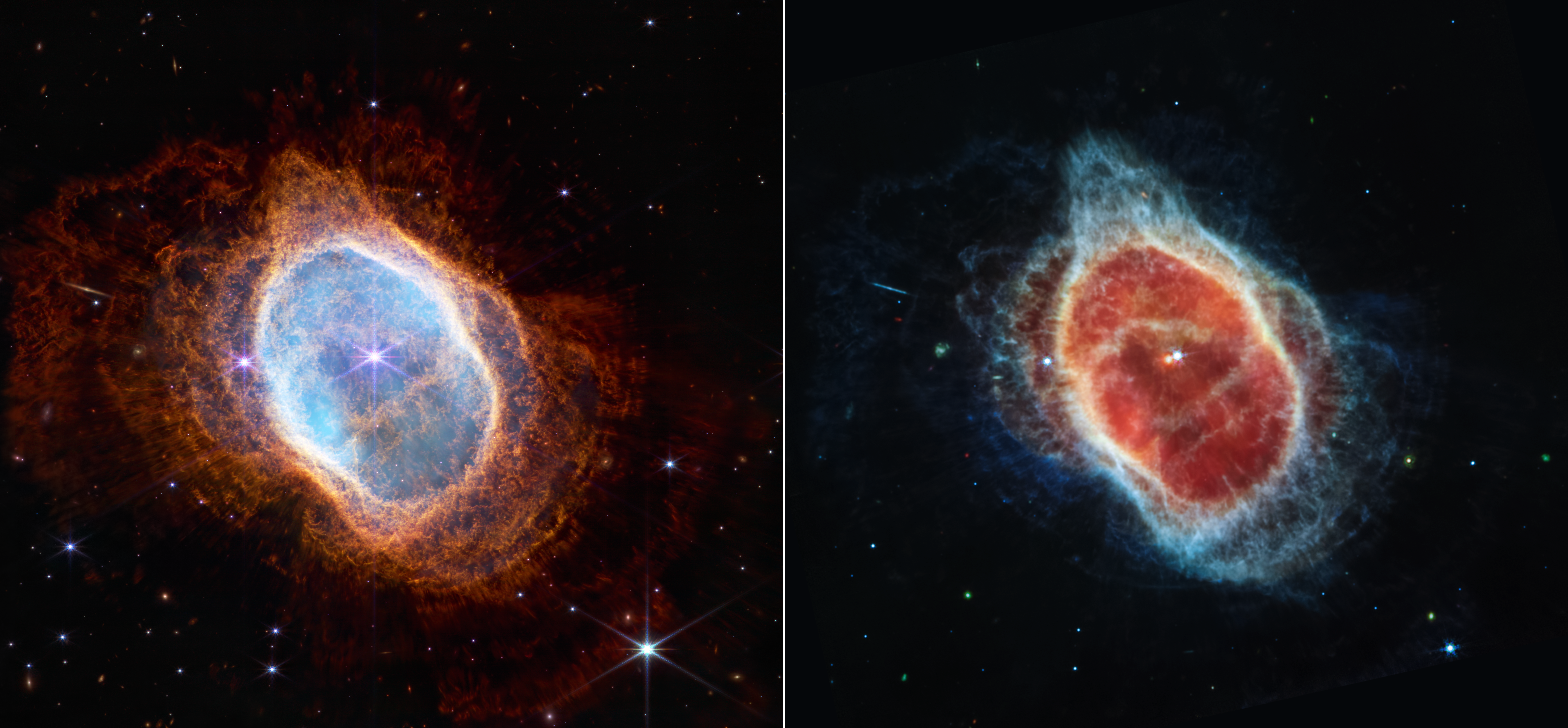
남쪽 고리 성운 (왼쪽: NIRCam, 오른쪽: MIRI)
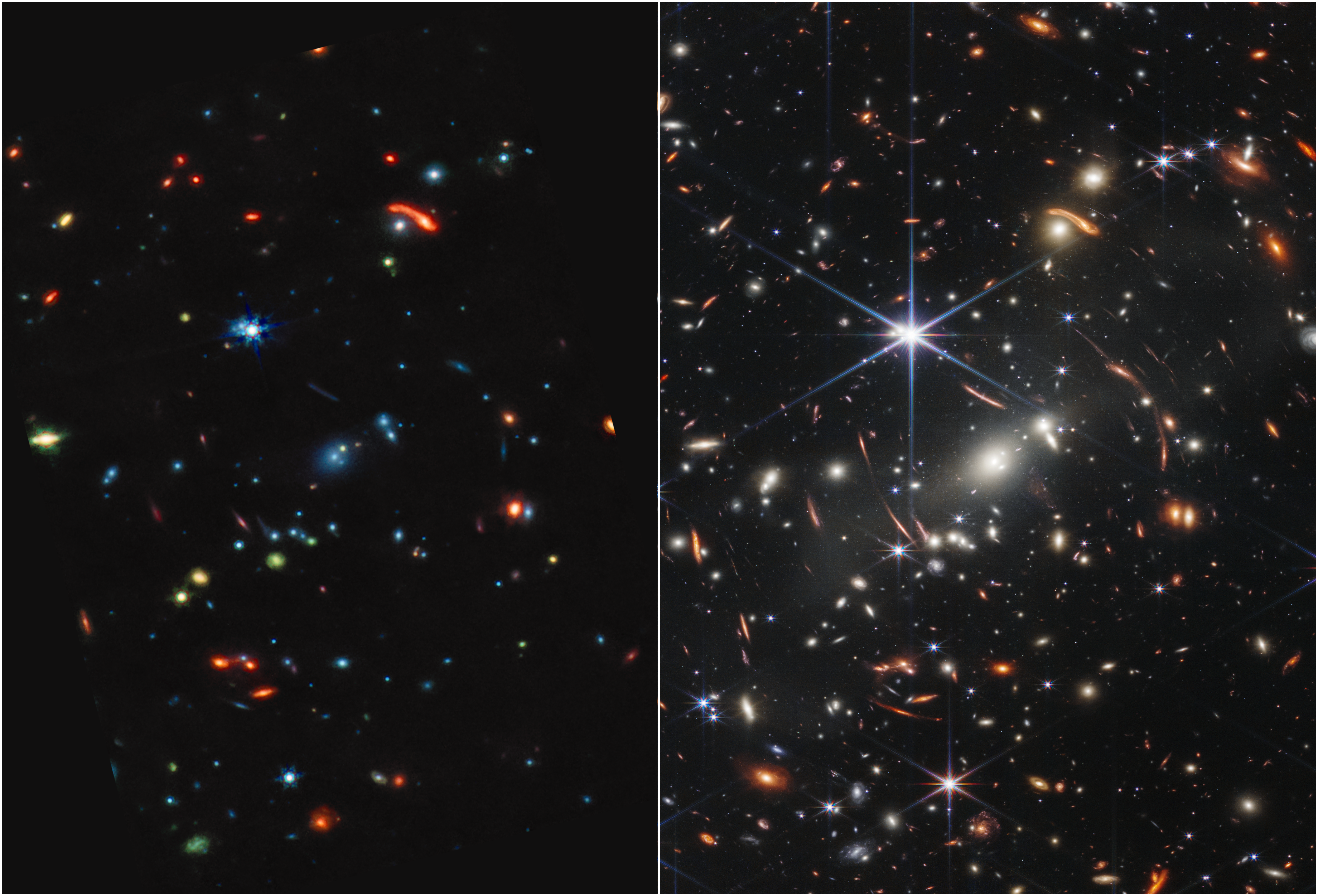
제임스 웹 최초의 딥 필드(왼쪽: MIRI, 오른쪽: NIRCam)
슈테팡의 오중주 (NIRCam/MIRI 합성)
슈테팡의 오중주 (NIRCam)
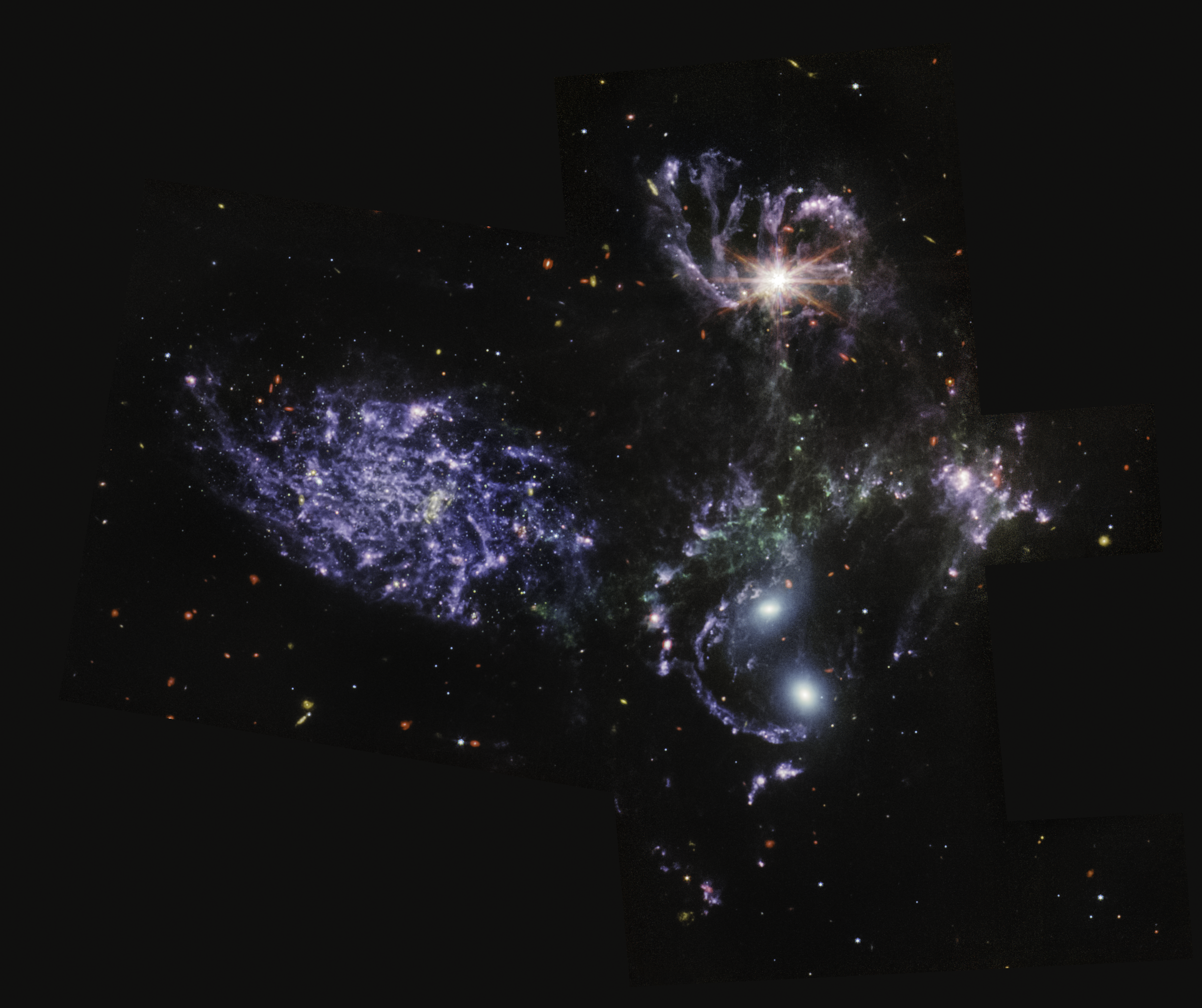
슈테팡의 오중주 (MIRI)
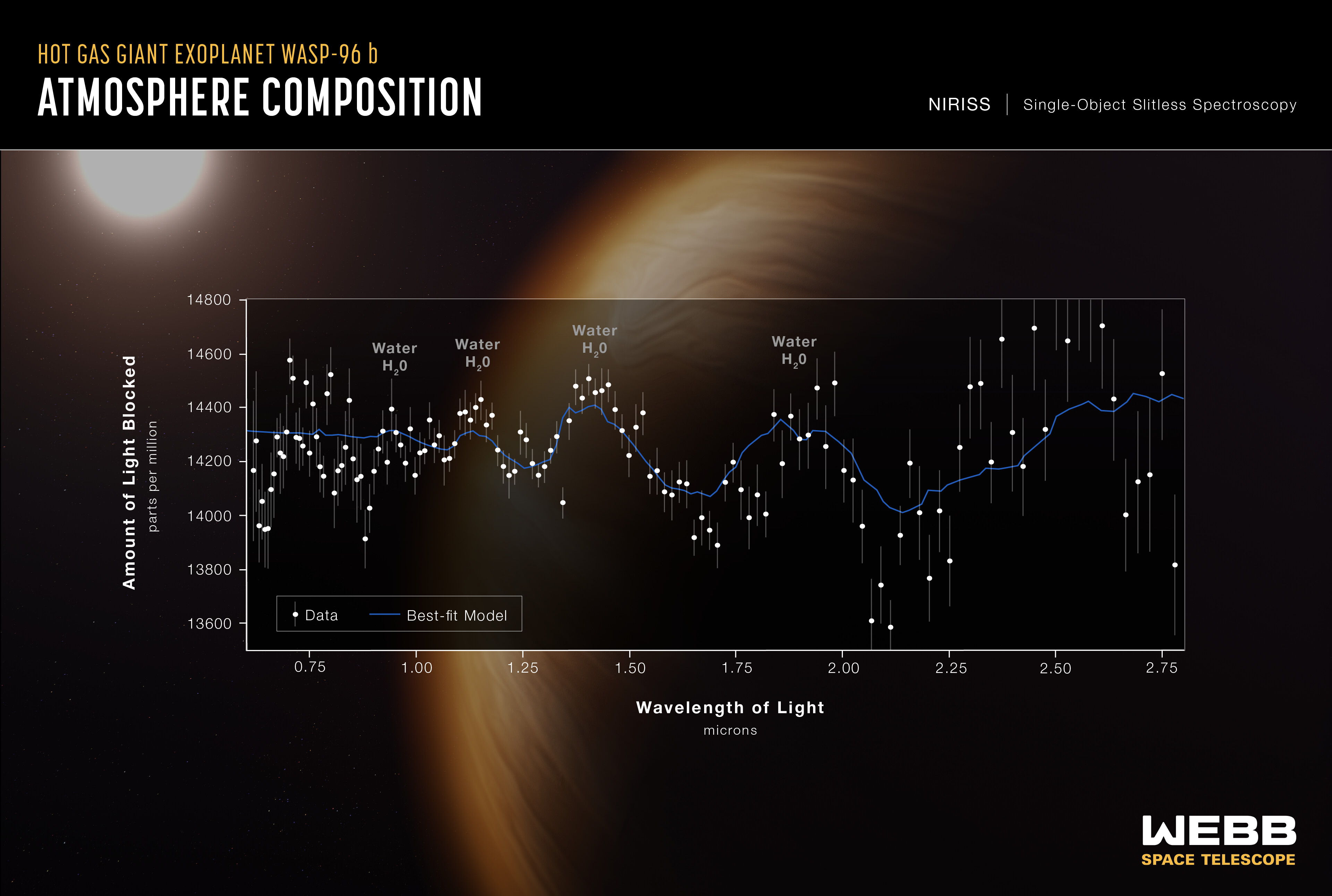
WASP-96b의 스펙트럼

조각가자리의 5억 광년 거리 수레바퀴 은하. 2022년 8월 2일 공개.
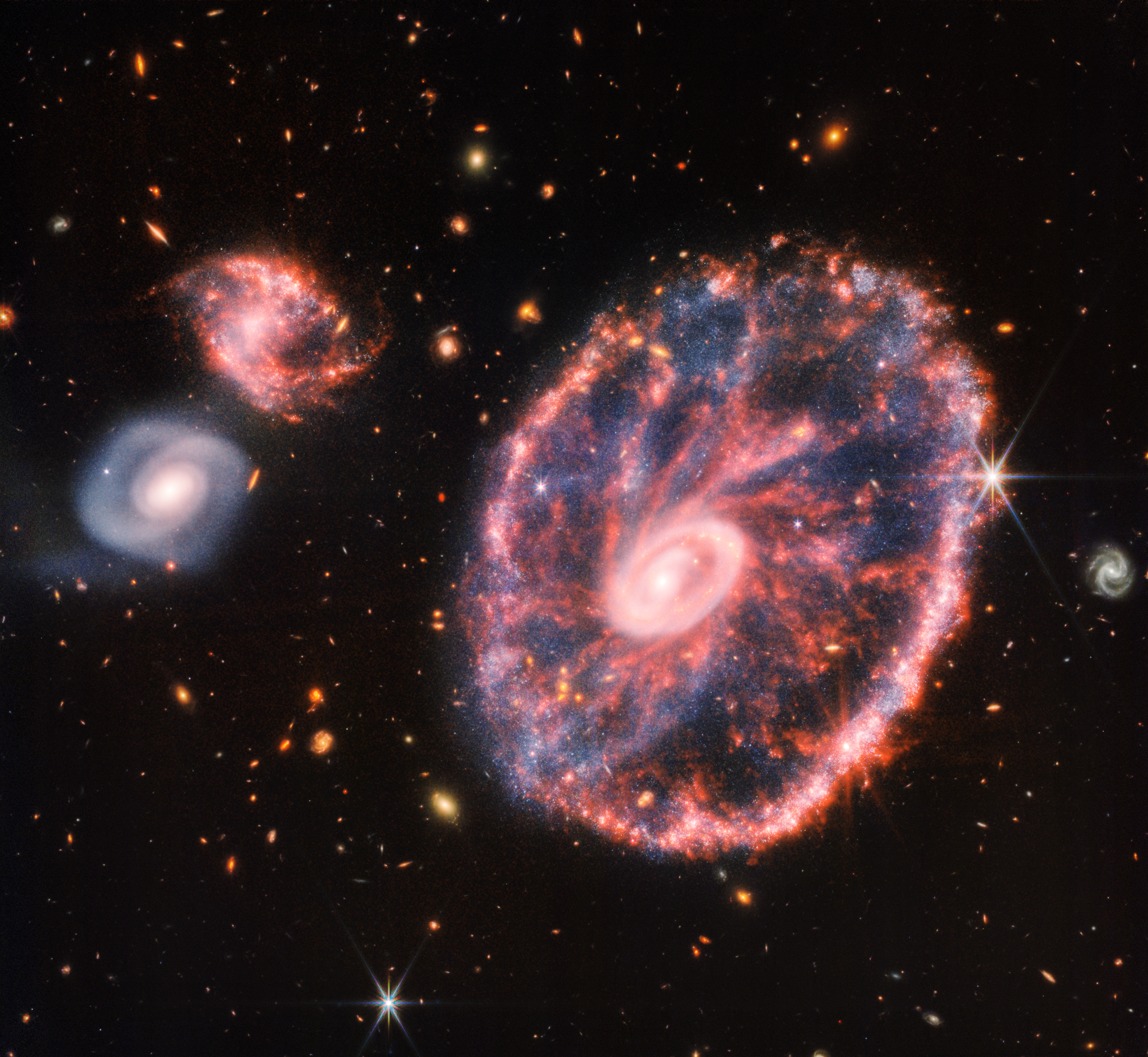
NIRCam/MIRI 합성
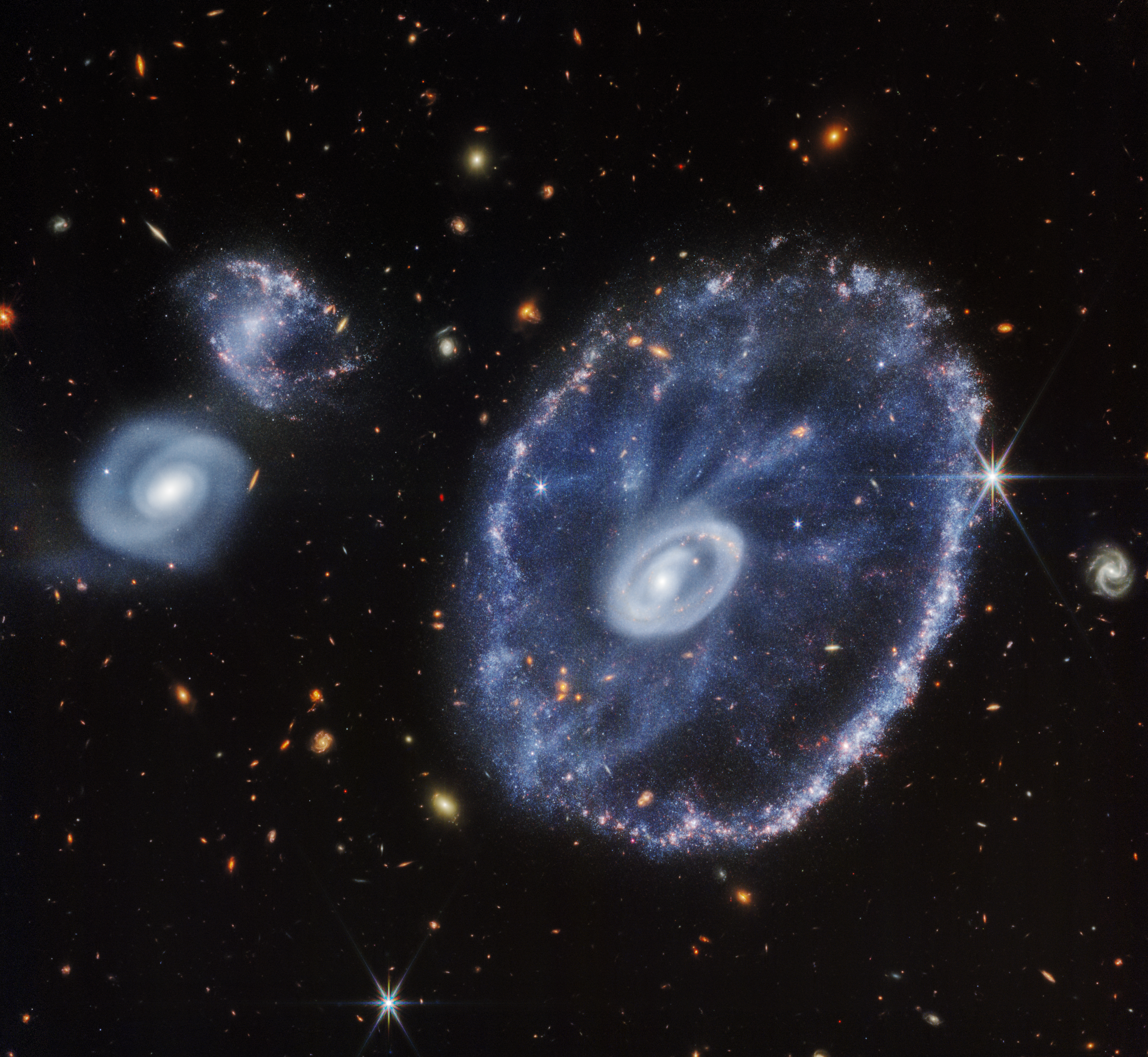
NIRCam
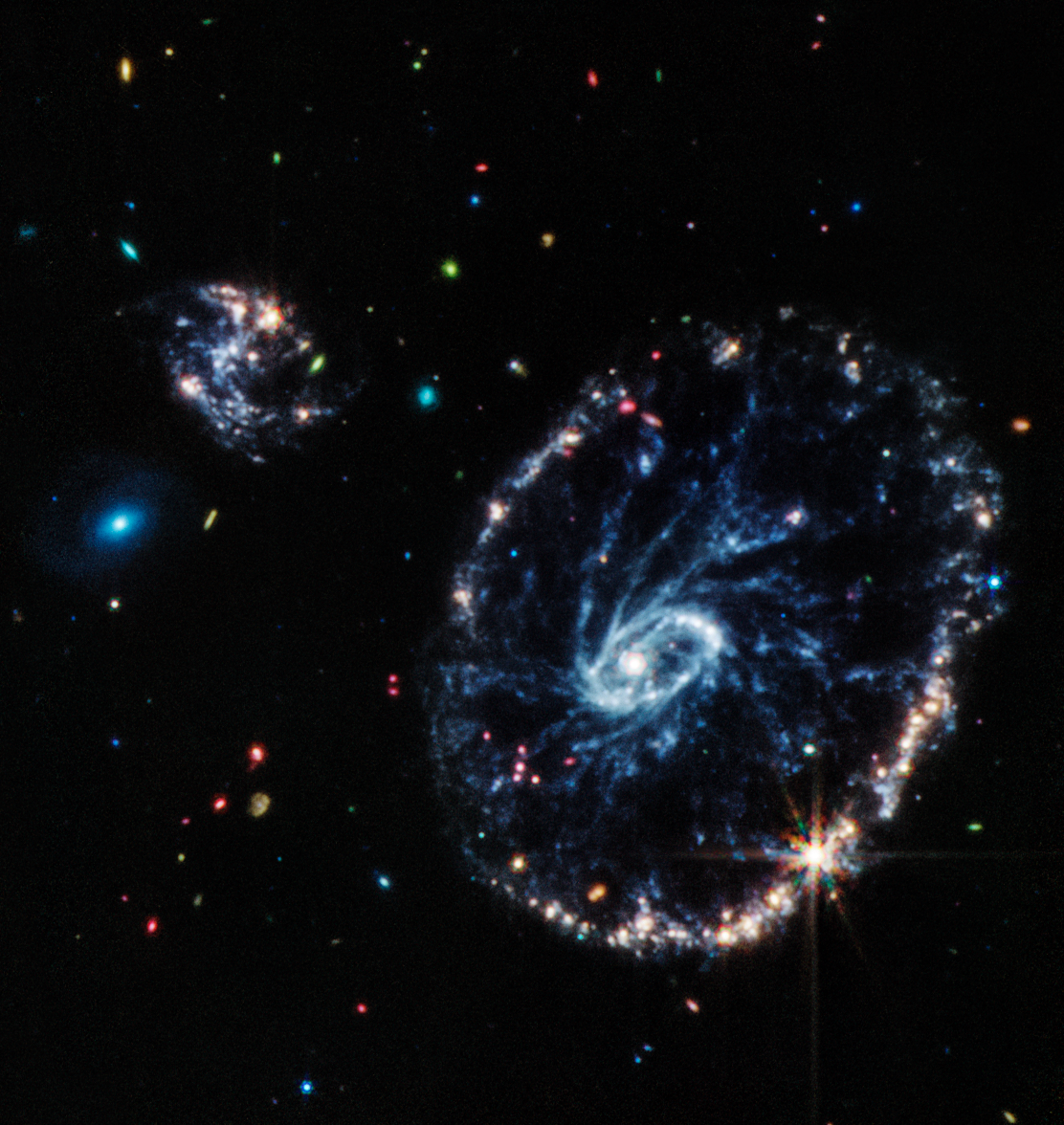
MIRI

목성과 목성의 고리와 목성의 자기권과 목성의 위성 적외선 이미지. 2022년 7월 14일과 8월 22일 공개.
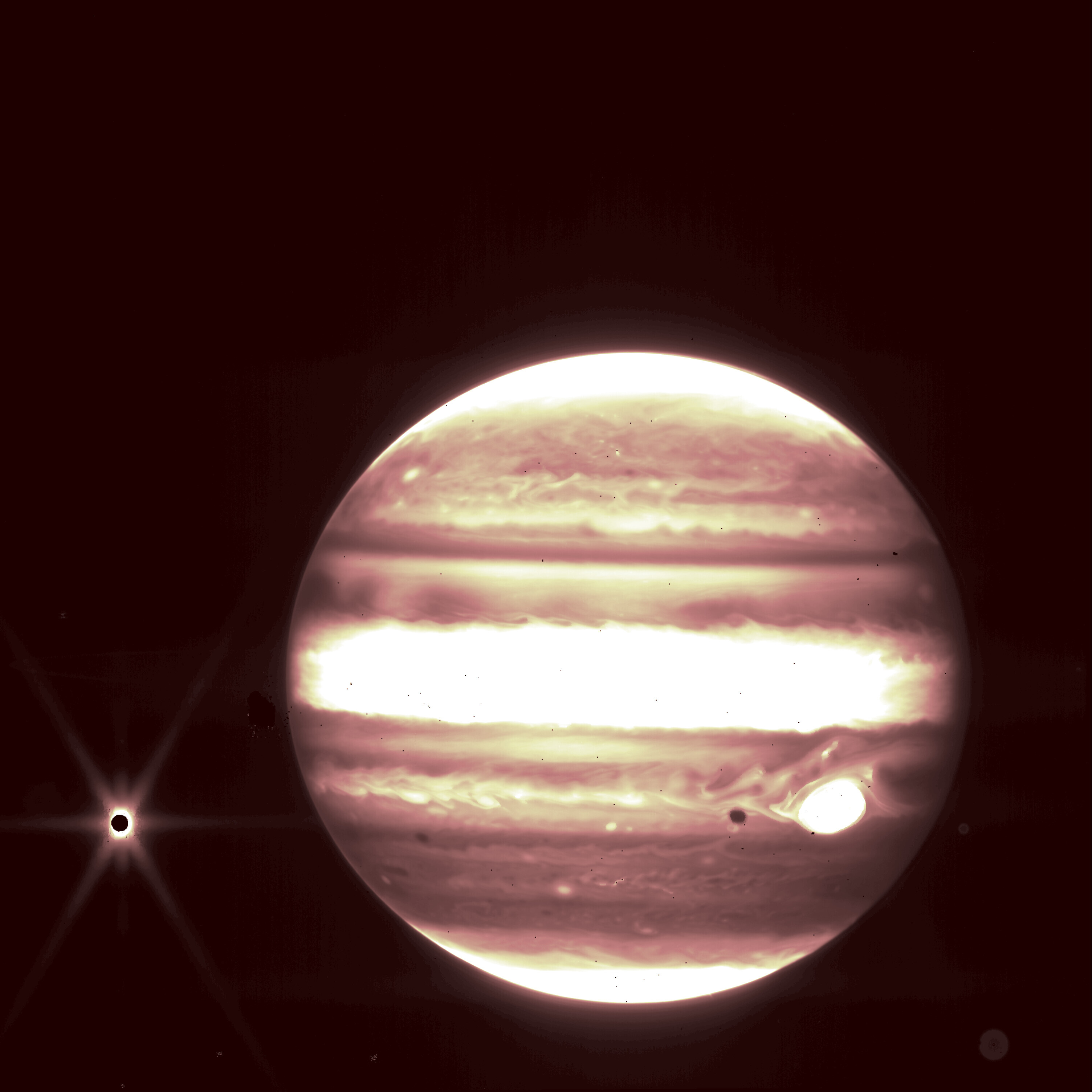
목성과 위성 유로파
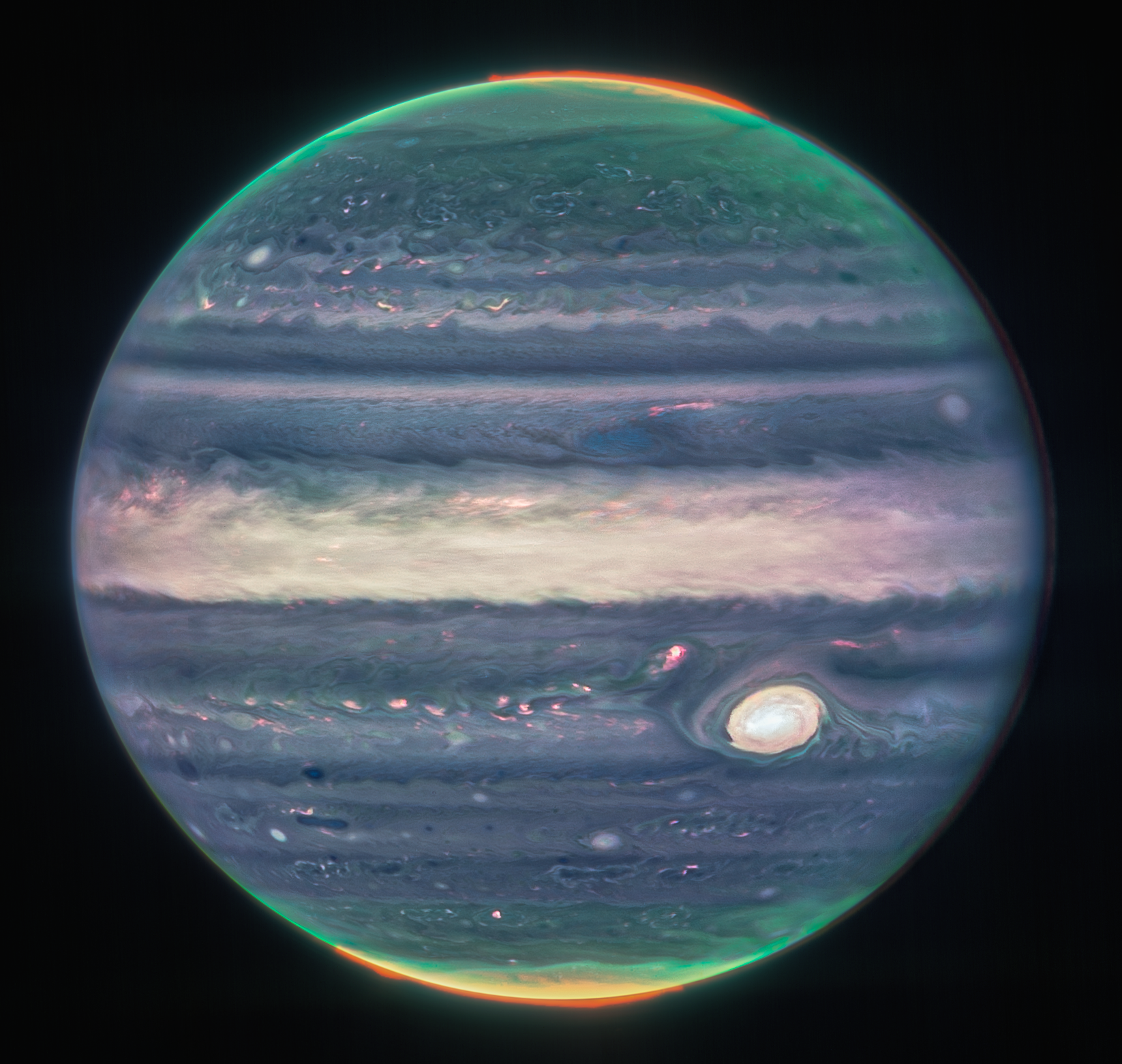
목성 클로즈업 이미지
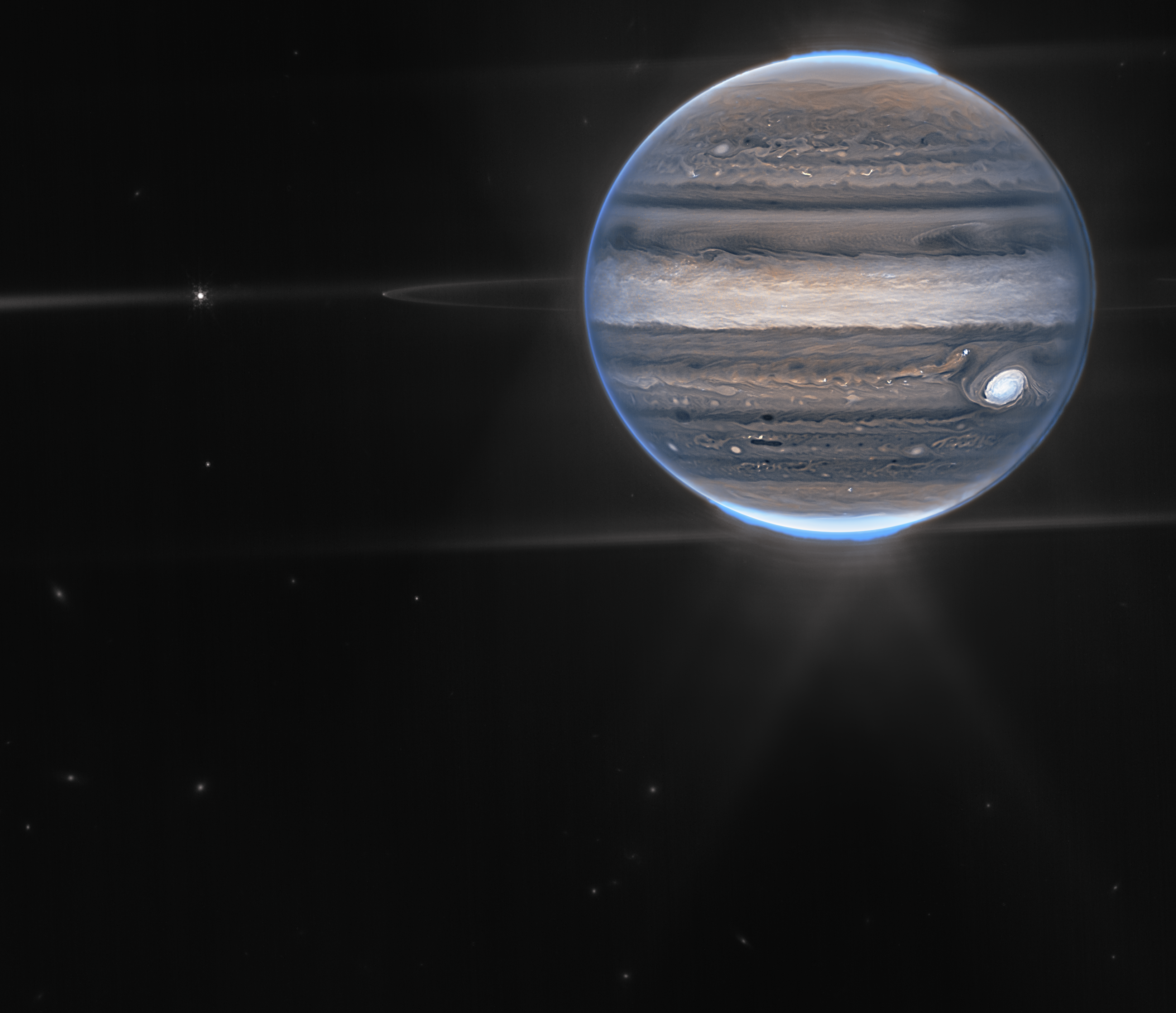
목성의 자기권
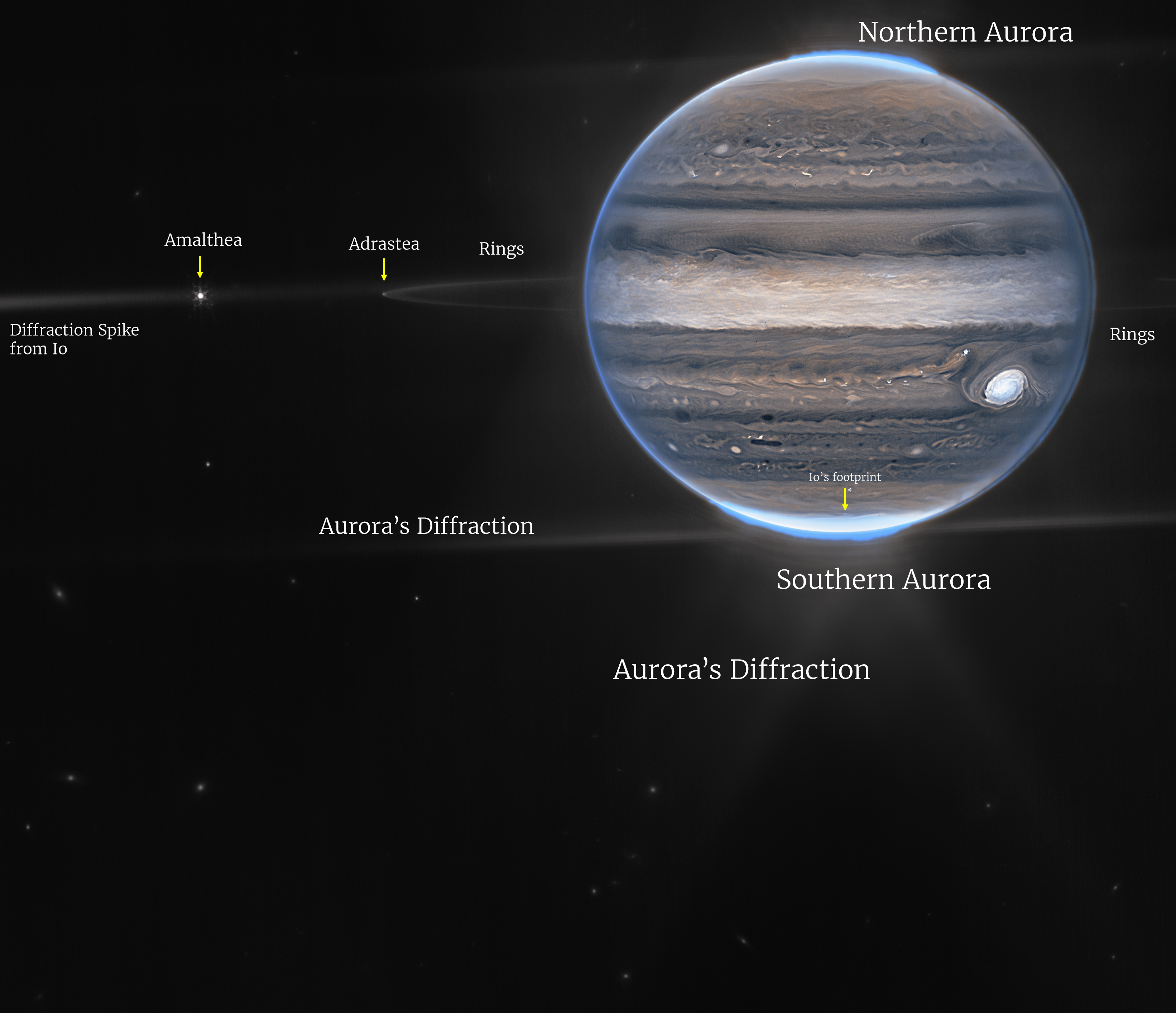
명칭 표시 이미지

유령 은하 메시에 74. 2022년 8월 29일 공개.
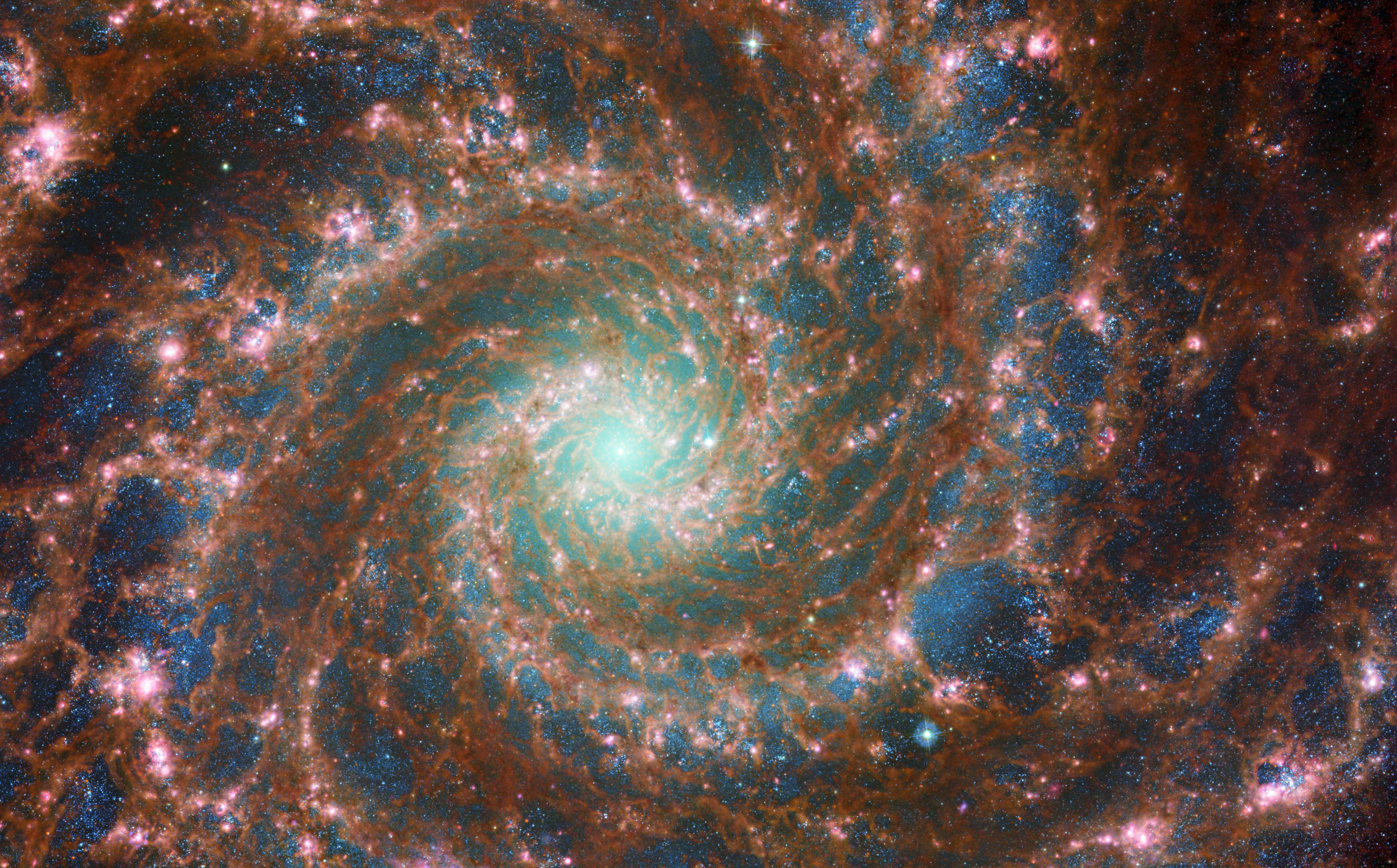
허블과 제임스 웹 합성 이미지
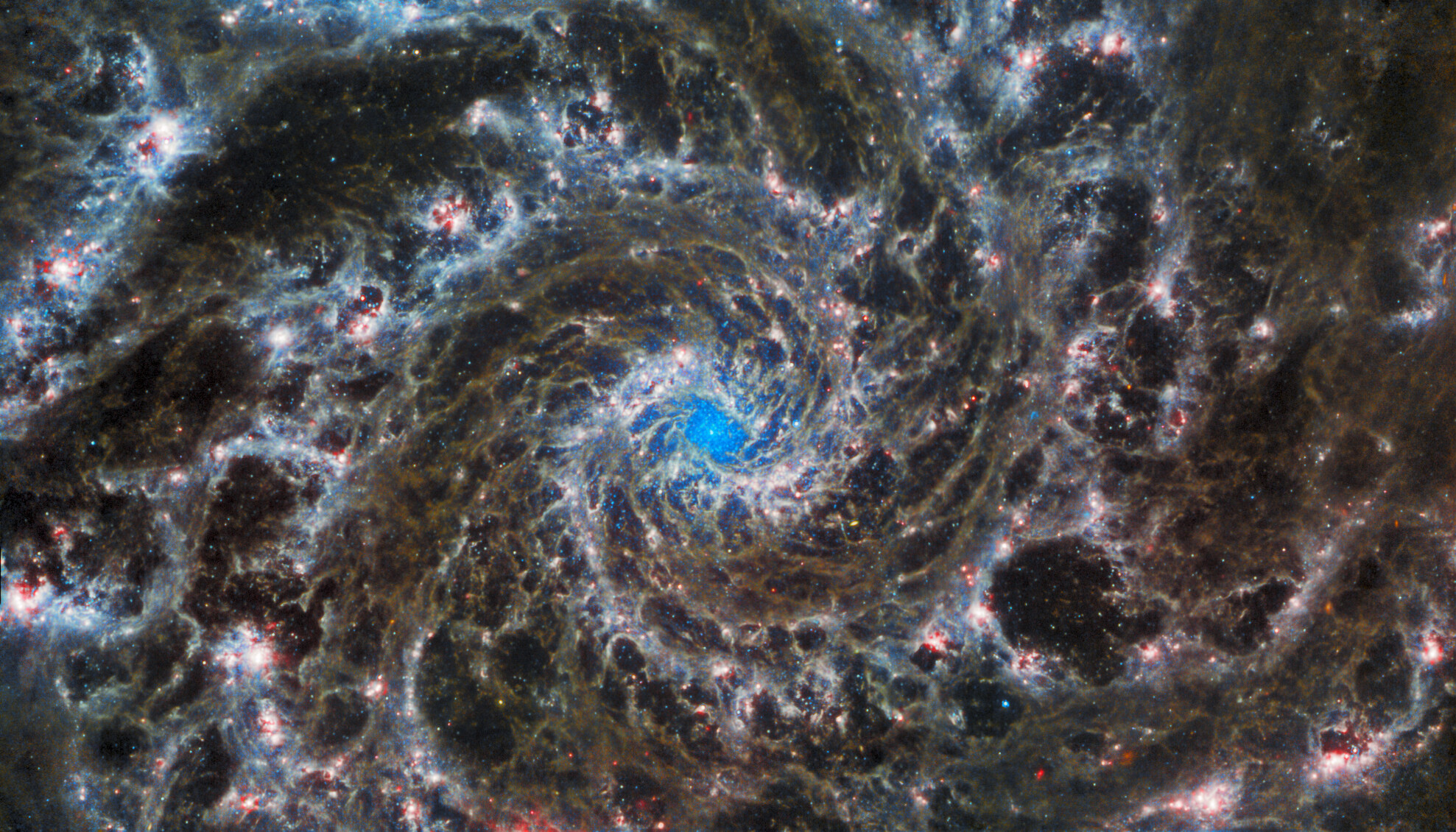
"유령 은하" M74 (MIRI)

타란툴라 성운. 2022년 9월 6일 공개.
타란툴라 성운의 중심 (NIRCam)
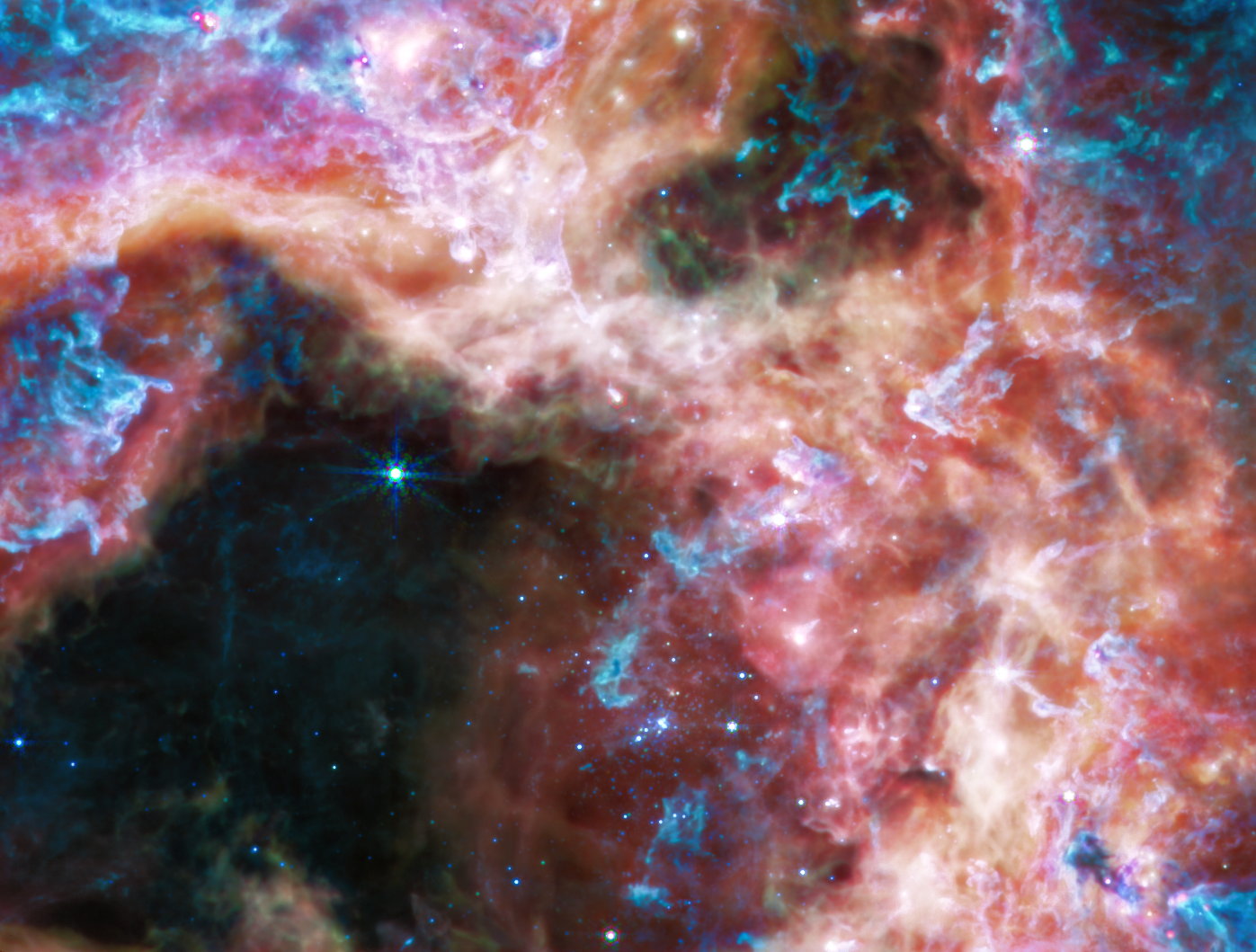
타란툴라 성운 (MIRI)

해왕성의 고리와 해왕성의 위성. 2022년 9월 21일 공개.
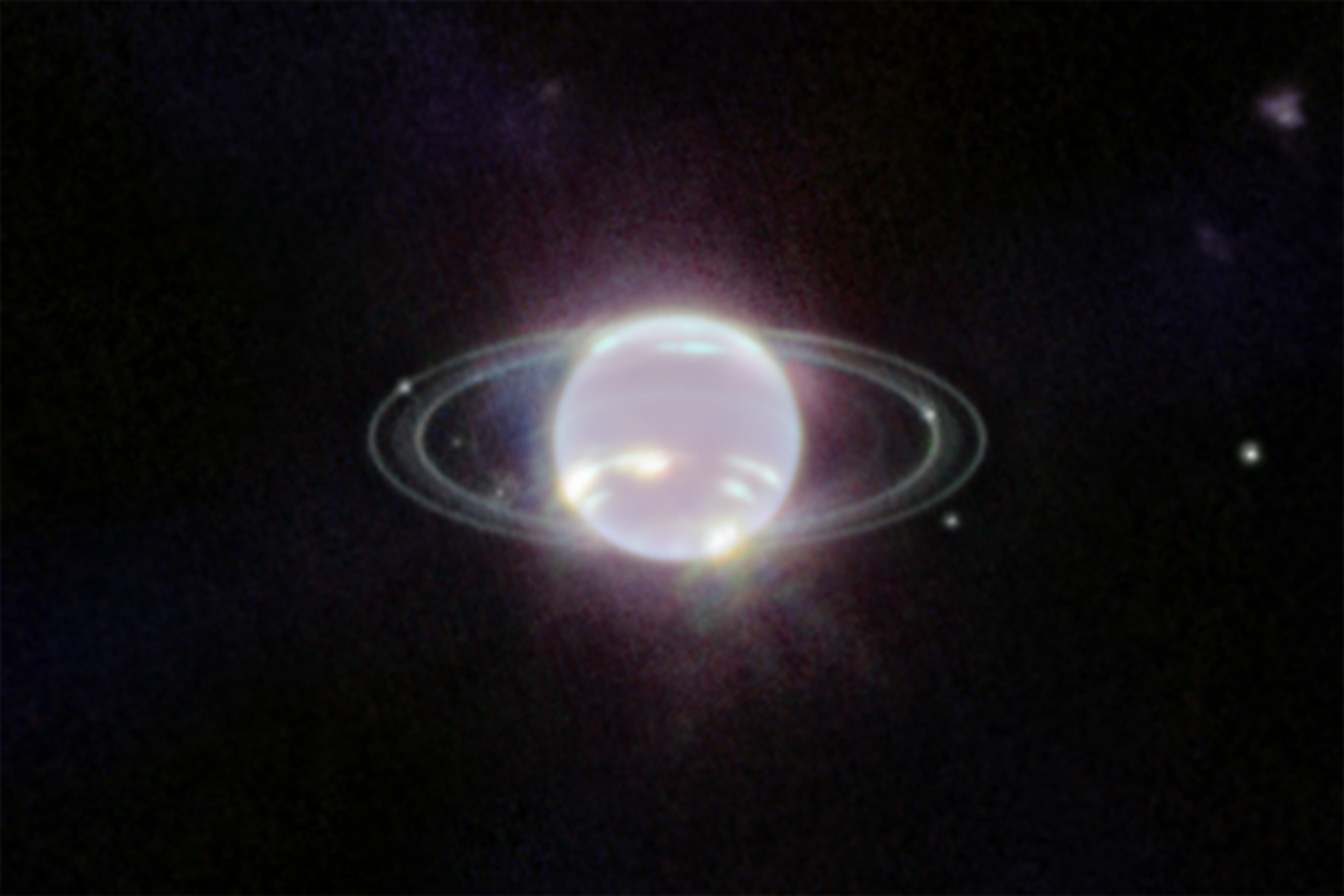
해왕성의 고리 (NIRCam)
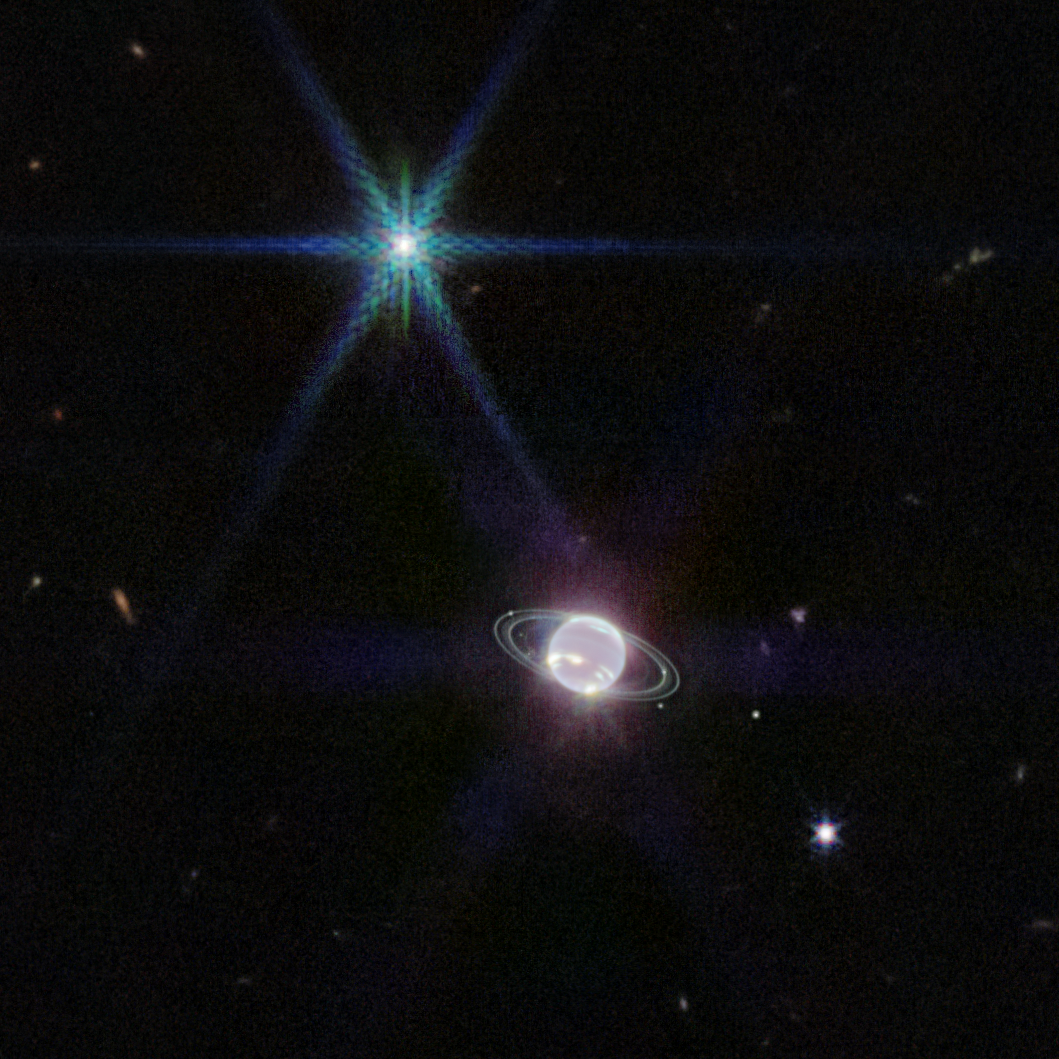
해왕성 위성계 (NIRCam)
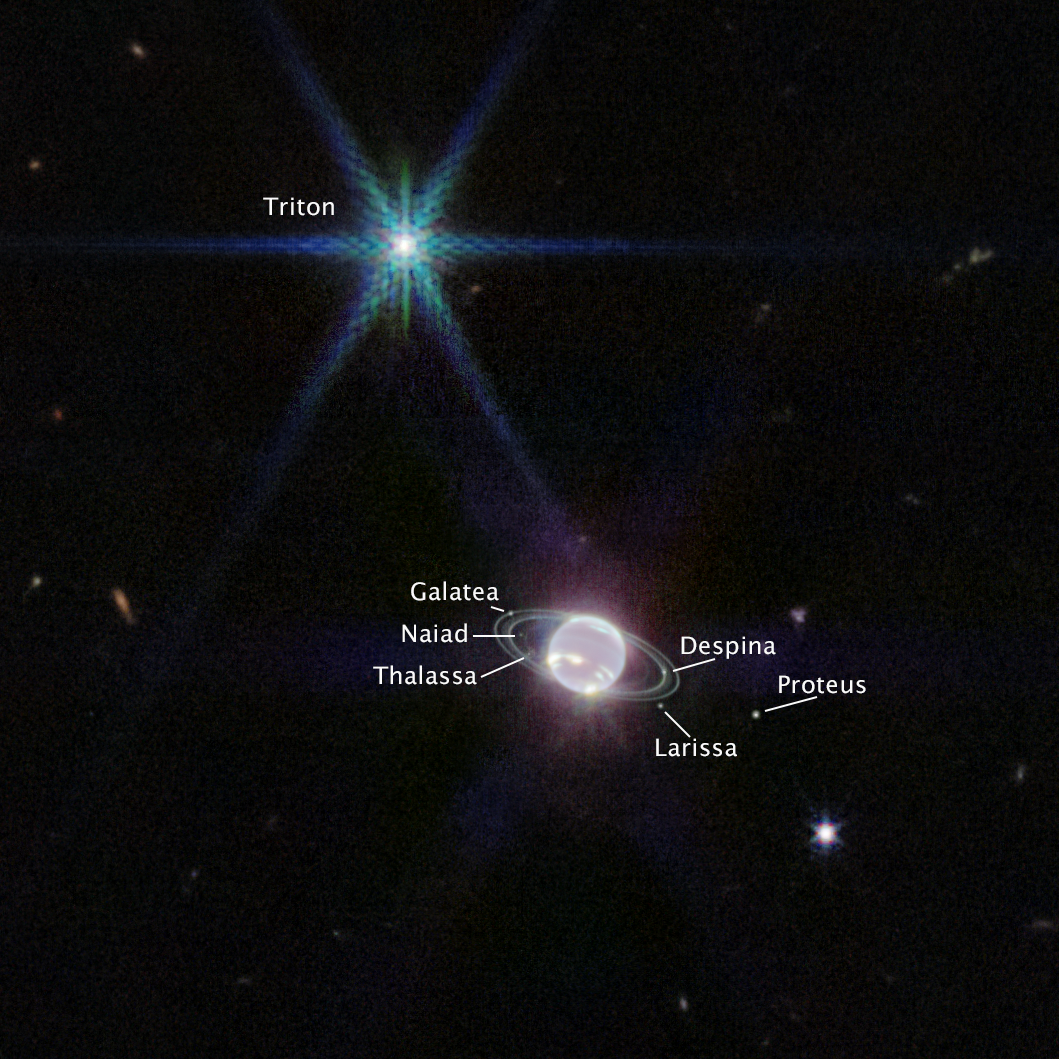
명칭 표시 이미지

## 같이 보기
- 자세 제어
- 제임스 웹 우주 망원경 타임라인(영어판)
- 칭동점 궤도(영어판)
- 딥 필드 목록(영어판)
- 크기순 적외선 망원경 목록(영어판)
- 크기순 광학 반사 망원경 목록(영어판)
- 우주 망원경 목록(영어판)
- 낸시 그레이스 로먼 우주 망원경, 늦어도 2027년 이전에 발사 예정
- 뉴 월드 미션 (제임스 웹 사업에 제안된 차폐기)
- 물리 우주론
- 위성 본체(영어판)
- 우주선 태양 전지판(영어판)
- 우주선 설계(영어판)
- 우주선 열제어(영어판)

## 내용주
1. ↑  제임스 웹 망원경은 최대 30mas/s로 움직이는 화성처럼 빠른 각속도의 천체도 추적할 수 있게끔 설계되었지만, 이는 기술사양서에 적힌 명목상의 값일 뿐이다.[21]
 커미셔닝 기간에 장비의 실제 한계를 측정하기 위해 다양한 소행성을 관측한 결과, 제임스 웹은 명목상의 값의 두 배 이상 빠른 67mas/s의 천체도 관측할 수 있는 것으로 밝혀졌다. 30~67mas/s 속도를 추적할 때의 정밀도는 그보다 느린 표적을 추적할 때와 비슷하다. 즉, 제임스 웹은 근지구 소행성(NEA)과 근일점에 가까운 혜성과 성간 천체 역시 관측할 수 있다.[22]
2. ↑  본문에 쓰인 배플(Baffle)은 광학부가 재래의 광학 망원경과 비슷하게 망원경 시야 외에서 들어오는 빛을 차단하게끔 튜브로 감싸져 있다는 것을 의미한다. 실제 용례는 다음 외부 링크를 참고. Freniere, E.R. (1981). 〈First-order design of optical baffles〉. 《Society of Photo-Optical Instrumentation Engineers (SPIE) Conference Series, First-order design of optical baffles》. Radiation Scattering in Optical Systems. 19–28쪽. Bibcode:1981SPIE..257...19F. doi:10.1117/12.959598.
3. ↑  HD 84406은 큰곰자리 방향으로 지구에서 약 258.5광년 떨어진 항성이다. 분광형은 G형이며 고유운동이 크게 나타난다.[195]
4. ↑  UVSW-V 084나 TYC 4212-1079-1로도 알려진[203] 2MASS J17554042+6551277은 용자리에 있는 우리 은하의 별이다. 약 2000광년 거리에 있으며, 황도의 북극에서 1도 정도 떨어져 있다. 안시 겉보기등급이 10.95등급이기 때문에 맨눈으로는 관찰할 수 없다. 표면온도는 태양보다 낮지만, 가시광선에서 그보다 13배에서 16배가량 밝다.[204] 그러므로 이 별은 태양과 유사하지는 않다. 태양에 대한 시선속도는 -51km/s 정도이다.[203]
5. ↑  C3 거울 세그먼트는 주거울을 정면에서 바라보았을 때 가장 외곽 5시 방향에 있는 거울 세그먼트이다.[208]

## 추가 정보
- Jonathan P. Gardner;  외. (November 2006). “The James Webb Space Telescope”. 《Space Science Reviews》 123 (4): 484–606. arXiv:astro-ph/0606175. Bibcode:2006SSRv..123..485G. doi:10.1007/s11214-006-8315-7. S2CID 118865272. The formal case for JWST science presented in 2006.
- Jason Kalirai (April 2018). “Scientific discovery with the James Webb Space Telescope”. 《Contemporary Physics》 59 (3): 259–290. arXiv:1805.06941. Bibcode:2018ConPh..59..251K. doi:10.1080/00107514.2018.1467648. S2CID 85539627. A review of JWST capabilities and scientific opportunities.
- Rigby, Jane; Perrin, Marshall; McElwain, Michael; Kimble, Randy; Friedman, Scott;  외. (2022년 7월 12일). “Characterization of JWST science performance from commissioning”. arXiv:2207.05632 [astro-ph.IM].